# Zeittafel der Proteste in der Türkei 2013
Die Zeittafel der Proteste in der Türkei 2013 trägt Ereignisse der Gezi-Park-Proteste und solidarisierender Antiregierungsaktionen in der Türkei sowie entsprechende nationale und internationale Reaktionen in ihrem Zeitverlauf auf. Die Zeittafel beginnt mit den Gezi-Park-Demonstrationen von Ende Mai 2013.

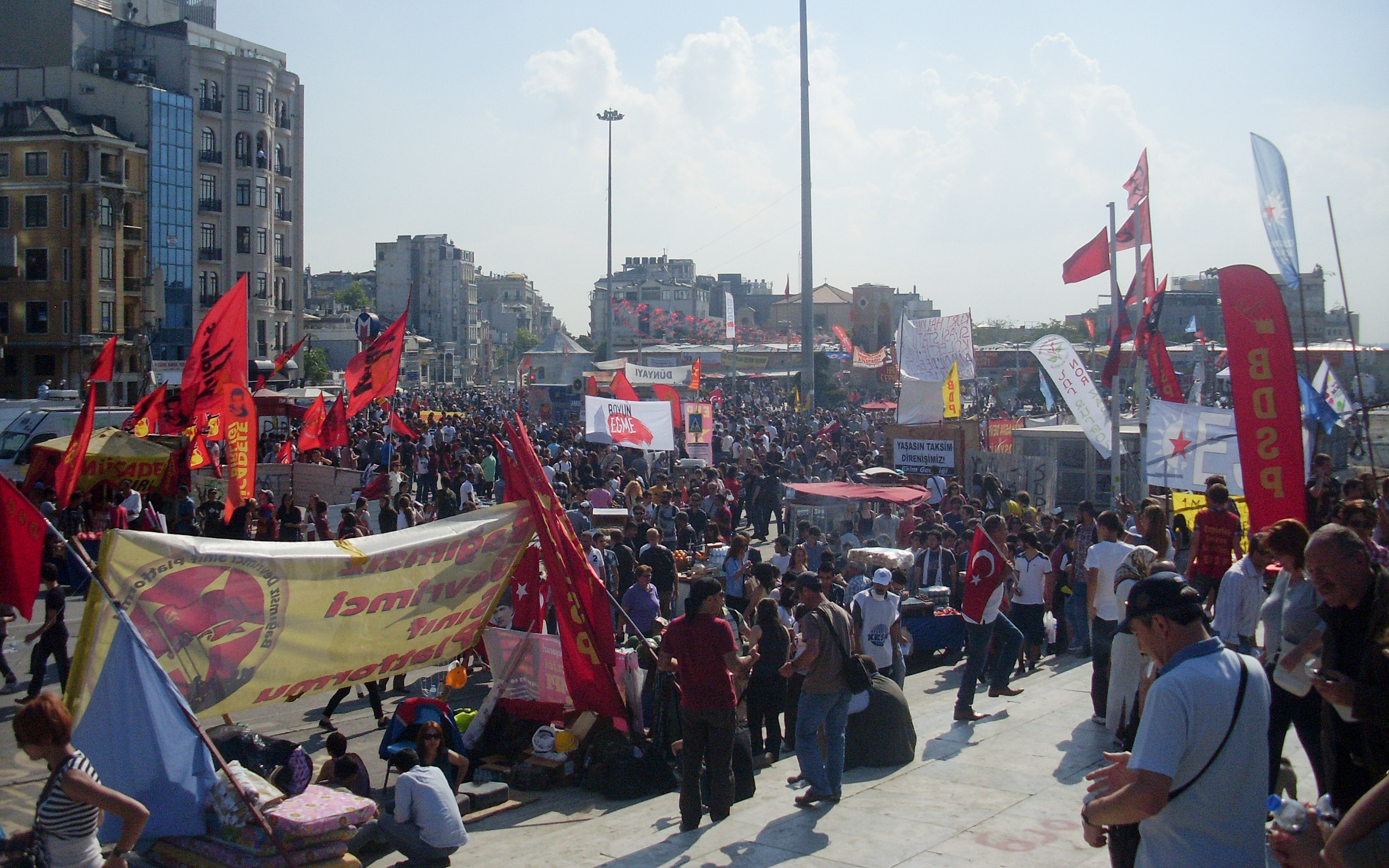
Demonstranten auf dem Taksim-Platz am 4. Juni 2013

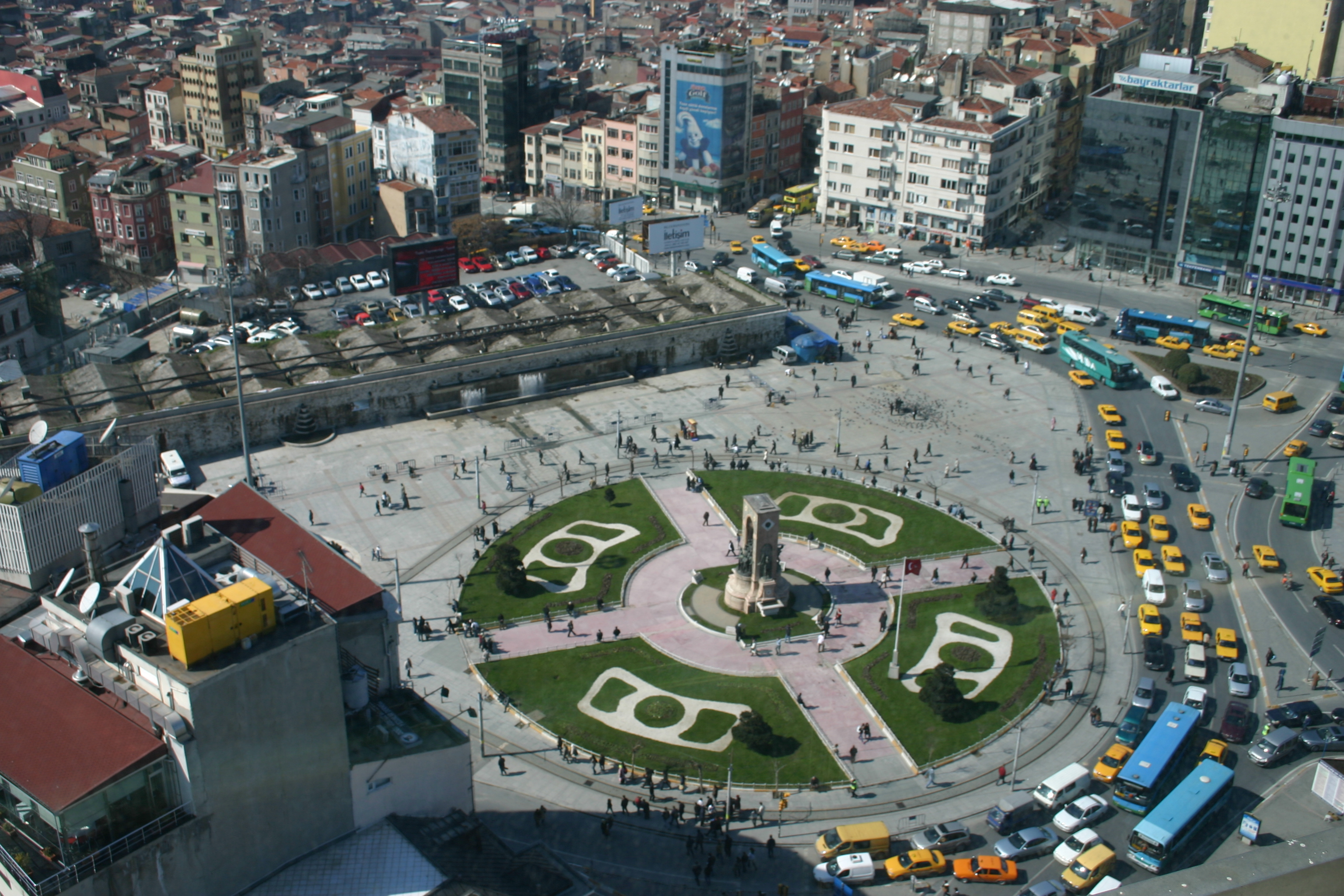
Luftaufnahme des Taksim-Platzes in Istanbul

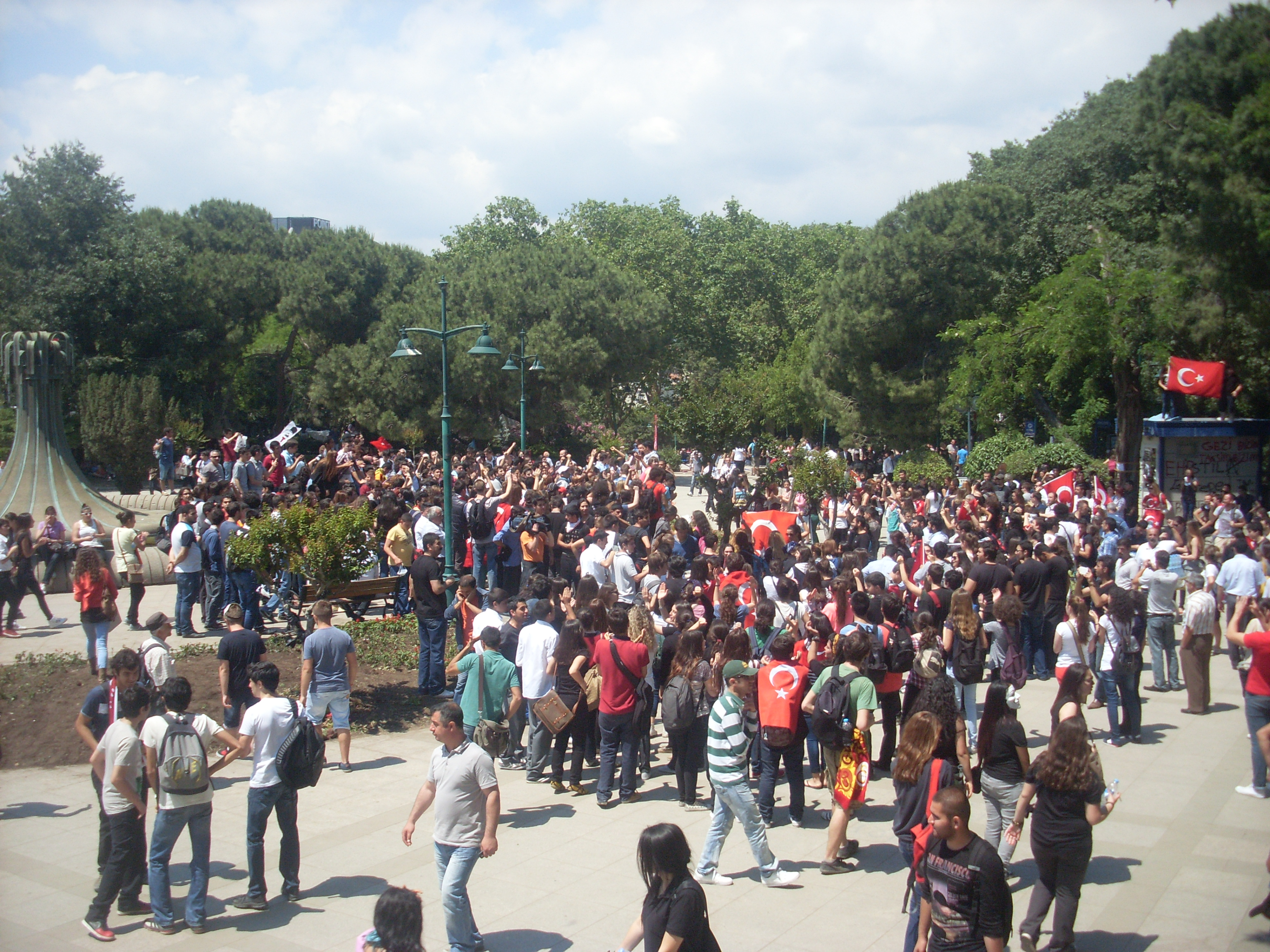
Demonstranten im Gezi-Park am 3. Juni 2013

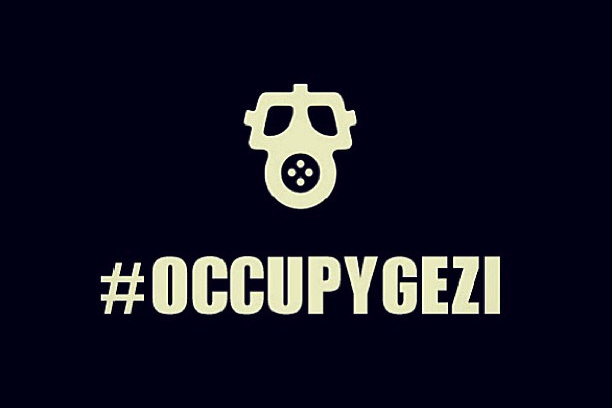
Occupy-Gezi als Teil der Occupy-Bewegung

## 13. April
Am 13. April fand bereits eine erste Protestveranstaltung in Form eines Musikfestivals statt. Zu dieser Zeit gab es noch keine Auseinandersetzungen zwischen den Demonstrierenden und der Polizei.

## 27.–30. Mai

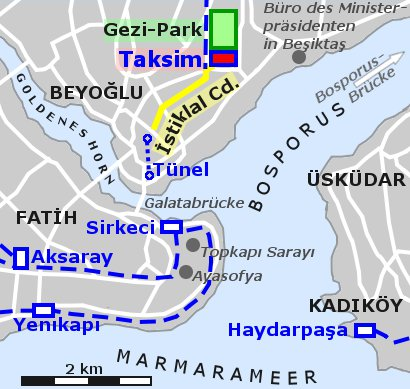
Lage von Gezi-Park (grün), Taksim-Platz (rot) und Unabhängigkeitsstraße (gelb) in Istanbul.

Um 22 Uhr in der Nacht des 27. Mai wurden drei Meter einer Mauer des Gezi-Parks abgerissen und fünf Bäume entwurzelt. Daraufhin stellten sich Anhänger des Interessenverbandes Taksim Dayanışma Bileşenleri Platformu vor die Baumaschinen und verhinderten weitere Umgestaltungsmaßnahmen. Danach versammelten sich etwa 50 Menschen am Gezi-Park und schlugen Zelte auf, um das Fällen der Bäume zu verhindern.
Nachdem die Bauarbeiten am Abend zuvor durch den Interessenverband behindert wurden, rückten die Bagger am Morgen des 28. Mai erneut vor, um die Mauern des Parks abzutragen, bis dieses Vorhaben durch den Parlamentsabgeordneten der Partei des Friedens und der Demokratie (BDP) Sırrı Süreyya Önder gestoppt wurde. Önder wollte sowohl vom zuständigen Gouverneur, der Polizei als auch der AKP-Regierung die schriftliche Genehmigung für dieses Bauprojekt sehen. Mit Hilfe der Zabıta (Stadtpolizei) konnte der Platz dennoch teilweise geräumt und der Abriss fortgesetzt werden. Obwohl es keinen physischen Widerstand gab, wurde von der Polizei Tränengas eingesetzt.
Am 29. Mai versammelten sich nach Bekanntwerden des Verhaltens der Polizeibeamten gegenüber den Demonstranten weitere Menschen, die Zelte aufschlugen, um den Gezi-Park zu besetzen. Von den Demonstranten wurde für den Tag ein Programm organisiert; es war vorgesehen, sich um 7:30 Uhr am Gezi-Park zu treffen, um 12:30 Uhr eine Presseerklärung abzugeben, um 18 Uhr ein Konzert und um 22 Uhr einen Film vorzuführen. Im Laufe des Tages schlossen sich weitere prominente Personen des öffentlichen Lebens an wie die zweite Vorsitzende der Republikanischen Volkspartei (CHP) Gürsel Tekin, der Sänger Can Bonomo sowie die Schauspieler Memet Ali Alabora und Okan Bayülgen. Devrim Evin, der Hauptdarsteller des monumentalen Historienfilms Fetih 1453, der als kriegsverherrlichender Propagandafilm bezeichnet und dem eine der Regierungslinie Erdoğans entsprechende neoosmanische Ausrichtung und Verschmelzung von Religiosität und Patriotismus vorgeworfen wurde, kündigte auf dem Kurznachrichtendienst Twitter seinen Boykott der Filmpremiere am 29. Mai und seine Teilnahme an den Protesten an.
Um 5 Uhr kam es seitens der Polizei am 30. Mai erneut zu Übergriffen auf Demonstranten. Kurz darauf folgten Presseerklärungen der CHP und BDP. Eine weitere Presseerklärung um 10 Uhr wurde durch das Eingreifen der Polizei verhindert. Aus Protest gegen dieses Vorgehen stieg die Zahl der Demonstranten am Taksim-Platz bis zum Abend an.

## 31. Mai
Am 31. Mai sperrten türkische Polizeibeamte den Platz ab. Anschließend vertrieben sie die Demonstranten, indem sie unter anderem mit Tränengas, Pfefferspray und Wasserwerfer gegen diese einsetzten. Daraufhin riefen die Demonstranten „Ihr bringt uns um!“ und warfen mit Steinen nach den Polizeibeamten.
Sırrı Süreyya Önder befand sich inmitten einer Menschenmenge, die einen Sitzstreik im Gezi-Park veranstaltete, als die Polizei einschritt, um die Menge auseinanderzutreiben. Er wurde an der Schulter von einem Geschoss einer Tränengasgranate getroffen und musste im Taksim İlk Yardım Krankenhaus behandelt werden. Auch der Gewerkschafter und Autor Ahmet Şık wurde angeschossen und mit einer Kopfwunde ins Krankenhaus eingeliefert. Zehntausende Menschen marschierten um den Taksim-Platz und über die Bosporus-Brücke. Laut der Vereinigung türkischer Ärzte wurden an diesem Tag ungefähr 1000 Menschen verletzt, von denen sechs ihr Augenlicht verloren, nachdem sie von Gaspatronen getroffen worden waren.

## 1. Juni

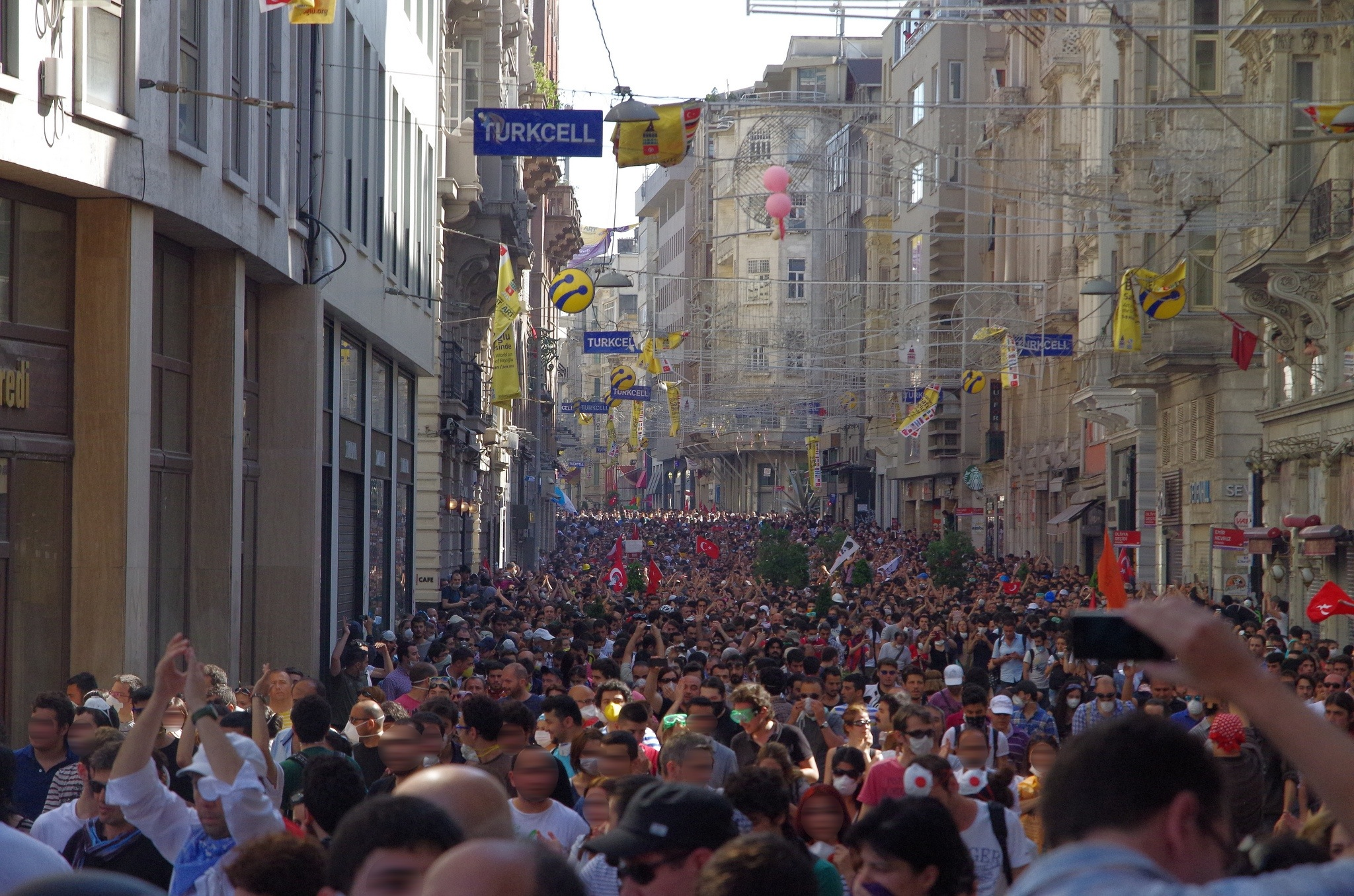
Demonstranten auf der Unabhängigkeitsstraße.

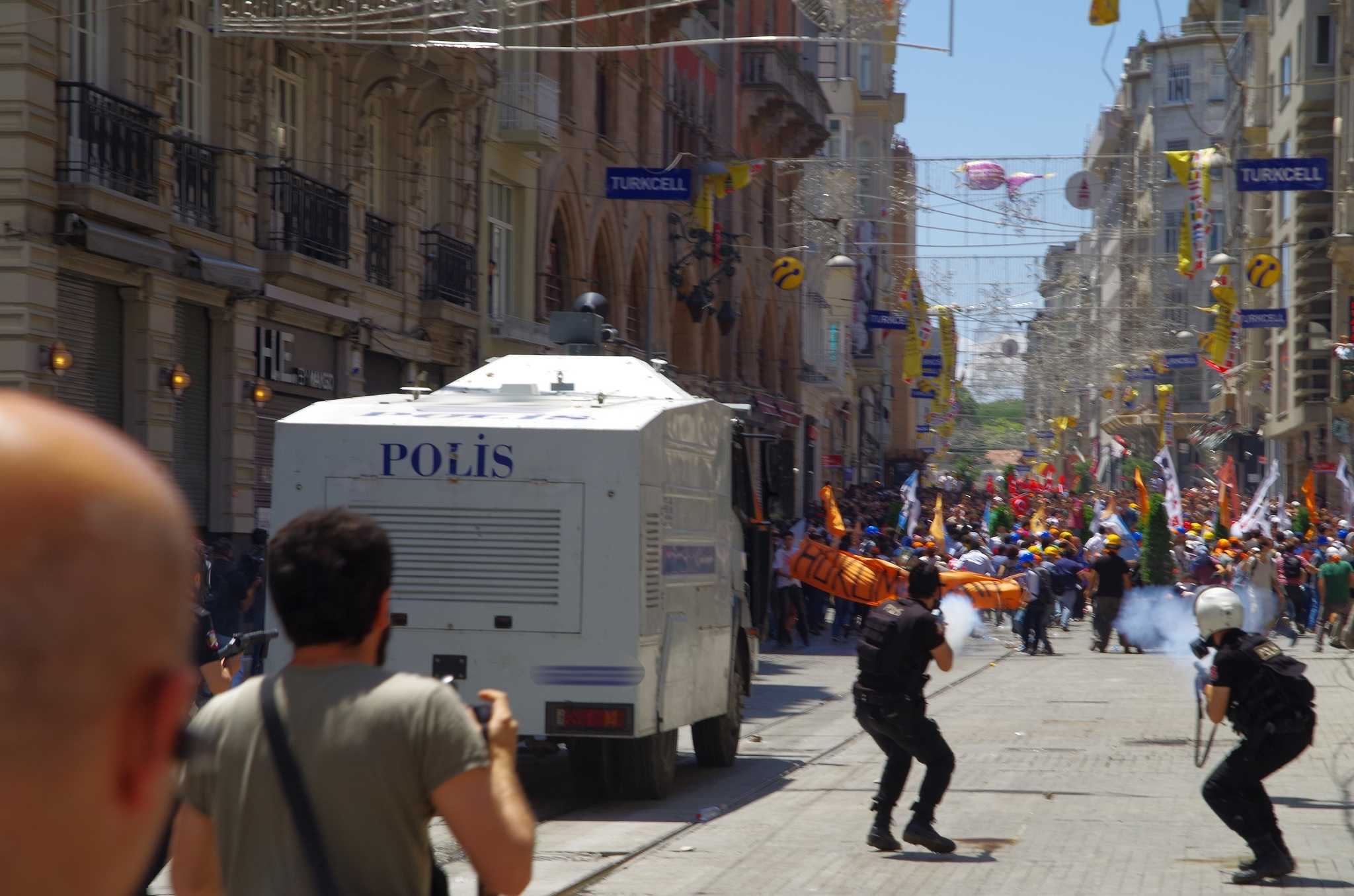
Die Polizei geht mit Tränengas gegen Demonstranten auf der Unabhängigkeitsstraße vor.

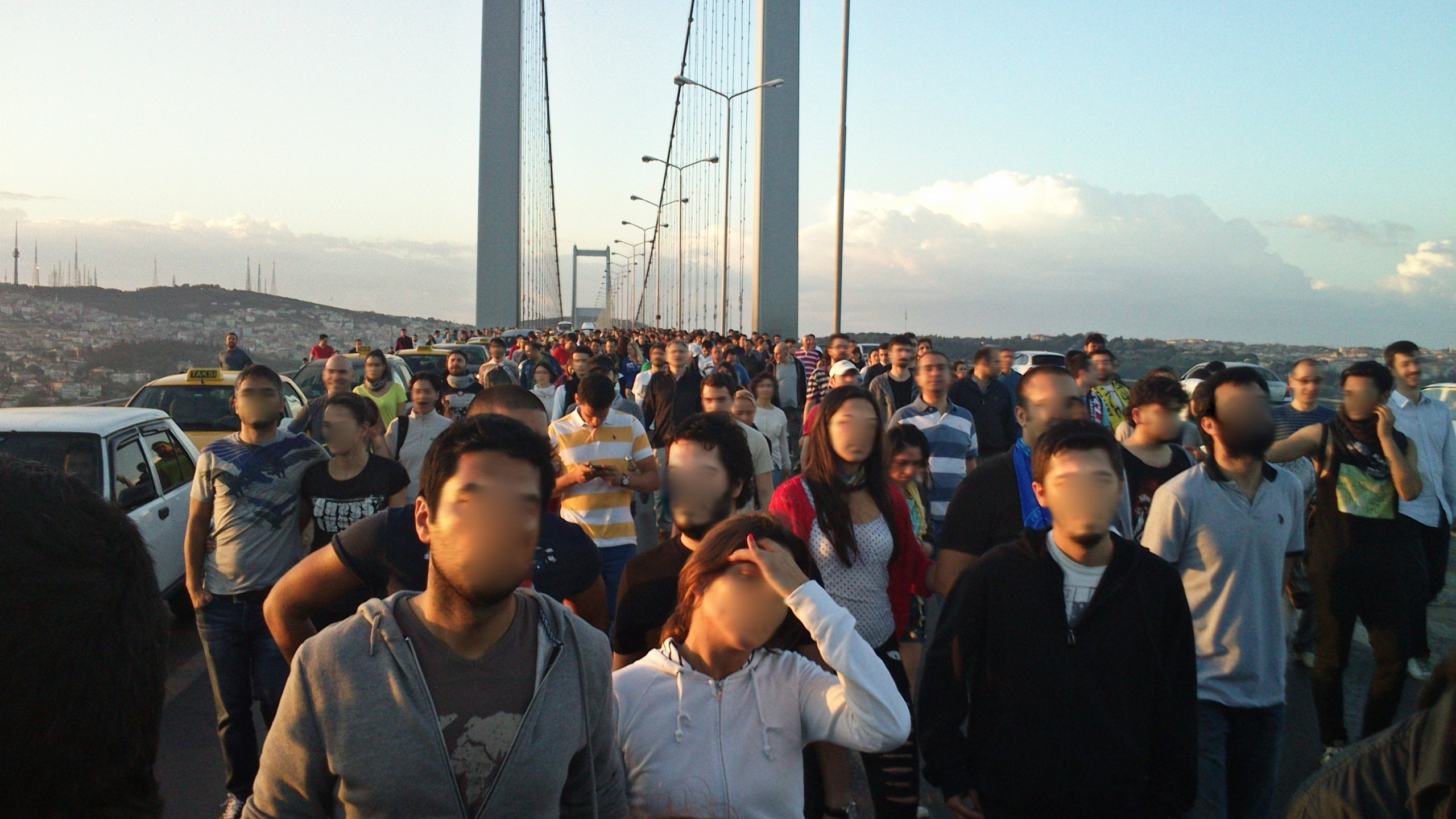
Zehntausende Menschen marschieren in den frühen Morgenstunden über die Bosporus-Brücke zum Taksim-Platz.

Ministerpräsident Erdoğan räumte in einer Fernsehansprache am Samstag ein, dass „der Einsatz von Pfeffergas durch die Sicherheitskräfte […] ein Fehler“ war; auch die Festnahme von über 900 Menschen sei unangemessen gewesen. Er kündigte an, das Einkaufszentrum im Gezi-Park weiterhin bauen zu wollen, und sagte, dass die Polizei am Samstag und Sonntag im Stadtzentrum präsent bleiben werde. Der türkische Staatspräsident Abdullah Gül rief daraufhin zur Ruhe und Besonnenheit auf. Die Proteste hätten mittlerweile ein „besorgniserregendes Niveau“ erreicht. Er bat alle Beteiligten, Demonstranten wie auch Polizeibeamte, mit „gesundem Menschenverstand“ zu handeln. Die Polizei forderte er auf, „angemessen“ auf die Proteste zu reagieren. Das Innenministerium kündigte an, „die Verantwortlichen für die unverhältnismäßige Gewalt gegen Demonstranten“ zur Verantwortung zu ziehen.
Am Nachmittag des 1. Juni zog die Polizei um 16 Uhr ab und überließ den Gezi-Park den Demonstranten. Am frühen Abend forderten Massen von Demonstranten – nach Presseberichten mehr als eine Million – in Istanbul den Rücktritt Erdoğans. Ihren Unmut über die Regierung bekräftigten sie mit Rufen wie „Regierung, tritt zurück“ und (an Regierungschef Erdoğan gerichtet): „Wir sind hier, wo bist du?“ Unter den Demonstranten waren auch zahlreiche Oppositionspolitiker und Künstler. Im Stadtteil Beşiktaş versuchten einige Demonstranten, den Amtssitz von Erdoğan zu stürmen. Die Polizei feuerte weitere Tränengas-Granaten ab, woraufhin Demonstranten einen Polizeiwagen anzündeten.
Eine Zusammenfassung der kurz zuvor gehaltenen Rede Erdoğans, die das Ministerpräsidentenamt allen Journalisten zukommen ließ, sprach im Gegensatz zu der Rede selbst, wie diese von den meisten türkischen Journalisten verstanden worden war, von Dialog und davon, dass die Regierung am Taksim-Platz keinen Nachbau einer osmanischen Kaserne mit einem Einkaufszentrum mehr errichten wolle.
Seit dem 1. Juni sind sämtliche offizielle Webcams, die live Bilder aus Istanbul über das Internet übertragen, nicht mehr erreichbar. Grund dafür sollen Wartungsarbeiten sein.

## 2. Juni

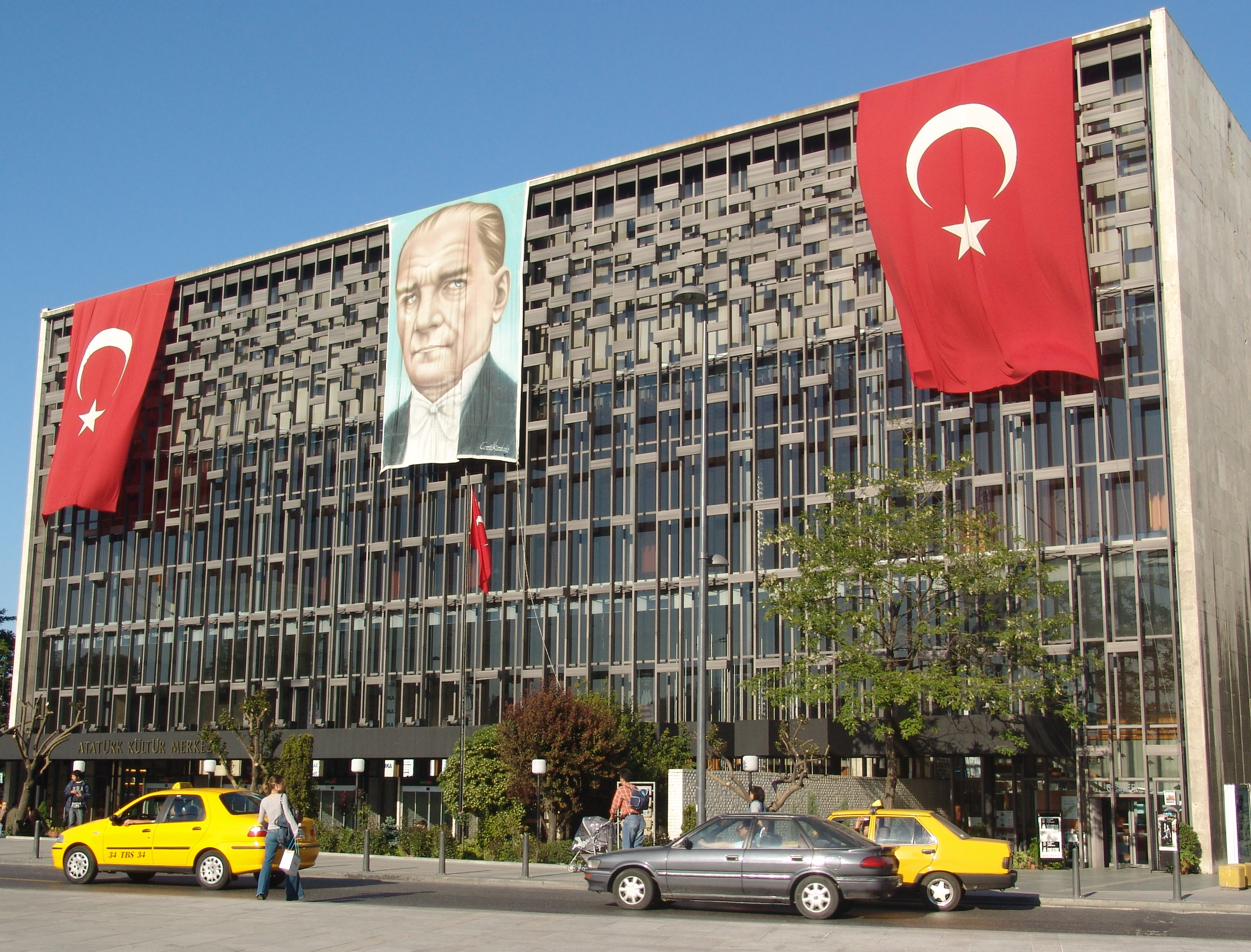
Erdoğan teilte mit, das Atatürk-Kulturzentrum abreißen und an dessen Stelle ein Opernhaus sowie eine Moschee bauen zu wollen.

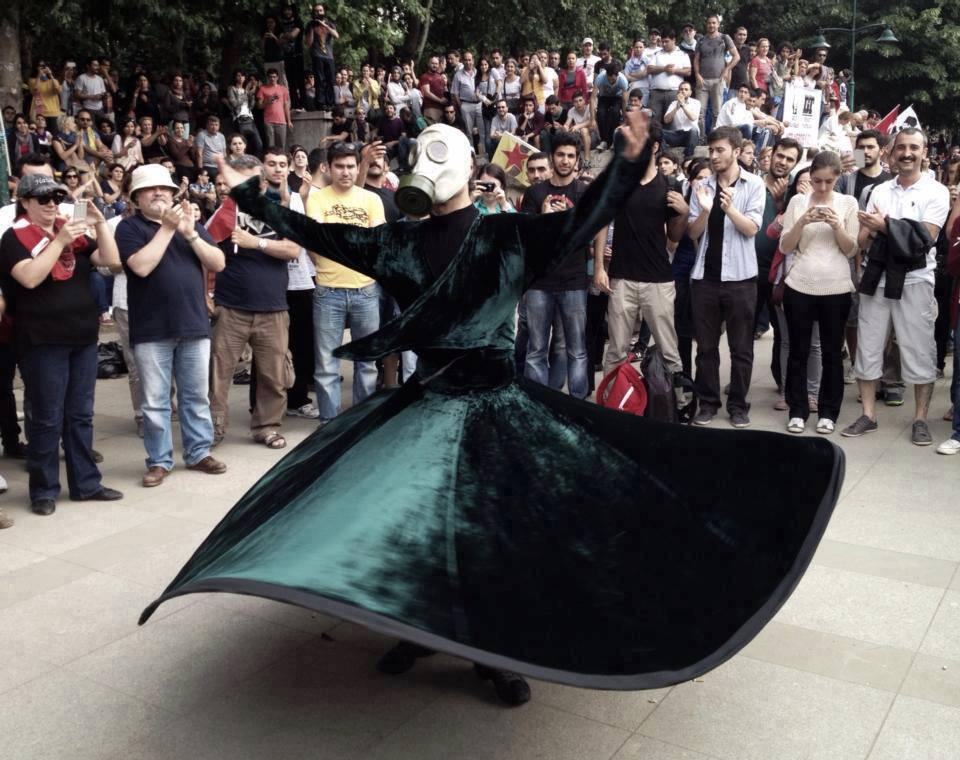
Ein als Mevlevi-Derwisch verkleideter Demonstrant mit Gasmaske im Gezi-Park.

Am 2. Juni saßen in den frühen Morgenstunden Aktivisten und Nachtschwärmer demonstrativ auf Gehwegen rund um den Taksim und tranken Bier. „Trinkt euer Bier zu Hause“, antwortete Erdoğan als Rechtfertigung auf die kurz zuvor erlassene Verschärfung des Alkoholgesetzes. Hunderttausende marschierten von der asiatischen Seite über die Bosporus-Brücke in den alten europäischen Teil der Bosporusmetropole in Richtung Gezi-Park.
Die Polizei setzte erneut Tränengas und Pfefferspray ein, um Demonstranten vom Amtssitz des Ministerpräsidenten Erdoğan fernzuhalten.
In Ankara marschierten rund 1000 junge Menschen zum zentralen Kızılay-Platz, wo ihnen ein massives Aufgebot an Sicherheitskräften mit Tränengas begegnete. Der Demonstrant, Ethem Sarısülük, wurde durch einen Kopfschuss tödlich verletzt. Während sich Verletzte und Ärzte in der Nacht des 2. Juni in einer ehrenamtlich betriebenen Klinik aufhielten, die in der Alumni-Gemeinschaft Mülkiyeliler Birliği in Ankara eingerichtet worden war, kam es zu einer Intervention mit Tränengas auf die Klinik. Nach Oppositionsangaben kam es in Ankara auch zu Massenfestnahmen.
Der Innenminister Muammer Güler ordnete den Rückzug der Polizei an, um den Demonstranten eine erneute Besetzung des Taksim-Platzes zu ermöglichen. Diese kamen daraufhin mit Mülltüten zurück zum Platz und räumten den Schutt und die Tränengaskanister weg.
Am Nachmittag verkündete Erdoğan, er müsse für Projekte nicht „einige Marodeure um Erlaubnis fragen“. Darüber hinaus teilte er mit, er würde das Atatürk-Kulturzentrum am Taksim-Platz abreißen und an dessen Stelle eine Oper sowie eine Moschee errichten.
In einer Erklärung der „Taksim Solidaritätsgruppe“ vom 2. Juni in türkischer und englischer Sprache werden Motive zum Protest gegen das Taksim-Projekt zusammengefasst.

## 3. Juni

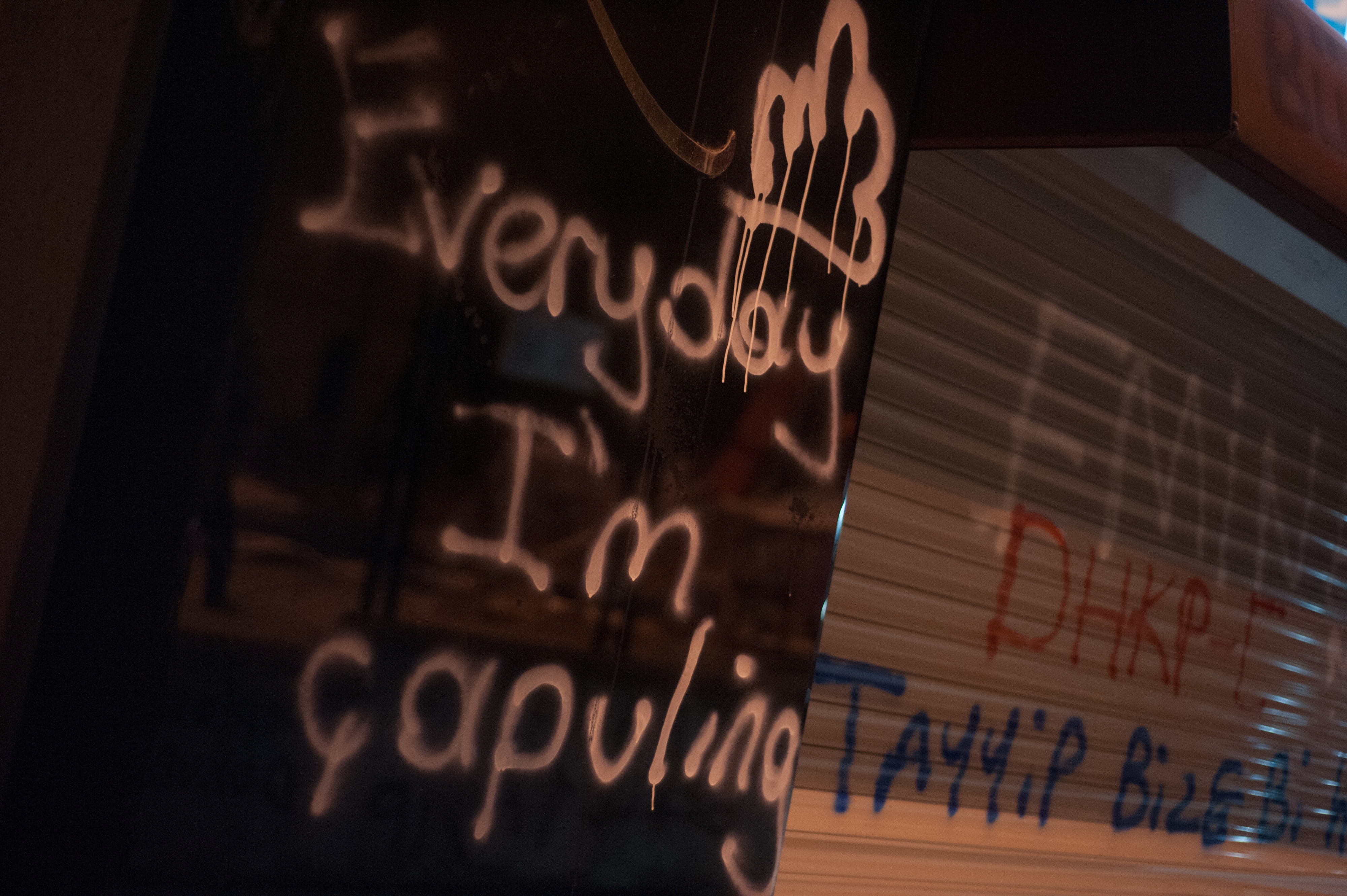
Everyday I’m çapuling! – Ein Graffiti, das die entsprechende Äußerung Erdoğans über die Demonstranten ironisiert. Der Ausdruck ist eine Anspielung auf das Lied Party Rock Anthem des Electro-Hop-Duos LMFAO.

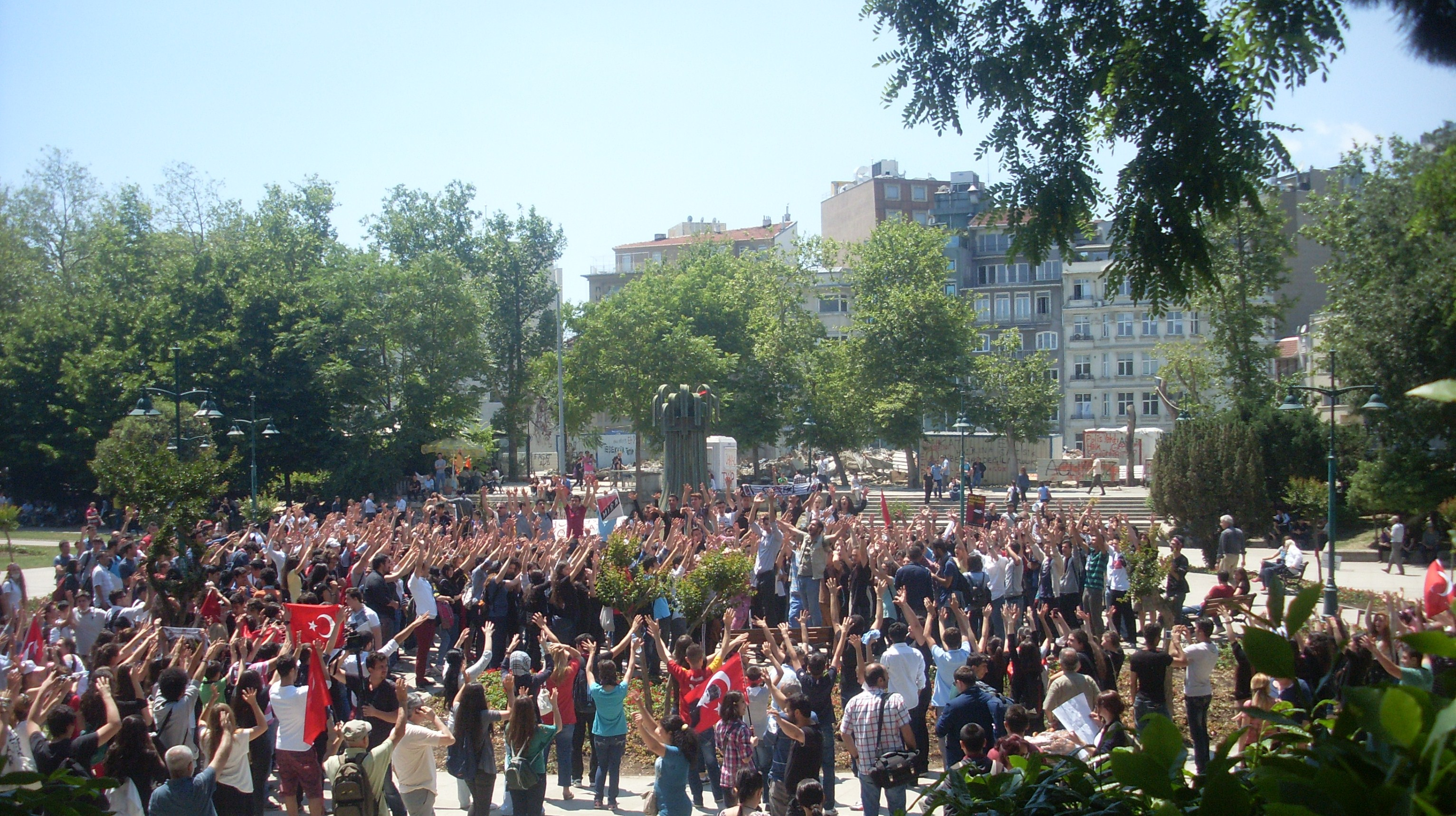
Protestteilnehmer im Gezi-Park.

In der Nacht vom 2. auf den 3. Juni wurden 500 weitere Demonstranten festgenommen. Erdoğan warf in einem Fernsehinterview am Montagmorgen der oppositionellen Republikanischen Volkspartei vor, sie trage die Schuld an diesen Protesten. Nachdem sich viele der Demonstranten über soziale Netzwerke organisiert hatten, bezeichnete er soziale Medien wie den Kurznachrichtendienst Twitter als „größte Bedrohung der Gesellschaft“. Er verteidigte weiterhin seinen Kurs, nannte die Proteste marginal und die Demonstranten „Çapulcu“, also Plünderer beziehungsweise Gesindel. Die Protestbewegung deutete jedoch das herabsetzende Wort um und verwendete die als Beschimpfung gedachte Bezeichnung als ironische und stolze Eigenbenennung der Erdoğan-Gegner: „Wir sind alle Çapulcu!“ Die von den Demonstranten als absurd empfundene Äußerung Erdoğans wurde somit verhöhnend gegen ihn und seine Autorität gekehrt. So posierte etwa ein Arzt mit einem Plakat in der Hand mit der Aufschrift Dr. Çapulman. Daneben wurde der Gezi-Park zum Çapulcu-Park erklärt. Wie schon tags zuvor erklärte Erdoğan, dass er weit mehr Leute auf die Straße bringen könnte. Er versuchte nicht zu deeskalieren; unter anderem äußerte er, er könne die 50 % der Türken, die ihn gewählt haben, nur noch schwer in ihren Häusern halten. Dies kann als Androhung eines Bürgerkrieges aufgefasst werden.
In Istanbul gab es bis zum 3. Juni über 1480 Verletzte, in Ankara wurden 414 und in Izmir 420 angegeben. In Izmir wurde am 3. Juni ein Gebäude der AKP in Brand gesetzt.
Drei Demonstranten sammelten durch einen Spendenaufruf in Taksim an einem Tag 55.000 US-Dollar. Ziel war es, eine doppelseitige Anzeige in der New York Times zu kaufen und dort über die Ereignisse in der Türkei aufzuklären. In dieser Anzeige wurden ein Ende der Polizeigewalt, freie und unabhängige Medien sowie ein Dialog statt der Diktatur eines Autokraten gefordert. Die Spenden werden über die Crowdfunding-Plattform Indiegogo abgewickelt. Es wird immer noch gesammelt, um weitere Anzeigen schalten zu können. 36 Stunden nach Beginn des Aufrufes belief sich die Spendensumme auf 85.000 US-Dollar. Bis zum Morgen des 6. Juni wurden 100.000 US-Dollar gespendet. Daraufhin wurde die doppelseitige Anzeige in der New York Times mit dem Titel What’s happening in Turkey? veröffentlicht.
Erdoğan trat eine Reise vom 3. bis 6. Juni durch die Staaten Marokko, Algerien und Tunesien an. Am Abend bestritt Mevlüt Çavuşoğlu, der sich mit Erdoğan auf seiner Nordafrika-Reise in Rabat befand, in einem Telefoninterview mit Christiane Amanpour von CNN, dass es Pläne gäbe, im Gezi-Park ein Einkaufszentrum zu errichten. Abdullah Gül verkündete, die „Botschaft der Proteste [sei] verstanden worden“. Demokratie bedeute mehr als nur zu wählen.
Am 3. Juni fielen viele Kurse an türkischen Börsen. Der Aktienindex an der Istanbul Stock Exchange fiel um 10,47 %; der Kurs der Türkischen Lira fiel ebenfalls.

## 4. Juni

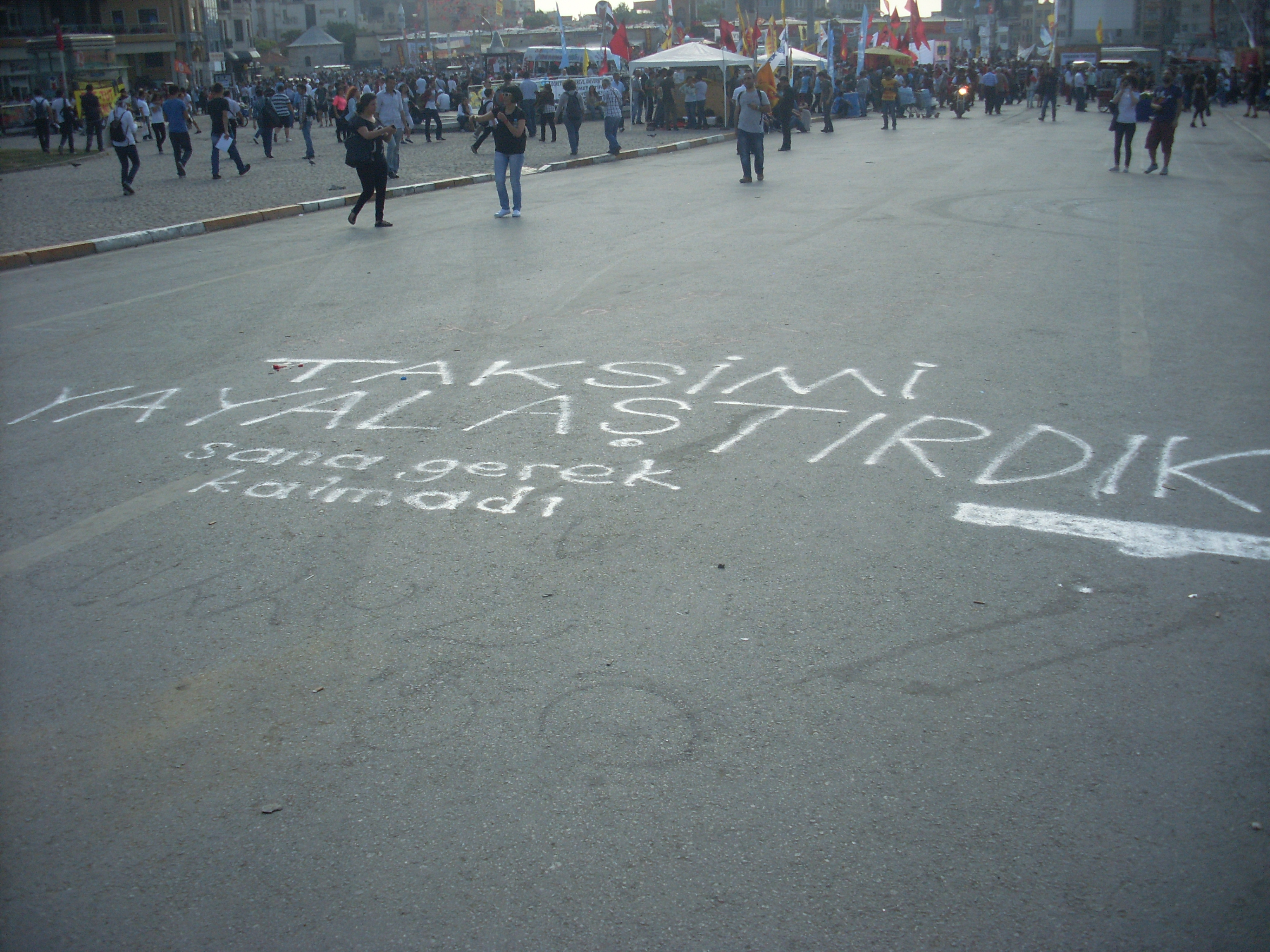
Wir haben Taksim zu einer Fußgängerzone gemacht, dich brauchen wir jetzt nicht mehr! – Ein Graffiti, welches eine Anspielung auf das im Jahr 2011 beschlossene Projekt ist, in Taksim die Zufahrt für Kraftfahrzeuge zu untersagen.

In Istanbul kam es in der Nacht vom 3. auf den 4. Juni erneut zu massiven Ausschreitungen zwischen Polizei und Demonstranten. Die Polizei soll Mitglieder von AKP-Jugendorganisationen für ihren Kampf mobilisiert haben und setzte erneut Tränengas gegen die Demonstranten ein. Erste Todesfälle wurden offiziell bestätigt. Ärzteverbände und Menschenrechtsorganisationen sprechen inzwischen von 1700 verletzten Menschen in Istanbul, wohingegen die türkische Regierung lediglich 173 Verletzte angibt.
In einer gemeinsamen Erklärung von türkischem Gewerkschaftsdachverband DİSK, türkischem Zusammenschluss von Gewerkschaften im öffentlichen Dienst KESK, türkischem Ärzteverband TTB und der türkischen Kammer für Ingenieure und Architekten TMMOB vom 4. Juni wird das Vorgehen der Regierung Erdoğan scharf verurteilt. Der Begriff „Faschismus“ wird im Zusammenhang mit der AKP verwendet und ein Zitat von Erdoğan („Kendi halkına zulüm eden iktidar, meşruiyetini bitirmiş demektir.“) für die Argumentation herangezogen, dass Machtmissbrauch am eigenen Volk zu einer Delegitimation führe.
Am Nachmittag veröffentlichten Protestteilnehmer eine Broschüre mit der Aufschrift „Tayyip do you know Istanbul United? Since 31 May 2013.“ – auf dem Deckblatt ist ein Emblem zu sehen, das die drei rivalisierenden Istanbuler Fußballvereine Fenerbahçe, Galatasaray und Beşiktaş zu einem vereint. Hinterlegt wird dies mit einem Foto, das während der Proteste aufgenommen wurde. Darauf sind je ein Anhänger dieser Fußballvereine zu sehen, die gemeinsam auf der Bosporus-Brücke demonstrieren.
Bülent Arınç, Stellvertreter des Ministerpräsidenten Erdoğan, entschuldigte sich bei den Demonstranten für das Vorgehen der Polizei zu Beginn der Proteste.

## 5. Juni

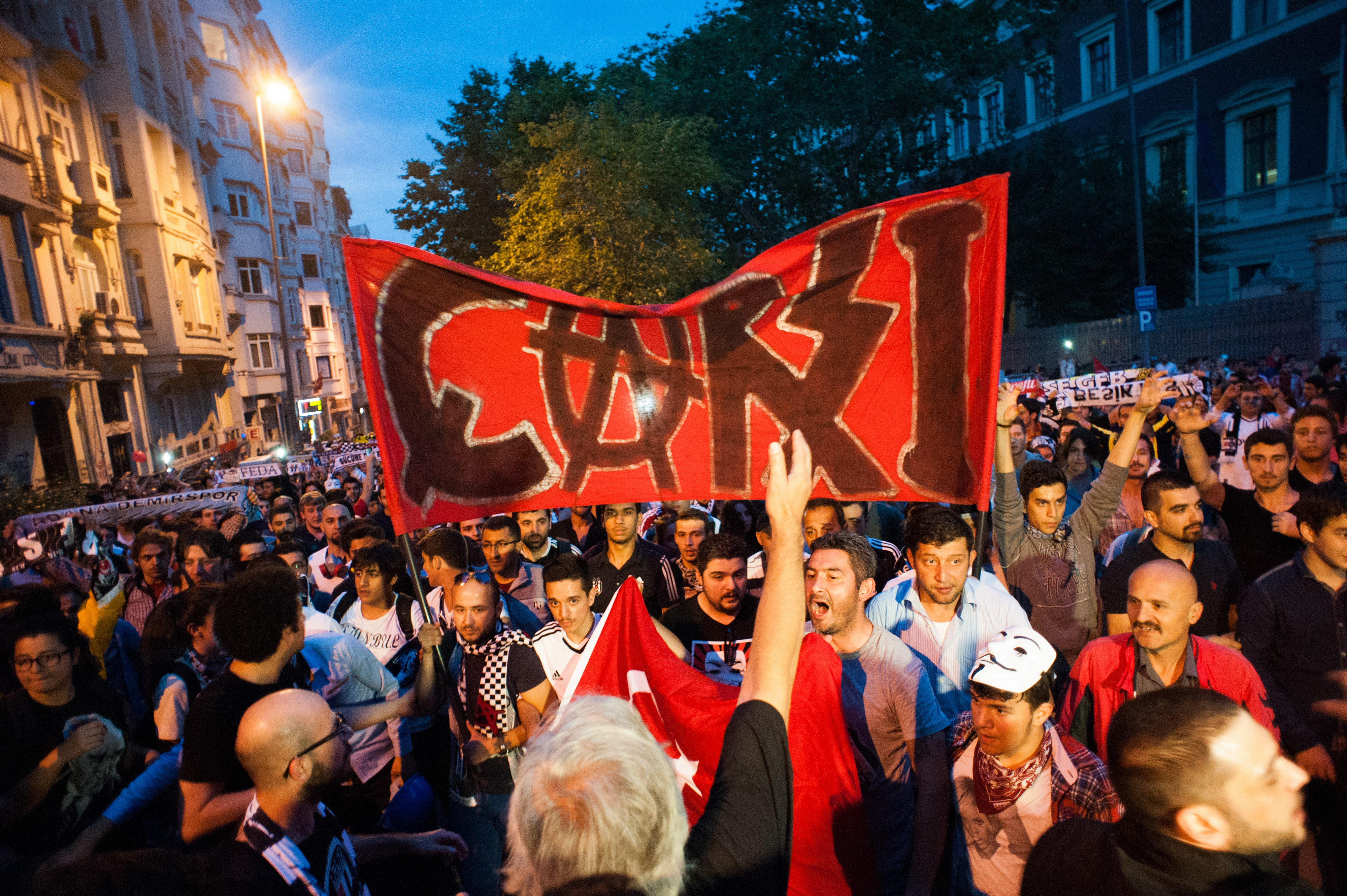
Anhänger der linksorientierten Fangruppierung Çarşı demonstrieren in Beyoğlu.

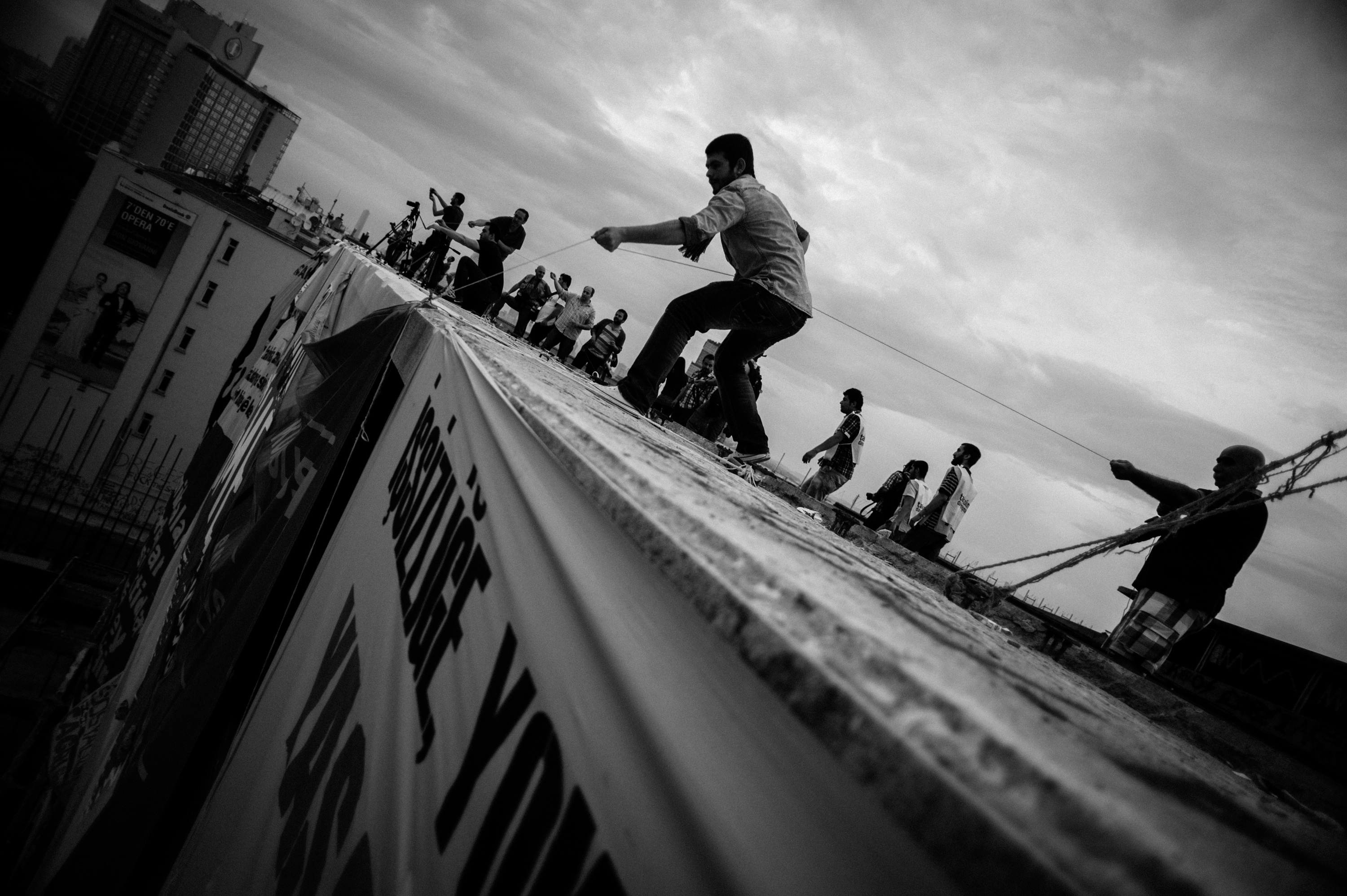
Auf den Taksim-Platz umstehenden Gebäuden werden Banner aufgehängt.

In der Nacht des 5. Juni wurden in Izmir 14 Menschen festgenommen, die über Twitter zu den Protesten aufgerufen hatten; zehn weitere Wohnungen wurden durchsucht. Ihnen wird vorgeworfen, „irreführende Informationen und Beleidigungen verbreitet zu haben“. Als Rechtsgrundlage wurde Art. 216 des türkischen Strafgesetzbuches genannt. Danach macht sich strafbar, wer öffentlich zu Hass und Feindschaft gegen Teile der Bevölkerung aufruft und dadurch eine Gefahr für den Frieden darstellt.
Während Staatspräsident Abdullah Gül am 3. Juni erklärte, er habe die Botschaft der Proteste verstanden, entgegnete Ministerpräsident Erdoğan, er könne den Ereignissen keine Botschaft entnehmen. Indessen befand er sich auf seiner viertägigen Reise nach Nordafrika. Die Probleme würden sich, so Erdoğan, erledigt haben, wenn er am Donnerstag, also am 6. Juni, zurückkehre.
Am Abend des 5. Juni übermittelte Vizepremierminister Bülent Arınç die erste Bilanz der Unruhen an die Presse, die entgegen den von den vom türkischen Ärzteverbandes TTB veröffentlichten Zahlen von weit über 4000 Verletzten lediglich von 64 Verletzten spricht, jedoch hervorhebt, es seien 244 Polizisten verletzt und 317 Polizeifahrzeuge verbrannt oder anderweitig beschädigt worden. Arınç teilte weiter mit, er habe Verständnis für die „ökologische Sensibilität“ der Demonstranten, weitergehende Forderungen seien jedoch „gegen die Türkei, deren Wirtschaft und Einheit“ gerichtet. Er nannte es bedenkenswert, „dass die übertriebene Berichterstattung der internationalen Medien die internationale Macht der Türkei zum Ziel macht“.

## 6. Juni

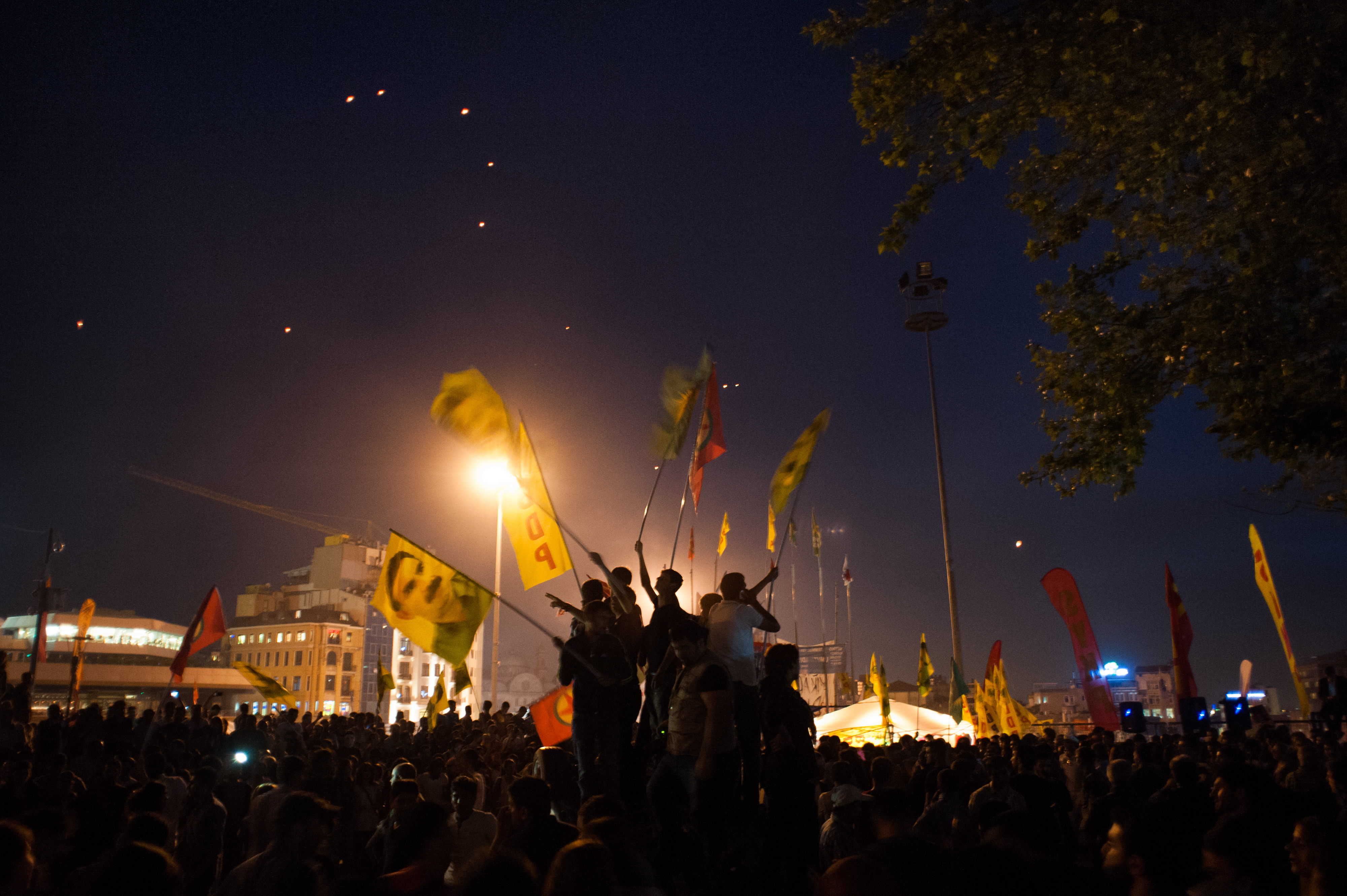
Demonstranten in Taksim in der Nacht auf den 7. Juni.

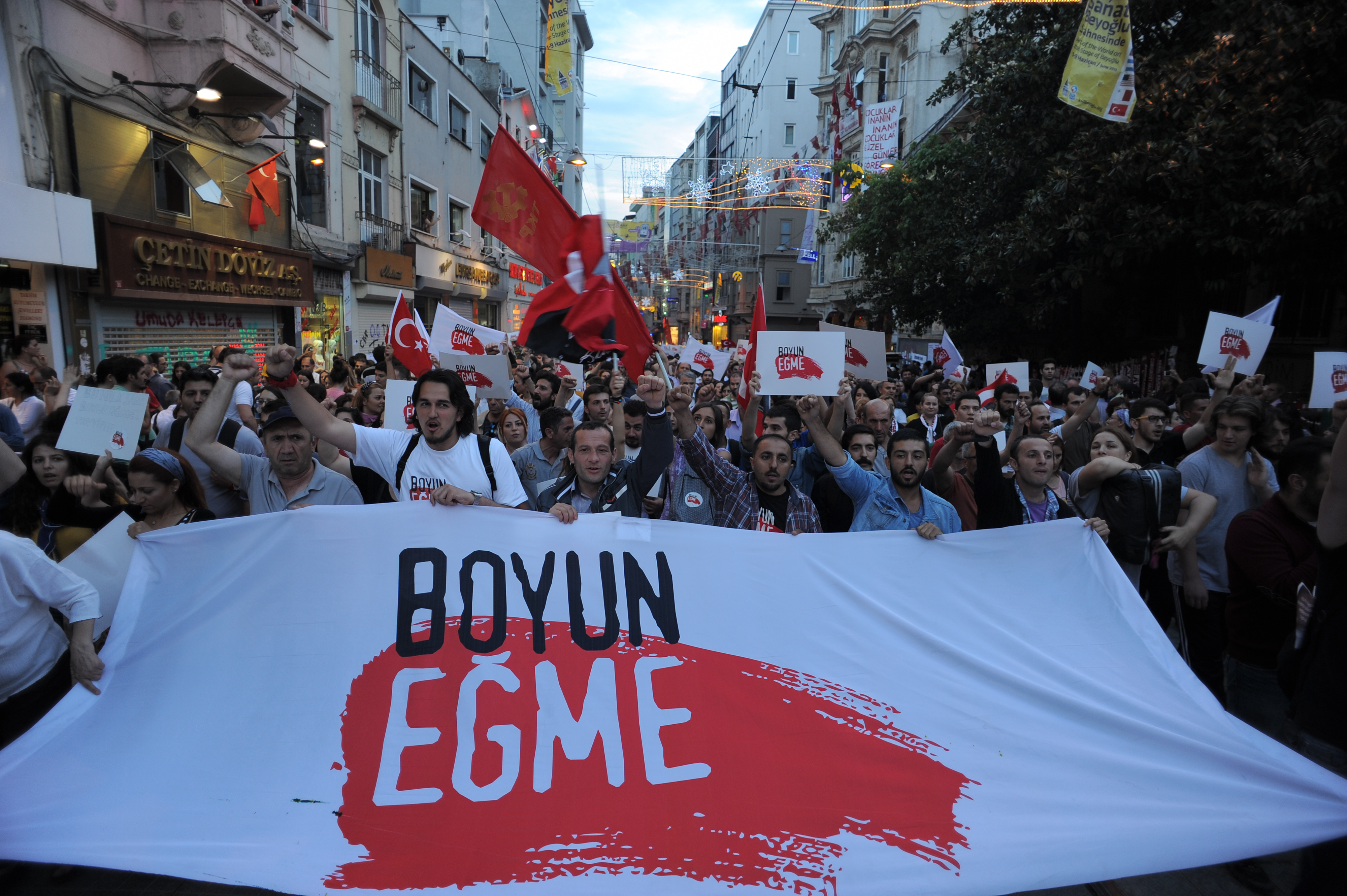
Beuge dich nicht! – Ein Transparent, das den Widerstand der Bewegung zum Ausdruck bringen soll.

In der Nacht auf den 6. Juni versammelten sich erneut tausende Demonstranten in Taksim. Da es sich bei dieser Nacht um die Nachtreise des Propheten Mohammed und somit um einen religiösen Feiertag handelte, erwarteten die Demonstranten keine Übergriffe der Polizei. Nachdem Erdoğan die Demonstranten am 2. Juni bereits als „Marodeure“ beschimpfte, wies er die Proteste, die als Demonstration für Umweltschutz begannen, nun als von Linksextremisten manipuliert ab. Weiterhin behauptete er, einige der Demonstranten seien „mit dem Terrorismus verbunden“. Es handele sich dabei um dieselbe „linke Terrorgruppe“, die im Februar 2013 für einen Anschlag gegen die US-Botschaft in Ankara verantwortlich gewesen sein soll. Die Demonstrationen hätten ihre demokratische Legitimation eingebüßt und seien nunmehr als Vandalismus aufzufassen.
Die regierende AKP startete eine Kampagne, als Erdoğan von seiner Auslandsreise zurückkam, und organisierte Busse, um Anhänger am Flughafen Istanbul-Atatürk zu versammeln. Erdoğan äußerte sich zu den Toten und erklärte, der Märtyrertod eines seiner Polizisten sei von mindestens gleich hoher Bedeutung wie jener der Demonstranten. Erdoğans Anhänger riefen Parolen wie „Lasst uns sie alle zerquetschen“ und „Wir würden für dich sterben, Erdoğan“.
Die Zahl der Verletzten erhöhte sich vom Abend des 5. Juni bis zum Abend des 6. Juni nochmals um über 400 von 4355 auf 4785, darunter befand sich ein weiterer Schwerverletzter. Nach Angabe der Organisation Reporter ohne Grenzen waren bereits allein 14 Journalisten verletzt worden.

## 7. Juni
In der Nacht vom 6. auf den 7. Juni versammelten sich erneut zehntausende Demonstranten rund um den Taksim-Platz auf den Straßen. In Izmir, Adana, Ankara und Eskişehir wurden Demonstranten, ähnlich wie zu Beginn der Proteste in Istanbul, von in zivil gekleideten Personen mit Schlagstöcken auseinandergetrieben. Das Innenministerium habe daraufhin in diese Richtung gehende Ermittlungen eingeleitet.
Ab dem frühen Morgen zogen zahlreiche Menschen mit Proviant und Decken zum Taksim-Platz und zum Gezi-Park, wo sich eine seit Tagen immer weiter wachsende Zeltstadt gebildet hatte. Sie trotzen damit der Aufforderung Erdoğans nach seiner Rückkehr vom 7. Juni, die Proteste sofort zu beenden. Die Demonstrationen, so hatte Erdoğan erklärt, seien in Vandalismus und Gesetzlosigkeit umgeschlagen. Erdoğan wies Kritik an seiner Führung bei einer Konferenz in Istanbul vor zahlreichen ausländischen Gästen heftig zurück und behauptete, beim Vorgehen gegen „Occupy Wallstreet“-Proteste in den USA seien 17 Menschen getötet worden. Die US-Botschaft in Ankara bestritt seine Anschuldigung.
In der Provinz Adana verhaftete die Polizei erneut mindestens fünf Twitter-Nutzer, die der Verbreitung von Desinformation über den Kurznachrichtendienst beschuldigt wurden. Nach sieben weiteren Beschuldigten werde gesucht.
Nachdem sich die Polizei in der Nacht zum 8. Juni an einigen Brennpunkten zurückgehalten hatte, blieb es bei anhaltenden Protesten zunächst ruhig. Auf dem Taksim-Platz und in mehreren anderen Städten demonstrierten Tausende friedlich. Die Zeit spricht von insgesamt 100.000 versammelten Menschen, die die Nacht vom 7. zum 8. Juni zu einem „riesigen Festival“ gemacht hätten.
Doch im Istanbuler Stadtteil Sultangazi kam es in der Nacht vom 7. zum 8. Juni abermals zu Zusammenstößen. Mit Tränengas und Wasserwerfern rückte die Polizei an, um von Demonstranten errichtete Barrikaden zu räumen, während Protestteilnehmer nach Angabe türkischer Medien Brand- oder Sprengsätze und Feuerwerkskörper auf die Sicherheitskräfte warfen.

## 8. Juni

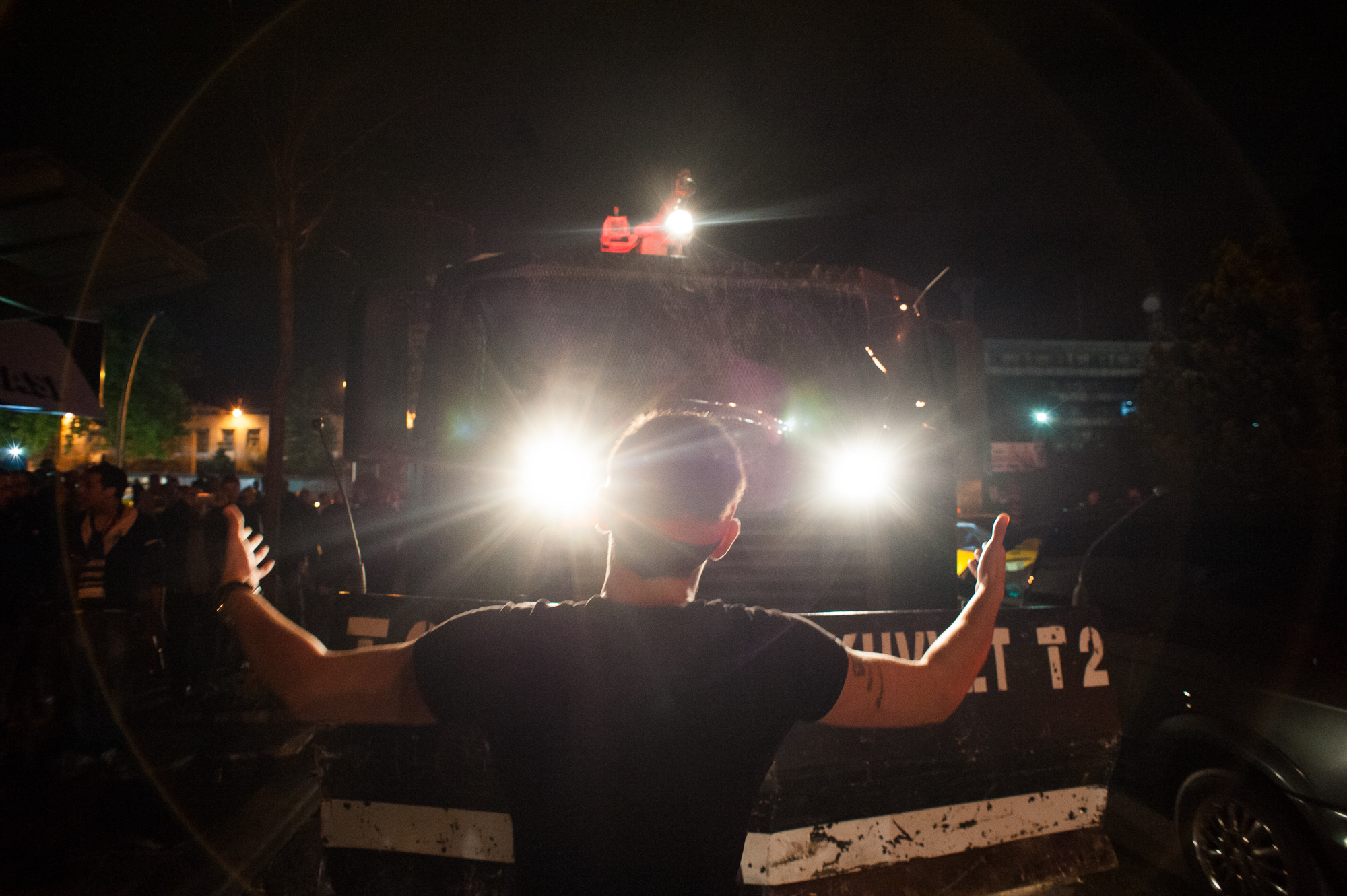
In Ankara stellt sich einer der Demonstranten vor einen Wasserwerfer und versucht diesen an der Weiterfahrt zu hindern.

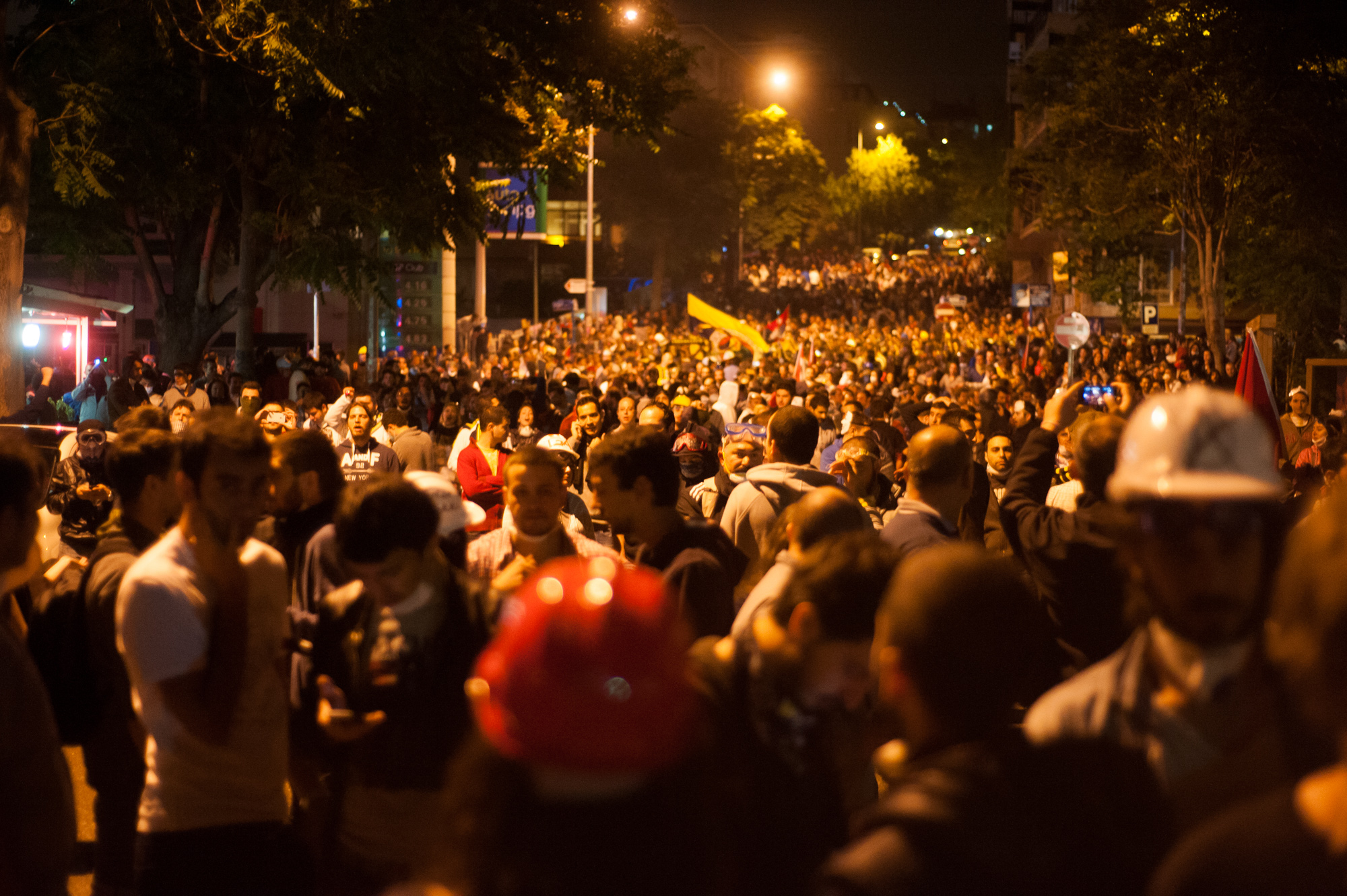
Proteste in Ankara.

In der Berliner Innenstadt nahmen am 8. Juni tausende Demonstranten mit türkischen Fahnen an einer Solidaritätskundgebung teil.
Die Regierungspartei AKP lehnte am 8. Juni die Forderung, Neuwahlen abzuhalten und somit die Parlamentswahlen vorzuziehen, ab. Der Vorsitzende der rechtsextremen Partei der Nationalistischen Bewegung (MHP), Devlet Bahçeli, hatte am 8. Juni Neuwahlen gefordert, nachdem er sich einige Tage zuvor der Protestbewegung gegen die Regierung angeschlossen hatte. Erdoğan besuchte zur Mobilisierung seiner Anhänger zunächst Adana, Mersin und zum Abschluss des Tages Ankara, wo er auf Kundgebungen der AKP sprach. Erdoğan bezeichnete die Protestierer erneut als „Marodeure“, die mit Protesten Fortschritte in der Türkei verhindern wollten. Sie verstünden nichts von der Freiheit und hätten zehn Jahre […] Frauen mit Kopftüchern daran gehindert zu studieren. Abschließend fragte er, ob dies die Freiheit sei, die sie meinten.
Am Abend des 8. Juni versammelten sich unter Zulauf von zehntausenden Fußballfans laut Augenzeugenberichten noch mehr Menschen an dem Taksim-Platz und in den umliegenden Straßen als an den Tagen davor. Tausende Fans der rivalisierten Fußballvereine Fenerbahçe, Beşiktaş, darunter die im Jahr 1982 gegründete linksorientierte Gruppierung Çarşı, Galatasaray und Trabzonspor hatten sich in Taksim verabredet. Anhänger des im Jahr 1907 gegründeten Vereins Fenerbahçe liefen, wie bereits am 31. Mai, um 19:07 Uhr von ihrem Şükrü-Saracoğlu-Stadion in Kadıköy los. Beşiktaş verließ das Inönü-Stadion seinem Gründungsjahr entsprechend um 19:03 Uhr, Galatasaray die Türk Telekom Arena um 19:05 Uhr. Einige der Demonstranten begaben sich auf das Dach des Atatürk-Kulturzentrums, das Erdoğan abreißen und an dessen Stelle eine Moschee sowie ein Opernhaus bauen will, und hängten Banner auf.
In Ankara setzte die Polizei in der Nacht vom 8. zum 9. Juni Wasserwerfer und Tränengas ein, um rund 10.000 Demonstranten auseinanderzutreiben, die sich am Nachmittag des 8. Juni auf dem Kızılay-Platz versammelt hatten. Auch in Istanbul kamen erneut Wasserwerfer zum Einsatz, um Barrikaden der Demonstranten zu durchbrechen. Nach den Angaben der TTB hat sich die Anzahl der Verletzten durch die Vorgänge in Ankara vom Abend des 6. allein bis zum 8. Juni um 18 Uhr von 4785 um 74 auf 4859 erhöht.

## 9. Juni

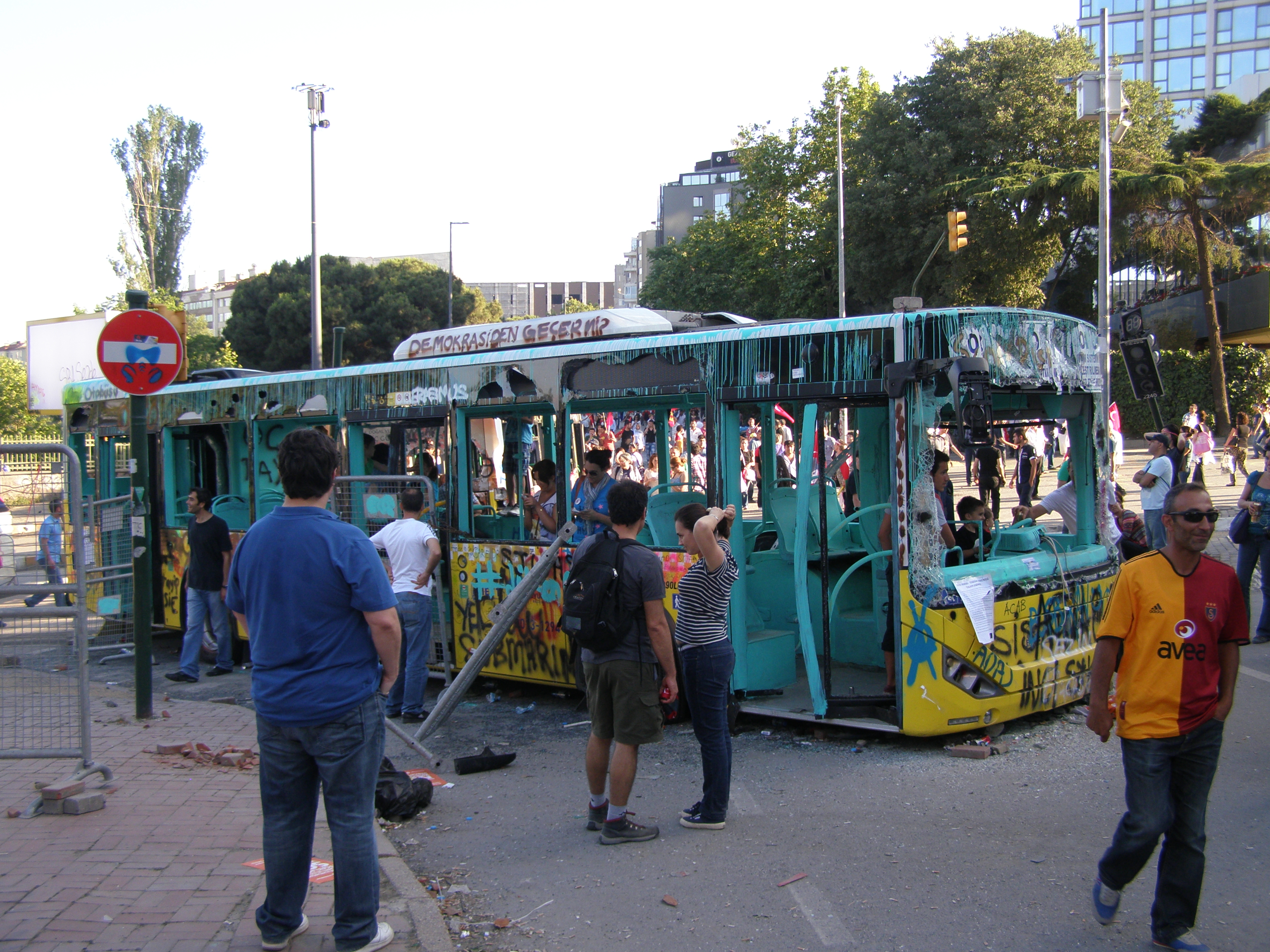
Befindet sich ‚Demokratie‘ auf unserem Fahrplan? – Ein Graffiti auf einem zerstörten Stadtbus.

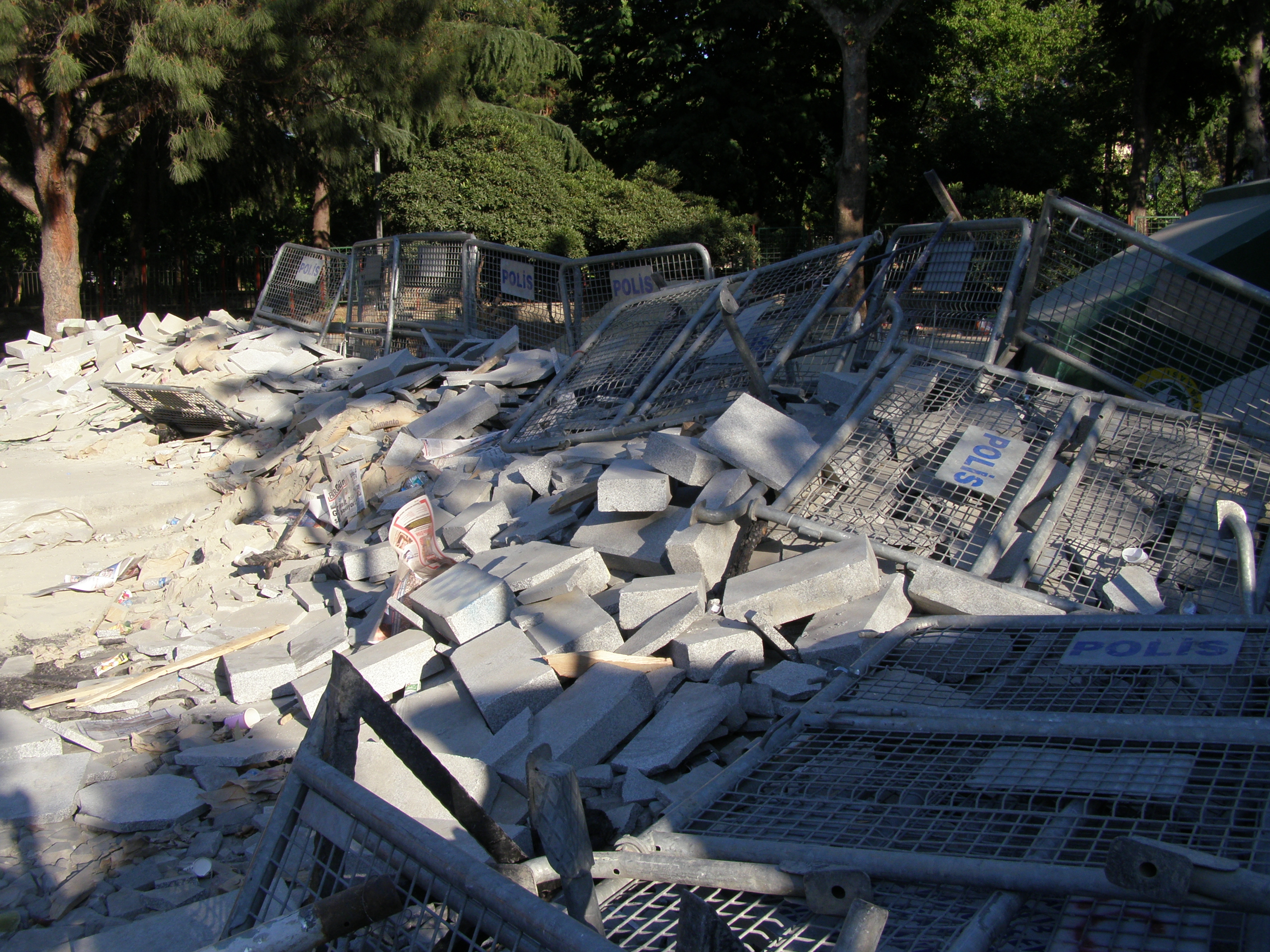
Demonstranten haben in den vergangenen Tagen immer wieder Barrikaden um den Gezi-Park errichtet, um Polizisten den Zugriff auf diesen zu erschweren.

Nach Einschätzung des Deutschlandradio-Korrespondenten Christian Buttkereit handelte es sich am Wochenende um „die wohl größten Demonstrationen seit Beginn des Aufstandes“. In vielen Städten gingen die Menschen zu Zehntausenden auf die Straßen, wie etwa in Istanbul, Izmir oder Ankara. Die Protestler in der Zeltstadt im Gezi-Park verfügten inzwischen über mobile Toiletten und ein Stromaggregat.
Mehrfach trat Erdoğan am 9. Juni vor seiner religiös-konservativen Anhängerschaft auf. Er beschimpfte die Protestierer erneut als Plünderer und Vandalen und erklärte, diese hätten seine „kopftuchtragenden Töchter und Schwestern […] angegriffen“. Mit Bierflaschen und Schuhen seien sie in die Dolmabahçe-Moschee eingedrungen. Einst sei es seinen „kopftuchtragenden Schwestern“ verboten gewesen, am Universitätsbetrieb teilzunehmen. Doch sie hätten durchgehalten und zu keinem Zeitpunkt zur Gewalt aufgerufen. Es sei schamlos von den ausländischen Medien, vom Türkischen Frühling zu sprechen. Der Türkische Frühling habe am 3. November 2002 stattgefunden, dem Antrittstermin seiner Regierung. Den Demonstranten drohte Erdoğan, dass jede Geduld einmal ein Ende habe. Niemand sei berechtigt, die Türkei als ein Land darzustellen, in dem Terror wütet.
Zuvor war berichtet worden, dass es im Zuge der Proteste in einigen Vierteln Istanbuls zu Angriffen gegen Kopftuchträgerinnen gekommen sein soll. Auch hatten Demonstranten im Istanbuler Stadtteil Beşiktaş bei den schweren Auseinandersetzungen mit der Polizei eine Woche zuvor eine Moschee genutzt, um dort Verwundete notdürftig zu versorgen. Der Imam der Moschee widersprach jedoch Erdoğan und sagte, es habe sich um eine Notlage gehandelt, jedoch habe niemand Alkohol zu sich genommen. Auch von Seiten des Zentralrats der TTB wurde die Darstellung Erdoğans bezüglich der Dolmabahçe-Moschee in einer Pressemitteilung bestritten.
Hüseyin Avni Mutlu, der Gouverneur von Istanbul, soll sich in Twitter für das harte Vorgehen der Polizei entschuldigt und mit den Demonstranten solidarisiert haben. „Ich wäre gern an eurer Seite“, habe er geschrieben, obwohl er selbst Mitglied der AKP ist.
Der Vorsitzende der 2012 gegen den Widerstand der Polizeiführung gegründeten Gewerkschaft Emniyet-Sen, Faruk Sezer, erklärte, dass bereits sechs Polizisten Suizid begangen hätten. Die Polizeibeamten seien zu 120 Stunden langen Dauereinsätzen auf den Straßen gezwungen worden.
Am 9. Juni berichtete der Zentralrat des türkischen Ärzteverbandes TTB, dass laut der Ärztekammer in Izmir am 2. Juni die ärztliche Kollegin Özlem Aydın von der Polizei angegriffen wurde. Die Ärztekammer in Izmir verurteilte den „brutalen“ Polizeieinsatz, bei dem die Ärztin als freiwillige Helferin mit einem Schlagstock am Kopf verletzt worden sei. Ihre physische Verletzung sei durch eine gerichtsmedizinische Untersuchung dokumentiert. In türkischen Internetmedien war bereits am 4. Juni berichtet worden, dass die Spezialistin für Anästhesie und Reanimation, Özlem Aydın, nach eigenen Angaben durch einen Polizeiangriff mit einem Schlagstock am Kopf verletzt wurde.
In der Nacht zum 10. Juni ging die Polizei den Berichten türkischer Medien zufolge in mehreren Städten, darunter etwa Ankara und Adana, erneut gegen Demonstranten vor. In Adana nahm die Polizei laut CNN Türk vorübergehend insgesamt 13 weitere Twitter-Nutzer fest, denen Aufstachelung zu Unruhen und Koordination der Angriffe auf Polizeikräfte über das Internet vorgeworfen werde.

## 10. Juni
Am 10. Juni unterzeichnete Staatspräsident Abdullah Gül ein heftig umstrittenes Gesetz, das den Verkauf und Ausschank von Alkohol weiter einschränkt.
Von 18 Uhr des 8. Juni bis zur gleichen Uhrzeit am 10. Juni hat sich die Zahl der Verletzten nach Angabe der TTB vom 11. Juni von 4859 um 88 auf 4947 erhöht, darunter fünf weitere Schwerverletzte und ein weiterer Toter. Besonders betroffen war Ankara, wo die Zahl der Verletzten von 1229 auf 1297 anstieg. Die Anzahl der Personen in kritischem Zustand stieg von drei auf sieben, von denen fünf auf Istanbul fielen.

## 11. Juni

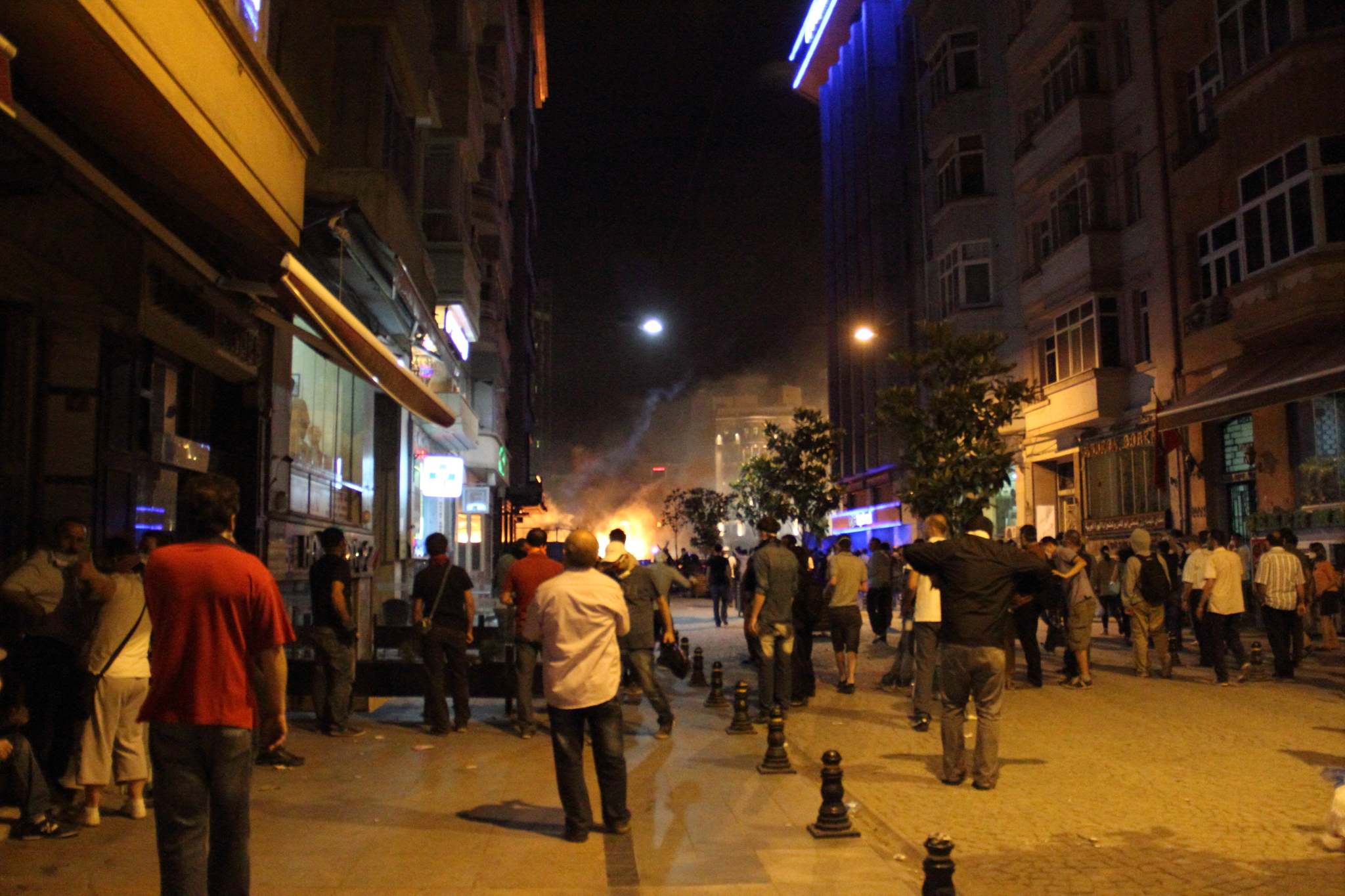
Menschen begeben sich nach Taksim, nachdem es dort am Abend zu mehreren Explosionen gekommen ist.

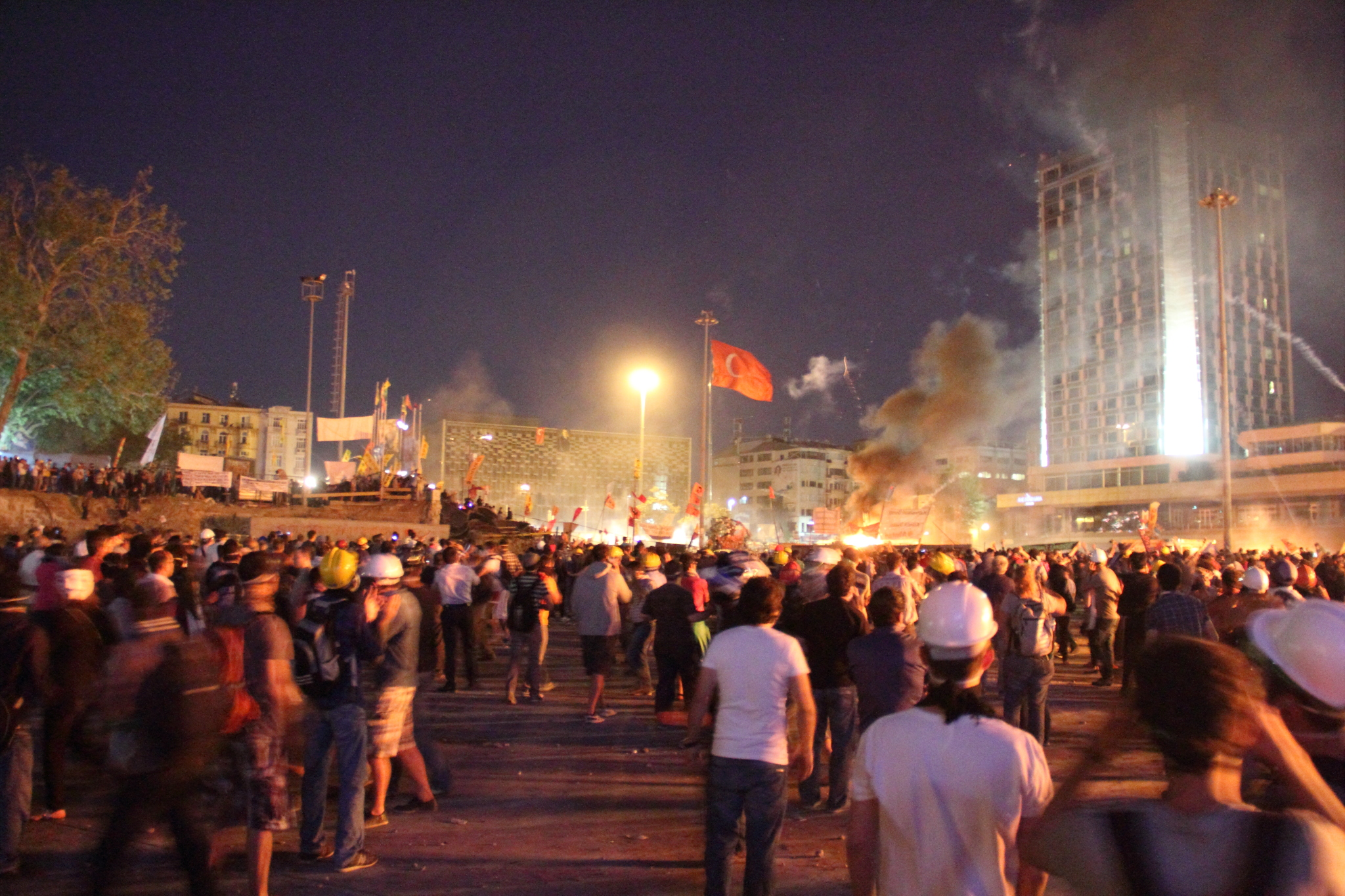
Taksim wird zum „Schlachtfeld“.

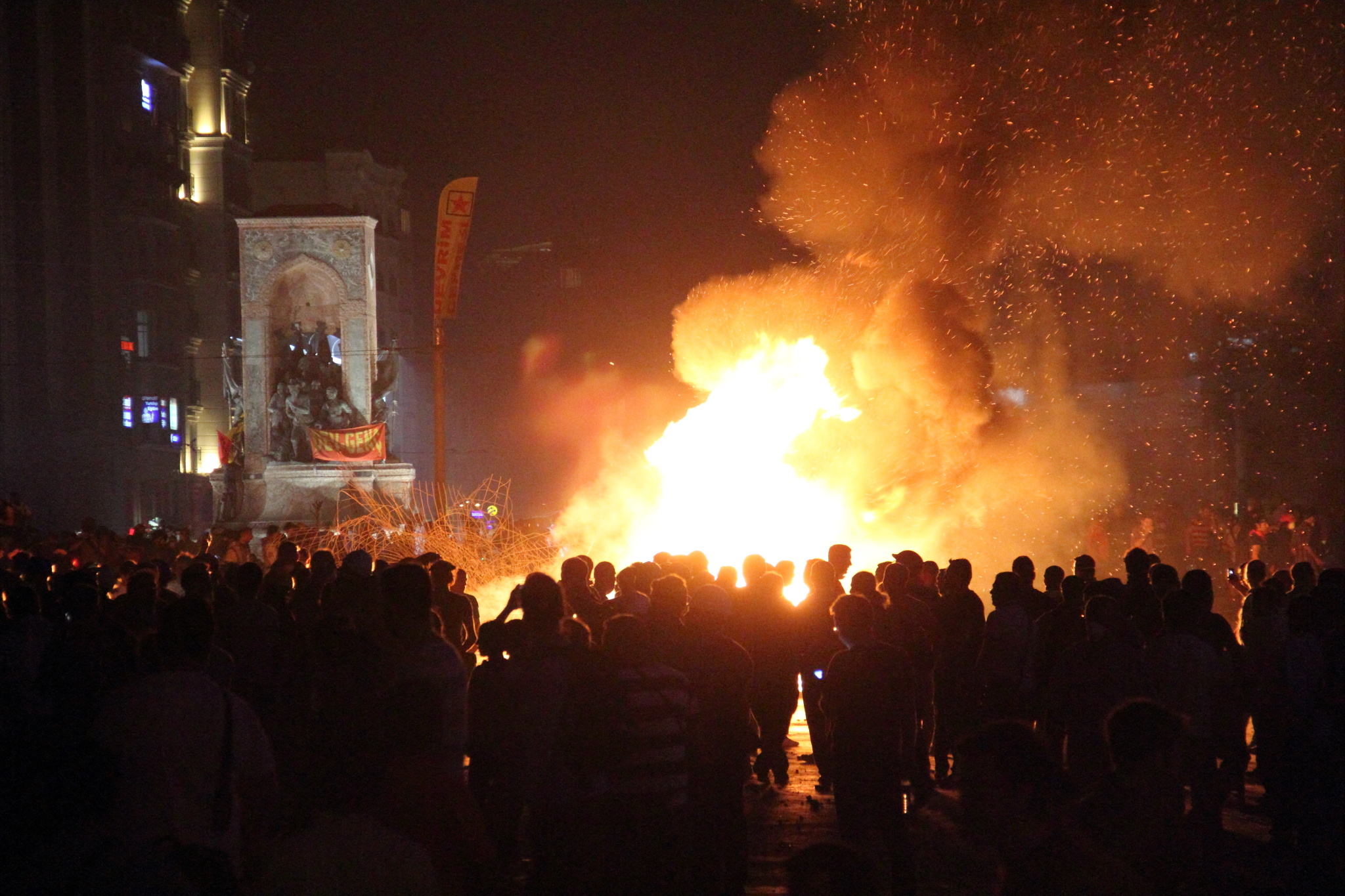
Neben dem Denkmal der Republik wurde ein großes Feuer entzündet.

Am Morgen des 11. Juni stürmte die Polizei mit gepanzerten Geländewagen ohne Vorwarnung den Taksim-Platz. Erneut wurden gegen hunderte Demonstranten Tränengas und Wasserwerfer eingesetzt. Von Seiten der Demonstranten wurden daraufhin Steine und Molotowcocktails auf die Einsatzkräfte geworfen. Zuvor appellierte die Polizei an die Demonstranten, sich zurückzuziehen: „Liebe Gezi-Freunde. Wir sind unglücklich über die Situation. Wir wollen nicht eingreifen. Wir wollen niemanden verletzen. Bitte zieht euch zurück“. Aktivisten im Gezi-Park distanzierten sich von Vorfällen wie dem Werfen von Brandsätzen und erklärten, „es handle sich um von der Polizei bestellte Provokateure“. Kadir Topbaş, Bürgermeister von Istanbul, kündigte am 10. Juni an, er wolle in naher Zukunft keine Gewalt mehr im Gezi-Park einsetzen. Zum Entfernen der Banner am Atatürk-Kulturzentrum rückten die Einsatzkräfte jedoch mit Wasserwerfern und „großen Maschinen“ an.
Nachdem die Banner entfernt wurden, die die Protestler am 8. Juni am Atatürk-Kulturzentrum aufgehängt hatten, hängten Polizisten eine türkische Flagge und ein Porträt des Staatsgründers Mustafa Kemal Atatürk an die Außenwand des Gebäudes. Die Polizisten besetzten den Taksim-Platz sowie Stellen in der näheren Umgebung dieses Platzes. Bagger rückten vor, um die Barrikaden zu räumen, „die die Besetzer des Taksim-Platzes zuvor aus Metallteilen einer nahen Baustelle, von der Polizei einst zurückgelassenen Absperrzäunen und bei Straßenkämpfen demolierten Autos errichtet hatten“. Erst am 10. Juni hatte Erdoğan Gespräche mit den Wortführern der Demonstranten in Istanbul angekündigt, deren Vorbereitungen auf das Gespräch von dem massiven Polizeieinsatz und dem Chaos im Zentrum Istanbuls nun beeinträchtigt sein könnten. Die Taksim-Plattform, die zu den wichtigsten Organisationen der Proteste gehört, erklärte jedoch, sie sei nicht zum Gespräch eingeladen worden. Weiterhin wurde kritisiert, dass die von Erdoğan auserwählte Delegation die Aktivisten nicht repräsentiere und es sich bei dem Gespräch daher lediglich um ein „politisches Feigenblatt“ handle.
Erdoğan kündigte in Ankara an, „diese Episode [sei] nun vorbei“. Da der Gezi-Park „keine Besatzungszone“ sei, forderte er die dortigen Demonstranten auf, abzuziehen. Bei den Polizeibeamten bedankte er sich für den Einsatz in Taksim. Er sprach weiterhin von einer „illegalen Revolte gegen die Demokratie“, deren Ziel es sei, „der türkischen Wirtschaft zu schaden“. Seinen Auftritt beendete er mit den Worten: „Alles ändert sich, aber Tayyip Erdoğan ändert sich nicht“. Der Gouverneur von Istanbul, Hüseyin Avni Mutlu, erklärte in einem Interview, „die Verantwortung für die Zusammenstöße beim Polizeieinsatz hätten allein gesellschaftliche Außenseiter zu tragen“.
Um den Taksim-Platz brachen am späten Nachmittag Telefon- und Internetverbindungen immer wieder ab. Die Demonstranten vermuten dahinter den Einsatz von Störsendern durch die Regierung, „um die Kommunikation unter den Protestierenden zu erschweren oder zu verhindern“. Ab ungefähr 23 Uhr wurde berichtet, dass die Leitungen gekappt seien und Mobiltelefone keine Datenverbindung mehr aufbauen könnten. Es wurde befürchtet, dass sich in den nächsten Tagen Demonstranten als Reaktion auf die gewaltsame Räumung des Taksim-Platzes bewaffnen könnten und die Polizei „nur darauf warten [würde], eine Legitimation für schärfere Gewalt zu bekommen“. Einige befürchteten, eine „endgültige Eskalation der Gewalt“ könne in einen Bürgerkrieg münden.
Es wurden mehrere Autos in Brand gesetzt, und die Polizeibeamten setzten wiederholt so viel Tränengas ein, dass die Nebelschwaden auch auf weitere Stadtteile Istanbuls übergriffen. Neben Wasserwerfern und Tränengas kamen gegen Abend auch Gummigeschosse von Seiten der Polizei zum Einsatz. Demonstranten schossen mit Steinschleudern, warfen Steine und zündeten Mülltonnen an, damit der entstehende Rauch den des Tränengases verdrängt. Ein umstehendes Hotel wurde zu einer improvisierten Aufnahmestation für Verletzte umfunktioniert. Nach Sonnenuntergang wurde auch der Gezi-Park gestürmt, in dem hunderte Menschen Zelte aufgeschlagen und ein Lager errichtet hatten. Die Medien schrieben über ein „Schlachtfeld“ in Taksim. Zur Zeit dieser Ausschreitungen befanden sich ungefähr 35.000 Menschen in Taksim.
Hüseyin Avni Mutlu hat in der Nacht in einer öffentlichen Mitteilung Familien geraten, ihre Kinder aus der Umgebung um den Taksim-Platz fernzuhalten beziehungsweise dort abzuholen, da sie sich sonst in Lebensgefahr befinden würden.
Das Vorgehen der Polizei wurde von Erdoğan verteidigt: „Was hätten wir tun sollen? Vor diesen Leuten niederknien und sie bitten, die Banner zu entfernen?“. İbrahim Kalın, ein Berater Erdoğans, erklärte in einem Interview auf CNN, die Demonstranten trügen die „Schuld für die Eskalation der Gewalt“, da sie sich „nicht [auf] die für Proteste freigegebenen Gegenden“ beschränkt hätten. Markus Löning, Menschenrechtsbeauftragter der Bundesregierung, kritisierte dagegen, es dürfe unter keinen Umständen „Gewalt gegen Menschen“ eingesetzt werden. Die Verantwortung dafür liege „bei denjenigen, die politisch das Sagen haben“.
In einem Justizgebäude in Çağlayan, im an Beyoğlu angrenzenden Landkreis Şişli, wurden 73 Anwälte (nach anderen Quellen 44 oder 49) von der Polizei festgenommen, nachdem sie sich mit den Protesten am Taksim-Platz solidarisiert hatten. Die Rechtsanwälte demonstrierten mit dem Ruf Überall ist Taksim, überall ist Widerstand. Die türkische Anwaltskammer (Präsident: Metin Feyzioglu) hat scharf gegen die Verhaftungen protestiert.
Auch in Ankara kam es am späten Abend des 11. Juni zu Zusammenstößen zwischen Demonstranten und der Polizei. Sicherheitskräfte setzten Tränengas und Wasserwerfer ein, um die Demonstranten auseinanderzutreiben. Etwa 5000 Demonstranten forderten auf der Straße den Rücktritt der Regierung.

## 12. Juni
Um 3 Uhr morgens wurden fünf Tränengaskapseln in das Behelfshospital im Gezi-Park geworfen, worin sich mittlerweile viele bei der intensiven Polizeiintervention verletzte Menschen befanden.
Bis zum Morgen des 12. Juni hielten die Auseinandersetzungen in Istanbul an, bei denen die Polizei mit schwer gerüsteten Einsatzkräften seit dem 11. Juni mit Wasserwerfern, Tränengas und Gummigeschossen gegen mehr als 30.000 Demonstranten vorgegangen war und die Lage nach zehn Tagen zumeist friedlicher Proteste dramatisch verschärft hatte. Hunderte Menschen wurden verletzt, Dutzende festgenommen. Vom frühen Abend des 10. Juni bis zum frühen Abend des 12. Juni erhöhte sich die Anzahl der Verletzten um 2531 von 4947 auf 7478. 2500 dieser neuen Verletzten fielen auf Istanbul. In Istanbul erlitten allein am 12. Juni über 70 Personen Kopfverletzungen (darunter eine durch ein Schädeltrauma ausgelöste Hirnblutung), eine Person erlitt ein akutes Abdominaltrauma, 35 erlitten Arm- und Bein-Frakturen, eine Person verlor ein Auge. Es kam zu über 130 Verletzungen in Verbindung mit Gummigeschossen.
Der Polizei gelang die Räumung des Taksim-Platzes von den Demonstranten. Am frühen Morgen des 12. Juni wurden die Trümmer auf dem Taksim-Platz sowie die Befestigungen, die die Demonstranten errichtet hatten, mit Bulldozern weitgehend geräumt. Mehrere hundert Demonstranten zogen sich während des massiven Tränengaseinsatzes der Polizei in die Nebenstraßen des Platzes und in den Gezi-Park zurück. Einige Demonstranten schrieben sich für den Fall schwerer Verletzungen ihre Blutgruppen auf die Arme. Nachdem am Abend des 11. Juni – trotz vorheriger gegenteiliger Versicherung der Behörden, das Protestlager im Gezi-Park nicht zu räumen – erneut Sicherheitskräfte in das Protestlager eingedrungen waren, harrten die Demonstranten dennoch am frühen Morgen des 12. Juni im Lager aus.
UN-Generalsekretär Ban Ki-moon rief alle Beteiligten zu Ruhe und friedlichem Dialog auf.
Vor dem Atatürk-Kulturzentrum am Taksim-Platz haben hunderte Polizisten, nachdem sie zwei riesige türkische Flaggen gehisst haben, mein Leben für mein Vaterland und alles für das Vaterland, das Blut fließt für die Fahne gerufen.
Vor dem türkischen Fernsehsender NTV wurde gegen den Nachrichten-Moderator Oğuz Haksever demonstriert, weil er in einer Sendung am 11. Juni behauptete, dass im Gezi-Park kein Tränengas gegen die dortigen Menschen eingesetzt wurde. Um 12 Uhr haben in Ankara 3000 Rechtsanwälte vor einem Justizgebäude gegen die Verhaftung von demonstrierenden Kollegen am Vortag protestiert. Auch in Istanbul, Gaziantep, Marmaris und anderen Provinzen der Türkei haben Anwälte sich aus demselben Grund versammelt.
Am Abend des 12. Juni berichteten Medien, dass Hüseyin Çelik, der Sprecher der Regierungspartei AKP, die Möglichkeit eines Referendums bekannt gab. Çelik forderte die Demonstranten gleichzeitig auf, den Gezi-Park zu verlassen.
Erdoğan gab bei einem Treffen mit Vertretern der Kaufmannskammern bekannt, dass er seinem Innenminister den Befehl erteilt hätte, dem Ganzen innerhalb von 24 Stunden ein Ende zu bereiten. Weiter teilte er mit, dass es bei den Protesten nicht um lediglich einige Bäume ginge, sondern die Ereignisse von ausländischen Kräften und einer nicht näher definierten „Zins-Lobby“ gesteuert würden. Unter die Protestierenden, die er als „unsere Kinder“ bezeichnete, hätten sich ausländische Provokateure geschlichen. Erdoğan zufolge würden sich Israel nahestehende Gruppen über die Proteste freuen.
Auf einem Konzertflügel vor dem Denkmal der Republik auf dem Taksim-Platz spielte der Pianist Davide Martello die ganze Nacht. Er gab an, sich mit der Aktion für Freiheit und Menschenrechte einzusetzen zu wollen. Er wechselte sich ab mit einem anderen Künstler, der türkische Balladen anstimmte, in die das Publikum einstimmte. Die Stimmung blieb friedlich und die Polizisten griffen in dieser Nacht nicht ein.

## 13. Juni
Um den Gezi-Park wurden 42 Personen festgenommen, weil sie Bauhelme, Gasmasken oder einen medizinischen Mundschutz getragen haben. Laut Rechtsanwalt Deniz Tuna wurden die Utensilien als Straftatsindizien gewertet.
Die Vollversammlung des Europäischen Parlaments zeigte sich „zutiefst besorgt“ und kritisierte die „unverhältnismäßige und exzessive“ Gewalt gegen friedliche Demonstranten. Der Regierungschef habe zur Polarisierung beigetragen, „weil er es ablehnt, versöhnliche Schritte einzuleiten und die Reaktion eines Teils der türkischen Bevölkerung zu verstehen“, hieß es in einer gemeinsamen Entschließung verschiedener Parteien, die am 13. Juni verabschiedet wurde. Die türkische Regierung solle „das Recht aller Bürger auf freie Meinungsäußerung, friedliche Versammlung und friedlichen Protest achten“. Die unverhältnismäßige und überzogene Anwendung von Gewalt durch die türkischen Polizeikräfte werde verurteilt, die Verantwortlichen für die Gewalt sollten zur Rechenschaft gezogen und die Opfer entschädigt werden. Erdoğan gab in einer Rede vor Bürgermeistern seiner Partei an, dass der Beschluss des Europaparlaments nichtig und das Ende seiner Geduld erreicht sei. Er sei der Ansicht, „kein Staat oder Staatenbund könne der Türkei eine Lektion erteilen“.
Der Gesundheitsminister Mehmet Müezzinoğlu gab bekannt, dass die Lazarette um den Gezi-Park nicht rechtens seien und dass gegen alle diejenigen, die dort Patienten behandelt oder Medikamente verschrieben hätten, rechtliche Schritte unternommen würden. Der Zentralrat der TTB entgegnete dem Vorwurf der Illegalität in einer Pressemitteilung vom 13. Juni, nicht die Hilfeleistung, sondern das Unterlassen der Hilfeleistung stelle einen Straftatbestand dar, und verwies auf Artikel 98 des türkischen Strafgesetzbuches und auf verschiedene bioethische Konventionen in der Medizin.
Innenminister Muammar Güler revidierte den Begriff des Referendums, da dieser nur für Verfassungsänderungen gelte. Er sprach stattdessen von einer Meinungsumfrage in der Istanbuler Bevölkerung. Laut Artikel 15 des Stadtverwaltungsrechts sei demnach eine solche Befragung erlaubt.
Als Antwort auf die öffentlichen Mitteilung von Hüseyin Avni Mutlu vom 11. Juni, in der er Familien dazu geraten hatte, ihre Kinder aus der Umgebung um den Taksim-Platz fernzuhalten beziehungsweise dort abzuholen, da sie sich sonst in Lebensgefahr befänden, haben hunderte Mütter von Protestteilnehmern eine Menschenkette um den Gezi-Park gebildet und „überall ist Mama, überall ist Widerstand“ gerufen.
In Ankara ging die Polizei in der Nacht zum 14. Juni mit Tränengas gegen Demonstranten vor.

## 14. Juni
Nach Gesprächen mit Vertretern der Taksim-Plattform kündigte Regierungssprecher Hüseyin Çelik am frühen Morgen des 14. Juni einen Lösungsansatz an und signalisierte damit ein Einlenken der türkischen Regierung im ursprünglichen Streit um den Gezi-Park. Die Regierung beabsichtige nunmehr, die endgültige Entscheidung des Gerichts abzuwarten, das die Bauarbeiten auf dem Gezi-Platz gestoppt hatte. Die Regierung werde gegebenenfalls eine gerichtliche Bestätigung des Baustopps im anhängigen Berufungsverfahren akzeptieren. Falls das Gericht den Baustopp jedoch nicht bestätigen sollte, beabsichtige die Regierung, die endgültige Entscheidung der Bevölkerung in einem Referendum zu überlassen. Çelik wies auf die Rechtsstaatlichkeit der Türkei hin, deren Regierung Gerichtsentscheidungen respektieren müsse. Die Mitglieder der Taksim-Plattform begrüßten die Entscheidung, wollten jedoch die endgültige Entscheidung über ein Ende der wochenlangen Proteste den Demonstranten selbst überlassen.
Die Regierung drückte ihre Erwartung aus, dass die Demonstranten ihre Zelte abbrechen und damit das Solidaritätscamp im Kuğulu-Park in Ankara aufgelöst wird. Acht Künstler, darunter der Schauspieler Halit Ergenç, die Pop-Sängerin Sertab Erener, der Dichter Sunay Akın, die Sänger Mahsun Kırmızıgül und Yavuz Bingöl, die Schauspieler Ceyda Düvenci und Ali Sunal und der Produzent Nebil Özgentürk waren zu den Gesprächen nach Ankara gekommen.
In einer vor den Provinzvorständen der AKP gehaltenen Rede beschwerte sich Erdoğan darüber, dass seit zwei Wochen im In- und Ausland über die Proteste in verfälschender Weise berichtet würde. Er spielte mit der Frage, wer dafür auf den Knopf gedrückt habe, auf seiner Ansicht nach für die Aktionen verantwortliche Dritte an. Die Geschehnisse um den Gezi-Park würden für ganz bestimmte Interessen benutzt. Derartige „Lügen-Operationen“ könnten wohl in Bananenrepubliken stattfinden, jedoch nicht in „seinem“ Land. Auch kritisierte er ein weiteres Mal den Beschluss des Europaparlaments vom Vortag. An die deutsche Regierung gerichtet sagte er, dass er keinen Ratschlag benötige und Deutschland seinen Rat erst anbieten solle, wenn es die NSU-Morde aufgeklärt habe. Weiter erklärte Erdoğan, dass in benachbarten EU-Ländern mit Polizeieinsätzen nicht anders verfahren würde als in der Türkei. Es würden jedoch, wie gewohnt, Versuche unternommen, die Türkei zu verleumden.
Vom frühen Abend des 12. Juni bis zum frühen Abend des 14. Juni kam es noch einmal zu 17 weiteren Verletzten in Ankara, womit sich die Gesamtzahl der Verletzten inzwischen auf 7495 Personen belief.

## 15. Juni

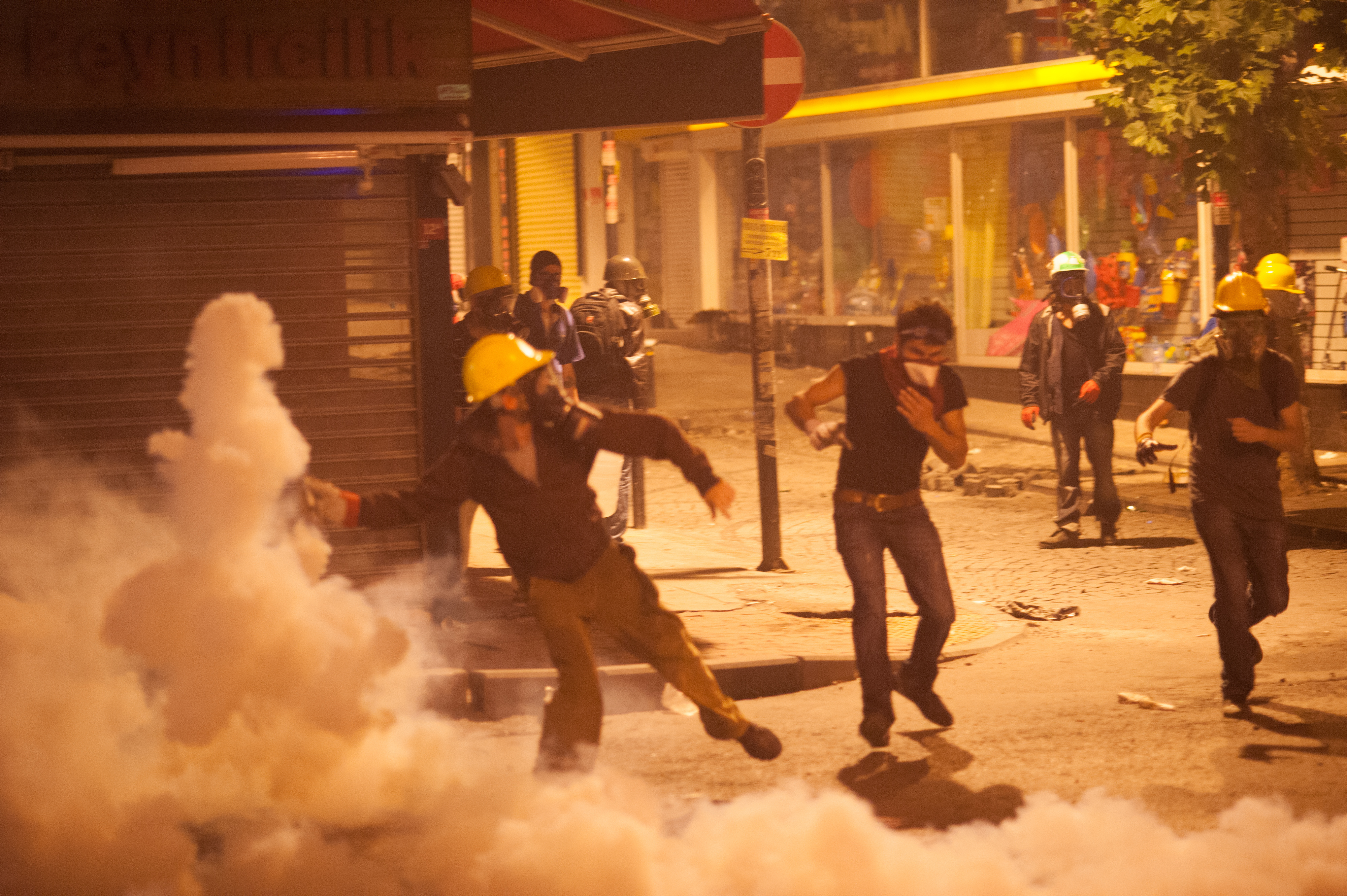
Ein Demonstrant wirft eine von Polizeibeamten abgefeuerte Tränengasgranate zurück.

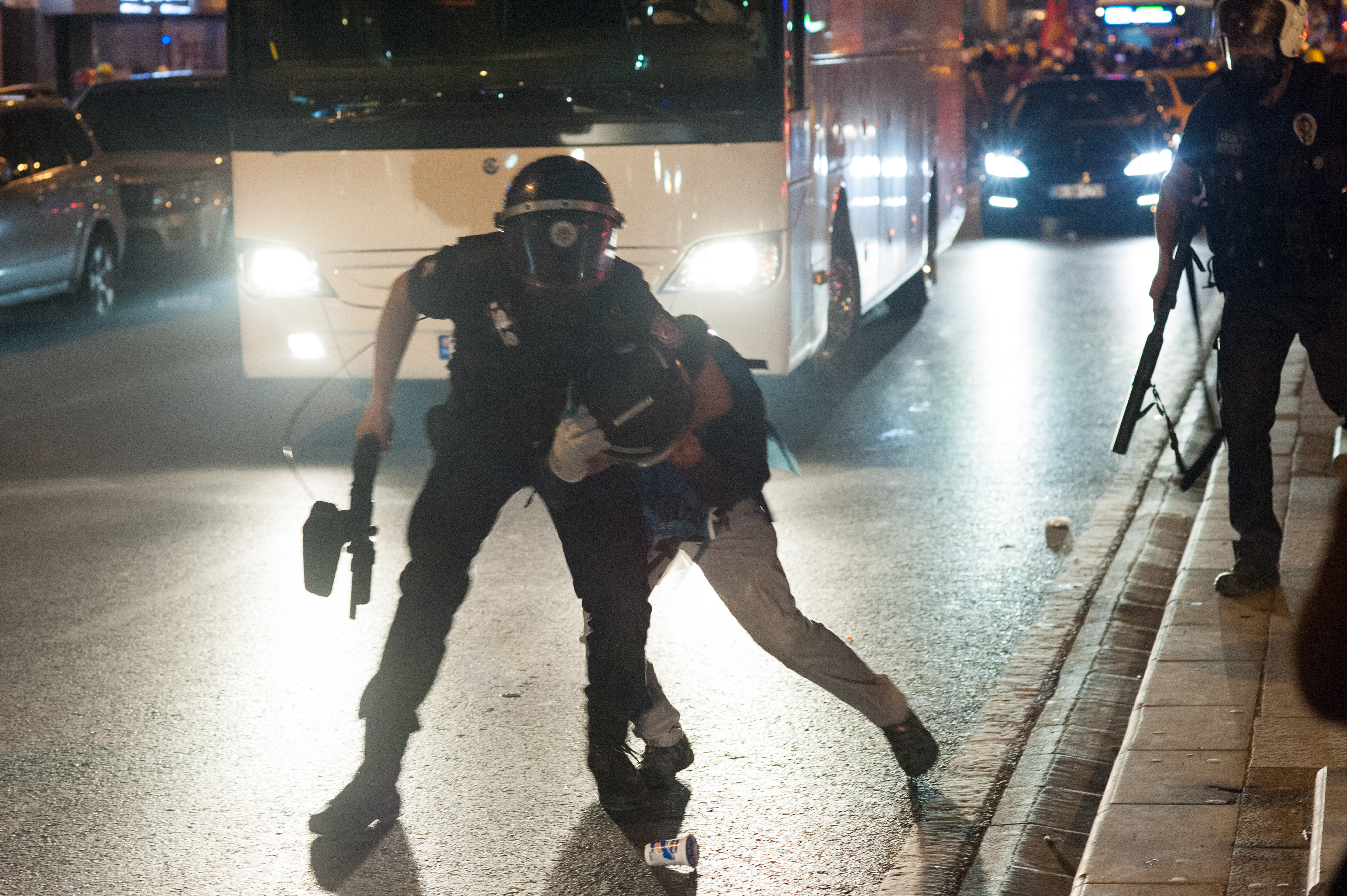
In der Nacht des 15. Juni bis zum Abend des 16. Juni wurden in Istanbul über 400 Menschen verhaftet.

Erdoğan, der in den vorangegangenen zwei Wochen in seinem Kurs immer wieder zwischen neuen Drohungen und Signalen des Einlenkens wechselte, stellte am Vormittag ein Ultimatum und ordnete an, dass alle Demonstranten den Gezi-Park bis zum 16. Juni zu verlassen hätten, andernfalls werde er mit Gewalt geräumt. Die Polizei begann jedoch bereits bei Einbruch der Dunkelheit mit der gewaltsamen Räumung. Zu diesem Zeitpunkt befanden sich im Park noch viele Touristen und Familien mit Kindern, die den Nachmittag mit den Demonstranten verbracht hatten. Boris Kálnoky urteilte in der Welt, die Menschen im Park hätten sich nicht gefährdet gefühlt, die wenigsten hätten Erdoğans Rede eine Stunde zuvor in der Hauptstadt Ankara gehört, die er vor zehntausenden seiner Anhänger gab. In dieser Rede hatte Erdoğan gesagt, die Proteste seien Ergebnis einer internationalen Verschwörung, deren Hintermänner er kenne und die er in Kürze aufdecken werde. Niemand könne die Regierung einschüchtern. Befehle oder Instruktionen nehme sie „von niemandem außer Gott“ an. Ein Parlamentsjournalist merkte in Ankara an, „so eine Sprache [habe die Türkei] lange nicht mehr gehört“ und so habe man „zuletzt zu Zeiten der Militärdiktatur gesprochen“. Veli Ağbaba, ein Abgeordneter der oppositionellen CHP, kritisierte das Auftreten Erdoğans, da er „die Hälfte des türkischen Volkes offenbar als seine Feinde“ betrachte und die Menschen gegeneinander aufwiegle.
Zunächst wurden Knallgranaten und massiv CS-Gas eingesetzt, danach drangen schwer bewaffnete Hundertschaften in den Gezi-Park vor. Die Barrikaden, die in den vergangenen zwei Wochen rund um den Park errichtet worden waren, wurden mit Bulldozern abgetragen. Auf dem Taksim-Platz und in den angrenzenden Fußgängerzonen wurden Wasserwerfer eingesetzt. Über Twitter kursierten Fotos von Verletzungen, die bestätigen sollten, dass dem Wasser einiger Wasserwerfer ätzende Substanzen beigemengt gewesen seien. Die deutsche Politikerin Claudia Roth befand sich, als die Räumung begann, im Gezi-Park und sprach mit den friedlich Protestierenden. Zu dem Vorgehen der Polizei sagte sie: „Das ist wie im Krieg. Die jagen die Leute durch die Straßen und feuern gezielt mit Tränengasgranaten auf die Menschen“. Die Stimmung in dem Protestcamp sei, betonte sie, zuvor friedlich gewesen. Hunderte von Demonstranten flohen wie sie, zunächst in das nahegelegene Luxus-Hotel Divan, das seit Freitag, dem 31. Mai, dem Tag der größten Polizeigewalt in Istanbul, das zentrale improvisierte Erste-Hilfe-Lazarett beherbergte. Am Abend des 15. Juni wurden viele Menschen in das Lazarett gebracht, darunter ebenso Kinder. Viele übergaben sich oder wurden ohnmächtig. Die Polizei verfolgte die Menschenmenge, versuchte das Hotel zu stürmen und schoss Tränengasgranaten in das Gebäude. Die Zeltstadt wurde von Räumfahrzeugen beseitigt; innerhalb von weniger als einer halben Stunde wurde die 18-tägige Besetzung des Gezi-Parks damit beendet. Nachdem Passanten und Demonstranten sich in das Hilton Hotel geflüchtet hatten, verfolgte die Polizei sie, beschlagnahmte das gesamte medizinische Material und zerstörte Atemmasken und Schutzbrillen der Demonstranten. An der Aktion teilnehmende Beamte hatten sich illegal ihre Helmkennnummern unkenntlich gemacht.
Nach der Räumung des Gezi-Parks kam es in mehreren Innenstadt-Vierteln zu Zusammenstößen zwischen Demonstranten und der Polizei. Zehntausende versammelten sich in den umliegenden Vierteln Istanbuls, um die Fortsetzung des Protests zu demonstrieren. Erneut forderten die Demonstranten den Rücktritt der Regierung. Besucher der Gaststätten und Anwohner klatschten Beifall oder lärmten mit Gegenständen wie Töpfen und Pfannen, um ihre Solidarität mit der Protestbewegung zu bezeugen. Die Schriftstellerin Elif Şafak teilte über Twitter mit: „Ich bin noch nie so hoffnungslos gewesen“. Die Aktivisten kündigten an, die Proteste fortzusetzen. Die Polizei folgte unbewaffneten Demonstranten in Krankenhäuser und Hotels und beschoss die Eingänge mit Tränengas. Das „Deutsche Krankenhaus“ nahe dem Taksim-Platz (türkisch Taksim Alman Hastanesi), in dem allein rund 40 Verletzte behandelte wurden, wurde gegen 3:30 Uhr Ortszeit von Wasserwerfer besprüht, und die Polizei erzwang sich den Zugang. Die Polizei setzte im Krankenhaus Tränengas ein und prügelte mit Schlagstöcken auf Menschen ein.
Egemen Bağış, der Europaminister der Türkei, warnte die Bevölkerung, dass jeder, der sich zum Taksim-Platz begebe, als Terrorist eingestuft werde. Die Regierungspartei AKP kündigte für den 16. Juni eine Großdemonstration in Istanbul an.
Die TTB forderte, dringend die Intervention der Polizei zu stoppen und eine große Anzahl von Krankenwagen und Sanitätern nach Taksim zu entsenden.
In der Nacht vom 15. auf den 16. Juni marschierten erneut zehntausende Demonstranten von der asiatischen Seite über die Bosporus-Brücke auf die europäische Seite Istanbuls, um nach Taksim zu gelangen. Die türkische Gendarmerie, die unter anderem für die innere Sicherheit und Aufrechterhaltung der öffentlichen Ordnung zuständig ist, beteiligte sich seit Beginn der Proteste erstmals aktiv an dem Geschehen und rückte mit Wasserwerfern vor, um zusammen mit der Polizei Demonstranten am Erreichen des Taksim-Platzes zu hindern.
Auch in Eskişehir demonstrierten erneut 50.000 Menschen Solidarität.
Oppositionelle Medienberichte verglichen die Geschehnisse dieses Tages mit denen des Militärputsches am 12. September 1980 und machten die AKP dafür verantwortlich. Nach Angaben der Protestbewegung wurden in der Nacht auf den 16. Juni hunderte Menschen verletzt.
Nach Angaben des Gouverneurs von Istanbul, Hüseyin Avni Mutlu, wurden bei den Auseinandersetzungen in der Nacht auf den 16. Juni mindestens 29 Menschen verletzt.

## 16. Juni

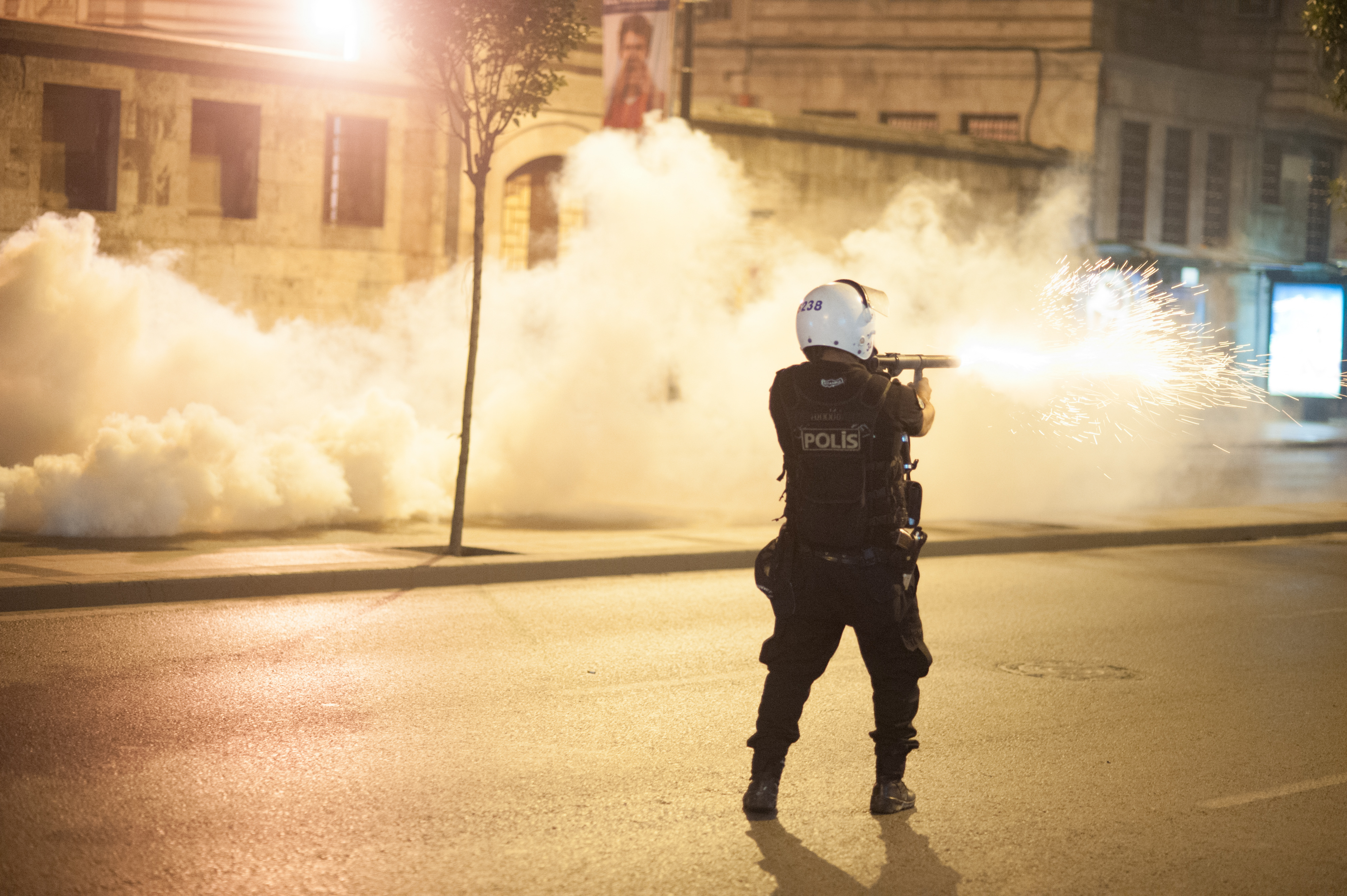
In Richtung der Demonstranten wird Tränengas abgefeuert.

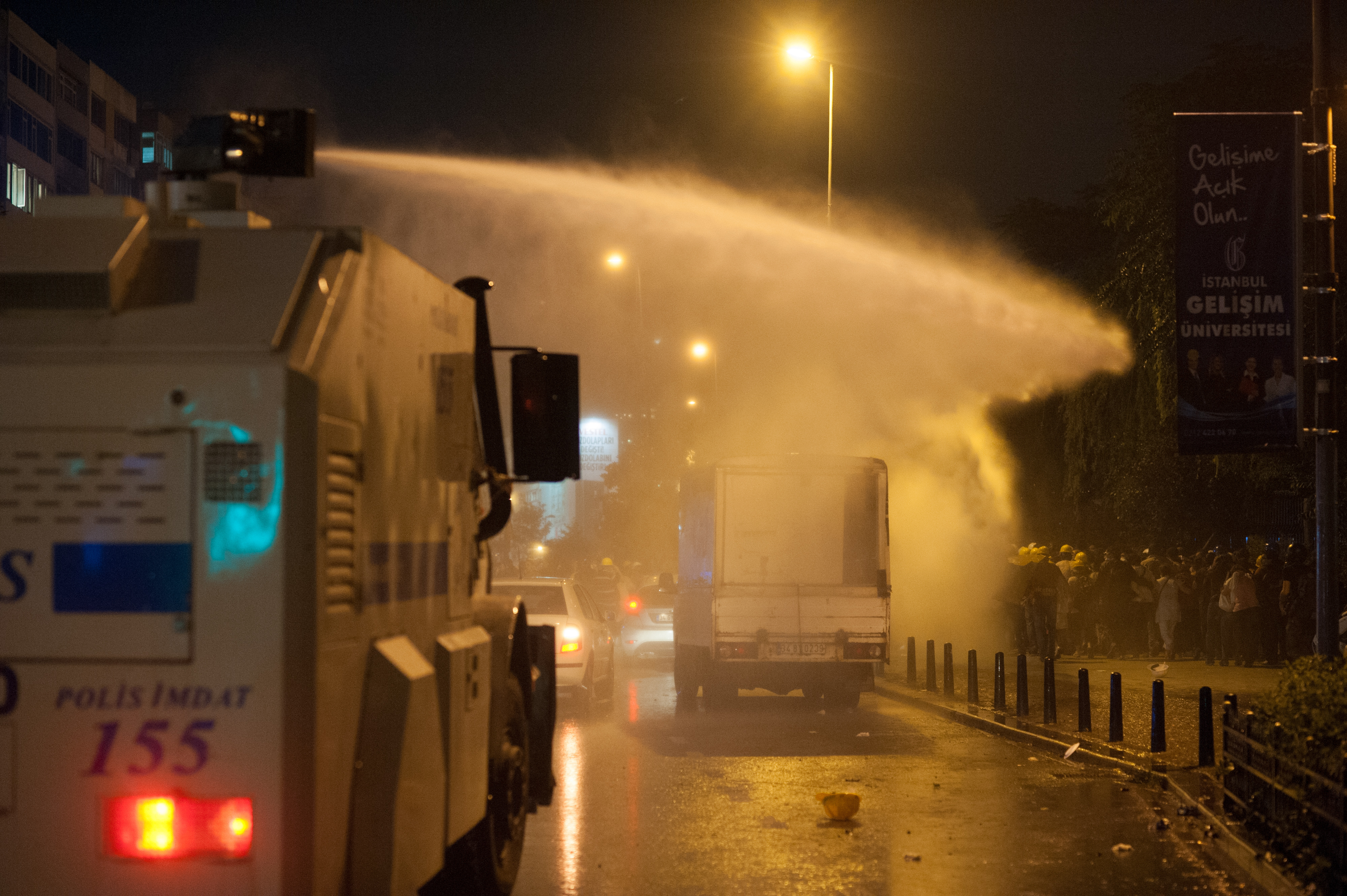
Dem Wasser einiger Wasserwerfer soll am 16. Juni flüssiges Pfeffergas beigemischt worden sein.

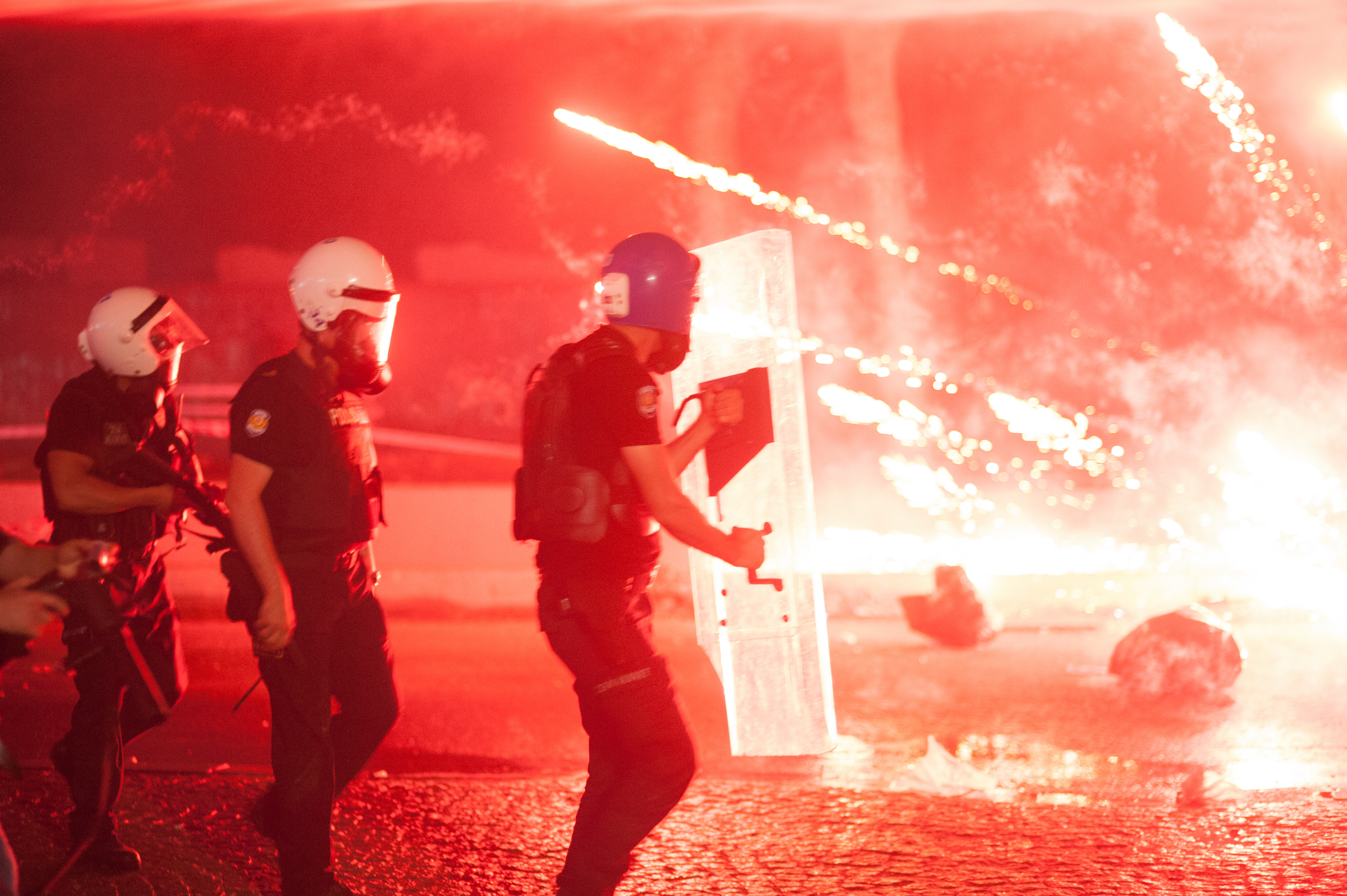
Die Polizei war bei einigen Aktionen Angriffen mit Feuerwerkskörpern und teilweise Flaschenbrandsätzen ausgesetzt.

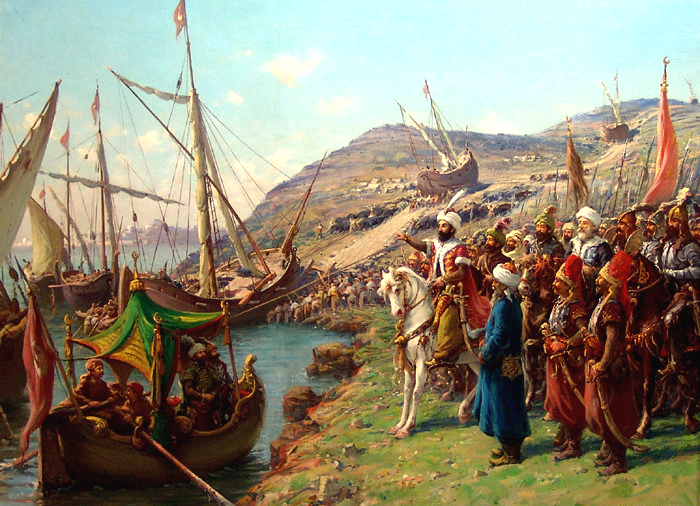
Erdoğan hielt auf einem Feld, von dem Mehmed II. seinen Angriff auf Konstantinopel startete, eine Rede an seine Unterstützer und rief diese dazu auf, „gegen ‚die Terroristen‘, die am Taksim-Platz gegen seine Regierung demonstrierten“, einzutreten.

Am Morgen des 16. Juni fanden weitere Auseinandersetzungen statt.
Nachdem die paramilitärische Jandarma, die türkische Gendarmerie, in der Nacht auf den 16. Juni mit Wasserwerfern einzelne Stadtteile Istanbuls bewacht hatte, bezogen etwa 500 Einsatzkräfte am Morgen des 16. Juni an der Bosporus-Brücke Stellung. Zwischen Polizei und Demonstranten fanden weitere Auseinandersetzungen statt. Neben den Gendarmen wurden weitere Polizisten aus südostanatolischen Provinzen nach Istanbul verlegt und eingesetzt. Medienberichten zufolge wurden die Truppen der Jandarma im Istanbuler Stadtteil Mecideköy zusammengezogen, um bei Bedarf eingesetzt zu werden.
Der Beerdigungsumzug von Ethem Sarısülük in Ankara wurde unter massivem Polizeieinsatz mit Einsatz von Wasserwerfern und CS-Gas gestört. Die geplante Beerdigungszeremonie konnte deswegen nicht abgehalten werden. Die Behörden in Ankara hatten im Vorfeld vor einer Versammlung zu Ehren des zwei Wochen zuvor während der Proteste erschossenen Ethem Sarısülük gewarnt. Die Versammlung fand unter starker Polizeipräsenz um den Kızılay-Platz herum statt, in einem anderen Stadtteil als der eigentliche Trauerzug. Während der Bruder des Verstorbenen den Verkehr aufhalten wollte, feuerte die Polizei mit Tränengas und Wasserwerfern auf die Demonstranten, worauf diese Steine auf die Polizei warfen und behelfsmäßige Barrikaden errichteten, um die Straßen abzusperren. Zur Mittagszeit wurde der Umzug, der vom Stadtteil Batıkent nach Kızılay ziehen wollte, von Riot police- und Gendarmerieeinheiten gestoppt. Kurze Zeit später verschärfte die Polizei ihre Polizeirazzia gegen Demonstranten am Kızılay-Platz. Die Polizei setzte Wasserwerfer und Pfeffergas gegen Journalisten und diese umgebende Personen ein. Die Wasserwerfer und andere gepanzerte Fahrzeuge führten gefährdende Fahrmanöver ohne Berücksichtigung der Verkehrssicherheit aus und setzten damit das Leben der Menschen auf dem Kızılay-Platz aufs Spiel. Daneben intervenierte die Polizei mit Wasserwerfern und Tränengas gegen die in Kızılay mit Nelken wartende große Menschenansammlung. In Seitenstraßen kam es zu Auseinandersetzungen zwischen Demonstranten und Polizei.
Eine große Anzahl von Menschen wurde so von den Truppen der Bereitschaftspolizei gewaltsam daran gehindert, zum Kızılay-Platz zu gelangen, um Ethem Sarısülük an dem Ort zu gedenken, an dem sein Tod verursacht wurde. Dort hatten sie sich versammeln und rote Nelken niederlegen wollen.
Gegen Demonstranten auf der in den Taksim-Platz mündenden Unabhängigkeitsstraße ging die Polizei erneut mit Tränengas vor. Die Polizei schoss Tränengas in Gebäude, in die viele der Demonstranten flohen. Weiterhin wurden Ärzte verhaftet, die verwundete Aktivisten behandelten.
Der 14-jährige Berkin Elvan wurde im Stadtteil Okmeydanı von einer Tränengaspatrone am Kopf getroffen. Er erlitt eine Schädelfraktur und starb nach neun Monaten im Koma am 11. März 2014 an den Folgen der Schussverletzung.
Der Gouverneur antwortete auf die Frage eines Journalisten nach der Beschaffenheit der Zusätze, die in das Wasser der Wasserwerfer gemischt worden seien, es handele sich dabei um „keine Chemikalien“, sondern um ein „Medikament“. Einem Bericht der Hürriyet zufolge konnte die Zeitung mit Fotos belegen, dass dem Wasser flüssiges Pfeffergas (Capsaicin oder Capsaicinderivate) beigemischt wurde. Auf den Fotos wird ein Wasserwerfer mit einem Zehn-Liter-Kanister, der die Aufschrift „Jenix“ – der Markenname eines Pfeffersprays – trägt, befüllt. Laut dem Chef der Istanbuler Ärztekammer, Ali Çerkezoğlu, hätten Menschen, die mit dem Wasser in Berührung gekommen seien, eine allergische Reaktion gezeigt. Demonstranten berichteten von starken Hautreizungen, Ausschlägen oder „Hautverätzungen“, die von Chemikalien stammen sollten, die den Wasserwerfern beigemischt worden seien. Der Gouverneur von Istanbul bestätigte, den Wasserwerfern der Polizei sei ein Reizstoff beigemischt worden, der zu schweren Hautreizungen führe.
Die TTB veröffentlichte am 16. Juni einen „dringenden Aufruf“. Demnach versuche die Polizei seit dem 31. Mai, die „friedlichen und legitimen Demonstrationen“ zu unterdrücken, und setze dazu rigoros „chemische Gase“ gegen schutzlose Massen von Zivilisten ein. Bevor die Polizei in der „Disaster“-Nacht des 15. Juni, so die TTB, die ärztliche Hilfe für verletzte Menschen vollständig blockiert und den Betrieb von Gesundheitsleistungen ausgeschlossen habe, habe die TTB eine Internet-basierte Studie begonnen, um die gesundheitsgefährdenden Auswirkungen dieser auf wehrlose Menschen gerichteten Gase aufzuzeigen. Innerhalb einer Woche hätten über 11.000 Menschen erklärt, von Gaseinwirkung betroffen zu sein. Nur 5 % der Menschen seien in Krankenhäuser aufgenommen worden. Die Datenerfassung von Menschen, die in Krankenhäusern aufgenommen wurden, hindere Leute daran, Krankenhäuser aufzusuchen und um medizinische Hilfe zu bitten. Das Gesundheitsministerium habe Ermittlungen gegen die Istanbuler Ärztekammer eingeleitet, die die ehrenamtliche Arbeit der Ärzte organisiere. In Istanbul sei ein Arzt verhaftet worden. Es gebe viele weitere Hinweise für die Verhaftung von Mitarbeitern des Gesundheitswesens. Diese Daten, so die TTB, würden die in der Türkei stattfindende „Hexenjagd“ belegen. Die TTB sehe es als ihre Verpflichtung an, die internationale Gemeinschaft zu informieren und sie dringend dazu aufzurufen, gegen die „brutale Unterdrückung von demokratischen Forderungen“ vorzugehen.
Nach Angaben der türkischen Anwaltskammer wurden an diesem Tag allein in Istanbul mehr als 400 Menschen festgenommen. In Ankara und Istanbul zusammen wurden nach Angaben der Staatsanwaltschaft Istanbul am 16. Juni bei Protesten knapp 600 Menschen festgenommen.
Vom Abend des 14. bis zum Abend des 16. Juni kam es allein in Ankara nach Angabe der TTB zu 185 weiteren Verletzten, darunter zwei Schwerverletzte. Eine weitere Person verlor ihr Sehvermögen. In Eskişehir löste die Polizei mit Wasserwerfern und Tränengas das Protestcamp auf.
Am Abend kam es einer Massenveranstaltung von Hunderttausenden bis rund einer Million Anhängern der AKP auf dem Kazlıçeşme-Platz in Istanbul-Zeytinburnu. Erdoğan sprach über eine Stunde vor seinen Anhängern und unterstellte ausländischen Medien und Presseagenturen, ein Zerrbild von der Türkei und den Protesten gegen ihn zu zeichnen. Erdoğan sprach Drohungen gegen Hoteliers aus, die Demonstranten verstecken würden, die er als „Terroristen“ bezeichnete.

## 17. Juni

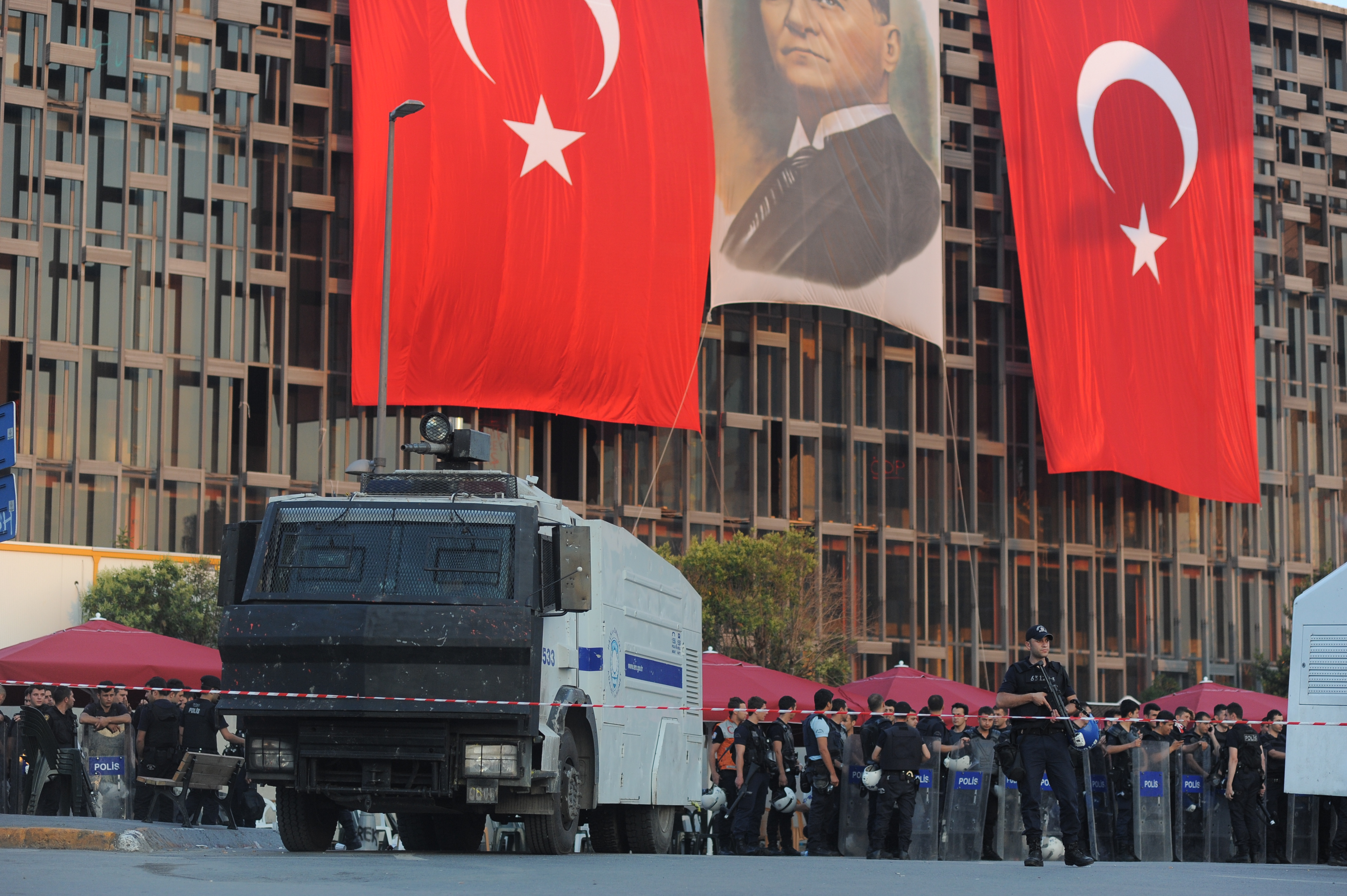
Die Polizei besetzte den Taksim-Platz weiterhin.

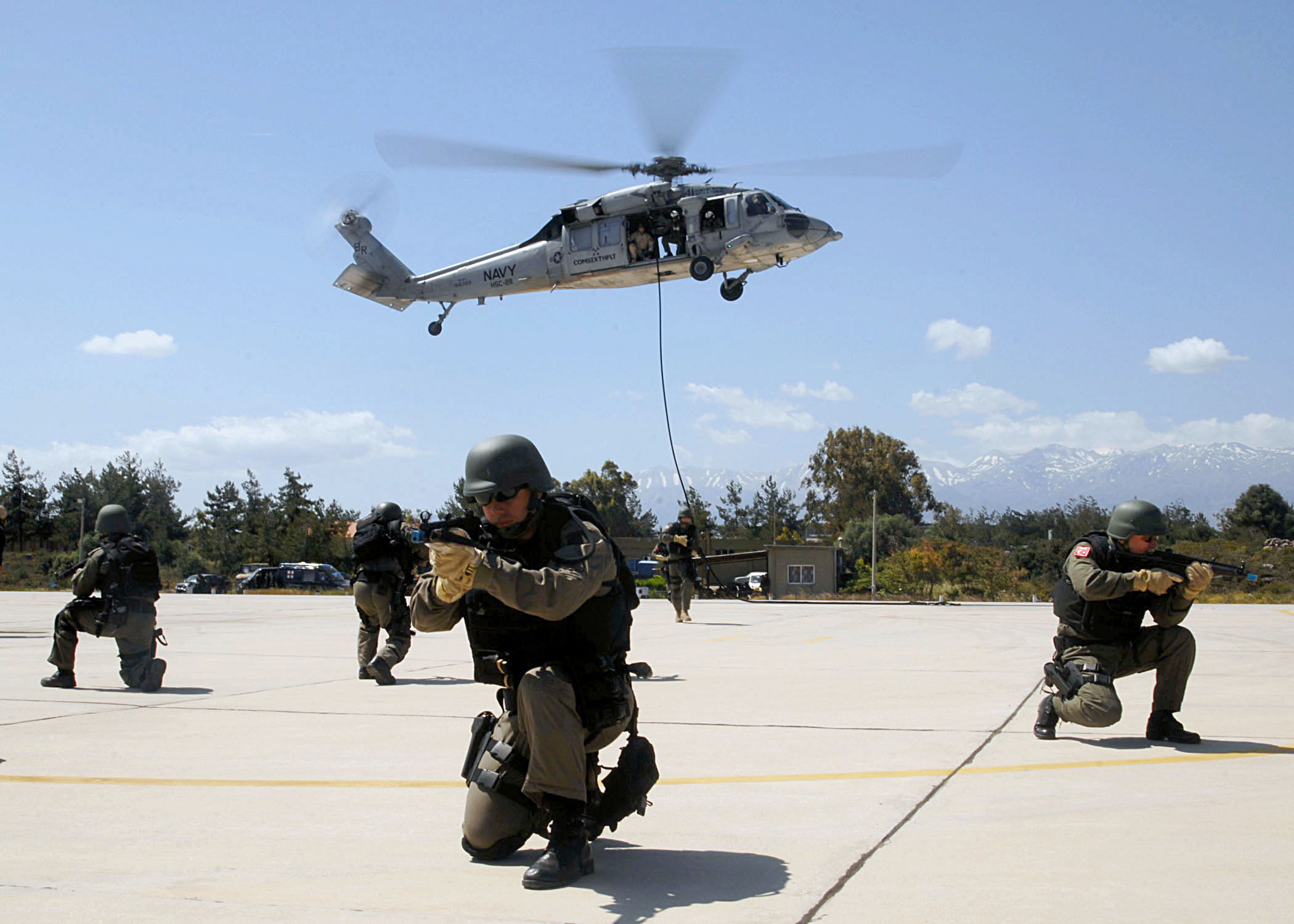
Bülent Arınç, Stellvertreter des Ministerpräsidenten, kündigte den Einsatz von Militär an, falls die Demonstranten den Gezi-Park nicht räumen.

Am Montag drohte der stellvertretende Ministerpräsident Bülent Arınç offen mit dem Einsatz der paramilitärischen Jandarma und der Armee gegen die Demonstranten und kündigte an, dass alle Kundgebungen und Versammlungen sofort aufgelöst würden: „Es gibt die Polizei. Wenn das nicht reicht, gibt es die Jandarma. Wenn das nicht reicht, gibt es die türkischen Streitkräfte“, warnte Arınç. Die Demonstrationen hätten nichts mehr mit den Protesten um den Gezi-Park im Zentrum Istanbuls zu tun und seien „nicht mehr legal“. Angela Merkel sagte gegenüber dem TV-Sender RTL: „Was im Augenblick in der Türkei passiert, das entspricht nicht unseren Vorstellungen von Freiheit der Demonstration und der Freiheit der Meinungsäußerung“.
Die Tagesschau berichtete von AKP-Anhängern, die mit Stöcken und Messern bewaffnet auf Demonstranten losgegangen sind und von der Polizei unterstützt wurden. Der Zusammenschluss KESK hatte verschiedene Gewerkschaften mit insgesamt 240.000 Mitgliedern zum Streik für den heutigen Tag aufgerufen. Innenminister Muammar Güler kündigte an, dass Twitter- und Facebook-Einträge der vergangenen drei Wochen auf strafrechtlich relevante Inhalte hin überprüft würden. Im Istanbuler Stadtteil Şişli wurde das Parteibüro der CHP attackiert. In Ankara demonstrierten 1000 Menschen; Güler bezeichnete den Arbeitskampf als „illegale Aktion“.
Die Bundesärztekammer forderte die türkische Regierung im Zusammenhang mit den Protesten auf dem Taksim-Platz in Istanbul auf, die medizinische Versorgung nach den in der EU üblichen Standards zu gewährleisten. Ärztepräsident Frank Ulrich Montgomery erklärte über die Presse: „Wir brauchen den absoluten Schutz von Hilfspersonen“. Ärzte und Pfleger in den Notlazaretten müssten ohne Ansehen der Person Hilfe leisten können und dürften nicht an ihrer Arbeit gehindert oder zu Kombattanten erklärt werden. Das derzeitige Vorgehen der Polizei gegen das medizinische Personal sei nicht mit den in Europa üblichen Standards vereinbar.
Vom Abend des 14. bis zum Abend des 17. Juni kam es allein in Istanbul zu 132 weiteren Verletzten, darunter zwei Schwerverletzte. Bei einem der Schwerverletzten handelt es sich um den 14-jährigen Berkin Elvan, der eine lebensbedrohliche Kopfverletzung erlitt.

## 18. Juni
Nach tagelangen Protesten verlief die Nacht auf den 18. Juni vergleichsweise ruhig. In Ankara befanden sich in der Nacht etwa 1000 Menschen auf den Straßen, um gegen die Regierung zu protestieren. Die Polizei griff mit Wasserwerfern ein und löste die Demonstration auf. Auch aus anderen Orten wurden kleinere Proteste gemeldet.
Noch in der Nacht zum 18. Juni ereignete sich auf dem Taksim-Platz in Istanbul ein über Twitter mit dem Hashtag #duranadam als duran adam (also stehender Mann) verbreiteter, stiller Protest, als zunächst ein Mann stundenlang regungslos stand und auf das riesig dimensionierte Porträt Mustafa Kemal Atatürks blickte, das am Atatürk-Kulturzentrum hing. Das Verhalten wird als Appell für das Fortbestehen der Türkei als ein laizistischer Staat in der von Atatürk vertretenen Weise gedeutet, also ohne Einfluss der Religion auf die Politik. Als sich dem sogenannten „stehenden Mann“ später Dutzende weitere zum stillen Protest anschlossen, griff die Polizei schließlich ein und nahm die schweigenden Demonstranten fest. Bei dem Mann, der mit dem stillen Protest begonnen hatte, handelte es sich um den Choreographen Erdem Gündüz.
Angesichts der Drohung des stellvertretenden Ministerpräsidenten Bülent Arınç vom Vortag, die türkische Armee gegen die Demonstranten einzusetzen, forderte Claudia Roth klare Worte der NATO: „Das Militärbündnis muss politisch Einfluss nehmen und deutlich machen, dass es nicht akzeptiert, wenn die türkische Regierung mit der Armee droht und brutal mit den Sicherheitsbehörden vorgeht“. Die Türkei ist Mitglied des Verteidigungsbündnisses.
Antiterroreinheiten durchsuchten am 18. Juni in Ankara und Istanbul Wohnungen, nach Angaben von Anwaltsverbänden wurden mehr als 130 Menschen in Ankara, Istanbul und Eskisehir festgenommen. Unter den Inhaftierten befanden sich Personen, die verschiedenen linken und radikal linken Organisationen zugerechnet wurden, darunter die Sozialistische Demokratie Partei (SDP), HDK, Sozialistische Plattform der Unterdrückten (ESP), Demokratische Linkspartei (BDSP), Halkevleri, Kaldirac sowie die Marxistisch-Leninistische Kommunistische Partei (MLKP); außerdem wurden die Büros des Radiosenders Özgür Radyo, der Zeitung Atilim und der Nachrichtenagentur ETHA durchsucht. Diese Maßnahmen richteten sich gegen eine von Erdoğan behauptete, und von verschiedenen AKP-nahen Medien verbreitete, gegen die Türkei gerichtete „Verschwörung“, für die er ausländische Mächte und putschistische Kräfte im Inland verantwortlich machte. Die Zeit schrieb dazu, dass die türkische Regierung im Falle der Razzien offenbar das Anti-Terror-Gesetz anwende und verurteilte dieses Vorgehen als „Einfallstor für staatliche Willkür“.
Die Hohe Kommissarin der Vereinten Nationen für Menschenrechte (UNHCR), Navanethem Pillay, verlangte von der türkischen Regierung, die exzessive Polizeigewalt gegen Demonstranten zu beenden. Die türkische Regierung trage die Verantwortung dafür, dass Sicherheitskräfte die international anerkannten Menschenrechte jederzeit achten: „Jede übermäßige Gewaltanwendung muss bestraft werden, wenn das Vertrauen in die Bereitschaft der Behörden zur Rechtsstaatlichkeit wiederhergestellt werden soll“. Sie forderte die Regierung auf, friedliche Protestaktionen zu gestatten und zu schützen.
Auf dem Taksim-Platz und in zahlreichen anderen Vierteln in Istanbul und anderen Städten der Türkei nahm am Abend die Zahl der „stehenden Demonstranten“ zu. Tausende Menschen protestierten regungslos.
In der Nacht kam es zu weiteren Auseinandersetzungen mit Demonstranten in Eskişehir. Die Polizei hatte dabei Wasserwerfer etwa auf Wohnungen gerichtet, in die sich Demonstranten geflüchtet hatten.
Amnesty International hat dies bereits des Öfteren angeprangert, etwa im März 2013.

## 19. Juni
In den drei Wochen des Protestes hat die Polizei – laut Angaben der Zeitung Milliyet – mittlerweile 130.000 Patronen mit Reizgas verschossen. 100.000 Patronen würden kurzfristig angeschafft, um die Vorräte wieder aufzufüllen. Zusätzlich würden 60 neue Wasserwerfer bestellt werden.
Die TTB forderte in einer „dringenden“ Pressemitteilung des Gösteri Kontrol Ajanları Bilimsel Danışma Kurulu, dass der mit dem Wirkstoff Oleoresin Capsaicin als Pfefferspray bekannte Reizstoff zusammen mit anderen chemischen Kampfstoffen als chemische Waffe betrachtet und unverzüglich verboten wird. Während die TTB-Verletztenstatistiken von weniger als 8000 sicher bekannten Verletzten ausgingen, gab die Pressemitteilung der TTB vom 19. Juni an, den Ergebnissen der TTB zufolge sei es seit dem 31. Mai zu „zehntausenden“ Verletzungen durch „Gas“-Einsatz gekommen. Hunderte Personen hätten schwere Organschäden. Dutzende befänden sich in Intensivbehandlung. Die Anzahl der indirekt Getöteten sei unbekannt.
Hochschulabsolventen des Jahrgangs 2012/2013 der Politikwissenschaftlichen Fakultät Mülkiye der Universität Ankara trugen beim Betreten des Podiums zur Abschlussfeier am 19. Juni Masken mit dem Bild von Ethem Sarısülük, der während der Gezi-Park-Proteste durch Polizeibeschuss getötet worden war.

## 20.–21. Juni
Der türkische EU-Minister Egemen Bağış warnte die deutsche Bundeskanzlerin Merkel davor, mit dem EU-Beitritt der Türkei zu spielen („Wenn Frau Merkel nach innenpolitischen Themen für ihren Wahlkampf sucht, dann sollte das nicht die Türkei sein“): Die Nachrichtenagentur Reuters zitierte Bağış mit den Worten: „Wenn Frau Merkel sich die Angelegenheit anschauen wird, wird sie sehen, dass diejenigen, die sich in die Angelegenheiten der Türkei einmischen, kein vielverheißendes Ende nehmen.“
Außenminister Guido Westerwelle sagte dazu am selben Tag, wenn Bağış richtig wiedergegeben worden sei – man werde das noch überprüfen – sei er, Westerwelle, „verwundert und verstört“. Dies sei eine Sprache, die man miteinander nicht pflegen sollte. Das Entstehen einer Zivilgesellschaft solle eine Regierung „nicht fürchten“, sondern sich darüber freuen – „erst recht, wenn man nach Europa will“.
Vom Abend des 17. Juni bis zum Abend des 20. Juni kam es nach Angabe der TTB zu weiteren neun Verletzten in Ankara, vier in Eskişehir sowie einem weiteren Schwerverletzten in Istanbul.
Am 21. Juni verschärfte Bağış noch einmal den Ton und drohte Merkel das zweite Mal innerhalb von zwei Tagen; er stellte der Kanzlerin eine Art Ultimatum bis zum kommenden Montag, dem 24. Juni, und forderte sie auf, „ihre Vorbehalte gegen einen EU-Beitritt der Türkei aufzugeben“. Daraufhin vollzog sich ein diplomatisches Ritual; das Auswärtige Amt bestellte noch am selben Tag den türkischen Botschafter Hüseyin Avni Karslıoğlu ein. Im Gegenzug wurde in Ankara der deutsche Botschafter Eberhard Pohl einbestellt. Außenminister Ahmet Davutoğlu erklärte, Grund seien Aussagen Pohls und „aus Deutschland“.
18 Mitglieder der Sozialistischen Partei der Unterdrückten (ESP) wurden Angaben des Anwaltsvereins CHD und des Fernsehsenders NTV zufolge unter dem Vorwurf der „Mitgliedschaft in einer terroristischen Vereinigung“ und der „Zerstörung öffentlicher Güter“ inhaftiert.

## 22. Juni
Während es in Ankara und anderen türkischen Städten auch in den vorangegangenen Tagen noch zu Auseinandersetzungen gekommen war, hatte es in Istanbul seit den schweren Zusammenstößen vom 16. Juni keine derartigen Ereignisse mehr gegeben. Nach Tagen des stillen Protests an den vorangegangenen Abenden versammelten sich am Samstag, dem 22. Juni, erneut Tausende auf dem Taksim-Platz, um gegen die Regierung zu demonstrieren. Bis zum Wasserwerfereinsatz verlief die Demonstration friedlich, die Menschen riefen „Taksim ist überall“, schwenkten Fahnen mit der Aufschrift „Taksim Solidarität“ und warfen rote Nelken, als Symbol der Arbeiterbewegung, auf den Platz und auf die Stufen zum benachbarten Gezi-Park. Die Demonstranten riefen „Polizisten, verratet eure eigenen Leute nicht“ und „bewarfen“ auch sie mit den Nelken. In der Nacht auf den 23. Juni vollzog die Polizei schließlich die Räumung des Platzes, das erste Mal seit Tagen setzte sie dazu wieder Panzerfahrzeuge, Wasserwerfer und Tränengas ein. Während der Räumung des Platzes durch die Polizei warfen Demonstranten vereinzelt Flaschen auf Polizeibeamte und Wasserwerfer. Nach Mitternacht gelang es der Polizei, den Taksim-Platz unter ihre Kontrolle zu bringen. Hunderte Bereitschaftspolizisten riegelten die Zugänge zum Platz ab und öffneten ihn dann wieder für den Verkehr. Allein am 22. Juni kam es in Istanbul beispielsweise zu 19 Verletzungen durch Gummigeschosse, zwei Personen erlitten Schädelödeme, eine Person erlitt Verletzungen der Gesichtsknochen, acht Personen erlitten Verbrennungen zweiten Grades, die in Verbindung mit dem Wasser der Wasserwerfer stehen, 26 Personen litten unter der Einwirkung von Tränengas.
Auch in Ankara kam es zu Demonstrationen gegen die Regierung.
Erdoğan hielt auf einer AKP-Kundgebung in der Schwarzmeerstadt Samsun eine Rede vor 15.000 Anhängern. Er sagte, „die Zinslobby, die Feinde der Türkei“ hätten profitiert, und warf den Demonstranten vor, den Islam respektlos zu behandeln: „Lasst sie in ihren Schuhen in unsere Moscheen gehen, lasst sie Alkohol in unseren Moscheen trinken, lasst sie ihre Hände gegen unsere Mädchen in Kopftüchern erheben. Ein Gebet unserer Leute reicht aus, um ihre Pläne zu durchkreuzen“.
Am Rande eines Treffens der Syrien-Kontaktgruppe im Golf-Emirat Katar kamen Westerwelle und Davutoglu zu einem Gespräch zusammen. Der türkische Minister für europäische Angelegenheiten Bağış mäßigte seine Rhetorik gegen Deutschland und versicherte, bei seinen Drohungen in den Tagen zuvor habe sich um ein „Missverständnis“ gehandelt, er habe lediglich seine Enttäuschung zum Ausdruck bringen wollen.
In Deutschland kamen aus mehreren Ländern einige zehntausend Demonstranten auf einer von der alevitischen Gemeinde Deutschlands veranstalteten Großdemonstration in Köln zusammen, um gegen die türkische Regierung zu protestieren.

## 23.–27. Juni

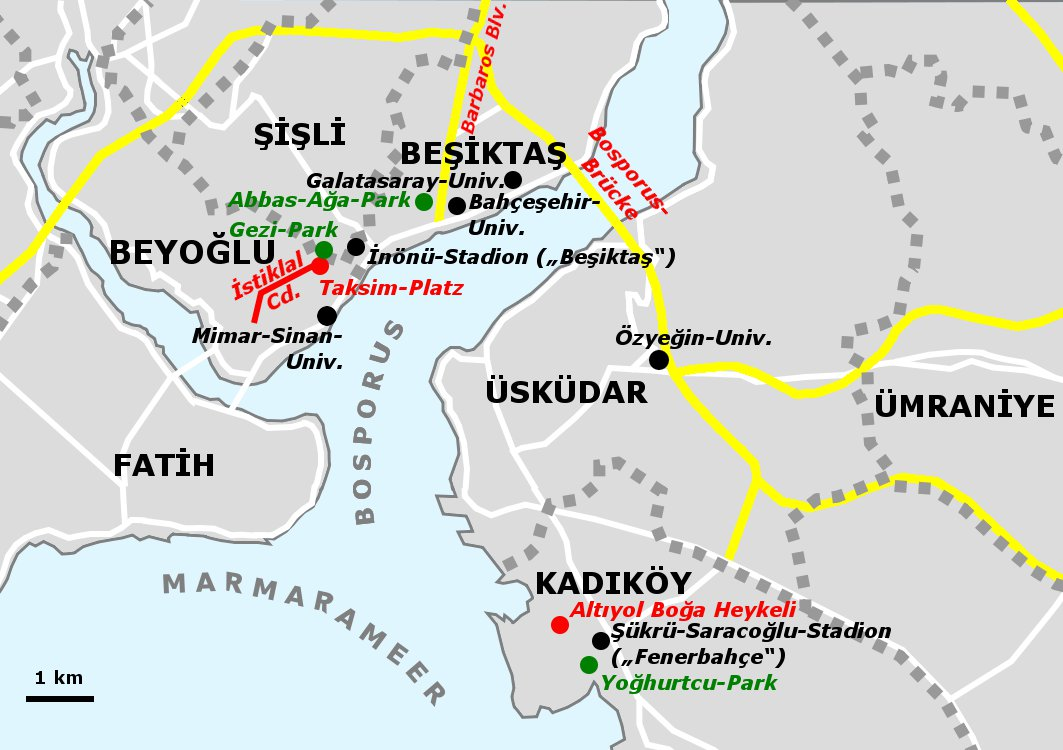
Lage von Bullenstatue (Altıyol Boğa Heykeli) und Yoğurtçu-Park in Istanbul.

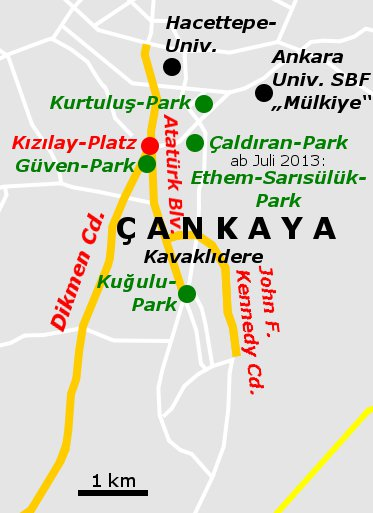
In Ankara wurden die Proteste im Juni mit besonderer Härte unterdrückt.

Vom frühen Abend des 20. Juni bis zum frühen Abend des 24. Juni kam es nach Angaben der TTB zu weiteren 202 Verletzten, davon 197 in Istanbul und die übrigen in Ankara.
Nachdem am 24. Juni gemeldet worden war, dass der Polizist, der des Mordes an Ethem Sarısülüks beschuldigt wurde, noch während des dazu laufenden Verfahrens aus der Untersuchungshaft entlassen worden war, kamen am selben Tag im Istanbuler Stadtteil Kadıköy tausende Demonstranten zusammen, um friedlich gegen die Entlassung des angeklagten Polizisten zu protestieren. Die Menge versammelte sich am späten Abend vor der berühmten Bullenstatue und zog mit sich anschließenden Passanten zu einem Sitzprotest in den Yoğurtçu-Park in Kadıköy.
Auch in Izmir versammelten sich am 24. Juni, organisiert über soziale Netzwerke, etwa 2000 Demonstranten am Gündoğdu-Platz, um die Gezi-Park-Proteste mit friedlichen Protestaktionen gegen die Entlassung des, so CNN Türk, „mutmaßlichen Mörders“ aus der Untersuchungshaft zu unterstützen.
Während die gegen die Regierung gerichteten Proteste nach den Wochen gewalttätiger Auseinandersetzungen in Istanbul und im Stadtzentrum von Ankara weitgehend abgeklungen waren, hielten sich tägliche Demonstrationen eines kleinen Kerns im von vielen Angehörigen der Arbeiterklasse bewohnten Ortsteil Dikmen in Ankara. Nach Angaben der linksgerichteten Publikationsplattform Nadir sollen in der Nacht auf den 23. Juni hunderte Menschen Barrikaden in der Dikmen-Straße errichtet haben. Wasserwerfer, angeblich mit „toxischem Wasser“, seien auch auf Balkone in der Hauptstraße gerichtet worden, von denen Einwohner die Demonstranten unterstützt hätten. Auch Lärmbomben und Schlagstöcke seien zum Einsatz gekommen und gepanzerte Polizeifahrzeuge sollen Gasgranaten auf Augenhöhe abgeschossen haben. In der Nacht auf den 24. Juni seien erneut tausende Menschen aus den Gemeinden Dikmen, İlker und Sokullu zum Protest auf die Straßen geströmt, worauf die Straßenbeleuchtung auf der Dikmen-Straße abgestellt worden sei, auf der sich Nadir zufolge „mehr als 10.000 Menschen“ bewegt hätten. Daraufhin hätten die Demonstranten wieder Barrikaden errichtet und angezündet, und die Polizei habe versucht, diese zu räumen. In den späten Stunden des 26. Juni errichteten weniger als 1000 Demonstranten in Dikmen improvisierte Barrikaden und kleine Leuchtfeuer, bis sie am frühen Morgen von Polizeispezialeinheiten und Wasserwerfern auseinandergetrieben wurden. In der Nacht auf den 27. Juni marschierten mehrere tausend Menschen aus Protest gegen die Freilassung des der Tötung Ethem Sarısülüks angeklagten Polizisten durch Dikmen, bis die Polizei sie mit Tränengas und aus Wasserwerfern beschoss, um sie auseinanderzutreiben.
Vom 24. Juni bis zum 27. Juni (18 Uhr) erhöhte sich die Anzahl der Verletzten um drei weitere in Ankara auf nunmehr insgesamt 8041.

## 28.–30. Juni
Die Auseinandersetzungen zwischen Gendarmerie und Demonstranten, zu denen es am 28. Juni in der ethnisch-kurdisch dominierten Provinz Diyarbakır bei Lice während der Demonstrationen hunderter Menschen gegen den Ausbau eines Gendarmerie-Stützpunktes gekommen und in deren Folge Medeni Yıldırım, ein 18-jähriger Demonstrant kurdischer Ethnie, getötet worden war, trugen dazu bei, die Demonstrationen in Istanbul erneut anzufachen. Bereits wenige Stunden nach dem Ereignis demonstrierten tausende Menschen am Abend des 28. Juni in Istanbul auf den Straßen und skandierten unter anderem: „Überall ist Lice, überall ist Widerstand!“.
Die Arbeitergewerkschaft KESK und die kurdische Partei BDP organisierten für den Morgen des 29. Juni (ein Sonnabend) den Protest von tausenden Menschen, die in Istanbul auf der Straße Slogans wie „Wir wollen keine Polizeistation. Wir wollen Frieden!“ skandierten. Über soziale Netzwerke organisierten sich die Demonstranten erneut am Abend. Auch die BDP rief für den Abend zu einer Protestkundgebung vor dem Galatasaray-Gymnasium gegen den Gendarmerieeinsatz bei der Demonstration in Diyarbakır vom 28. Juni auf. Die Demonstranten marschierten von dort zur Fortsetzung des Solidaritätsprotests zum Taksim-Platz. Dort waren zuvor tausende Polizisten in Stellung gegangen, die die Demonstranten daran hinderten auf den Platz zu gelangen. Die Demonstranten in Istanbul verbanden ihren Protest gegen die Regierung sowohl mit Kritik an der Freilassung des Polizisten, dem die Erschießung von Ethem Sarısülük angelastet wird, als auch an dem Gendarmerieeinsatz in Lice. Laut Euronews wurde die Solidaritätskundgebung tausender Demonstranten in Istanbul von der Polizei „mit brutaler Gewalt“ aufgelöst. Laut dem Auslandrundfunk Deutsche Welle hielt sich die Intervention der Polizei dagegen in Grenzen. Nach anderen Berichten forderte die Polizei die Menschenmenge nach rund zwei Stunden auf sich aufzulösen und drängte die Demonstranten gewaltsam in Seitenstraßen ab, in denen es zu Festnahmen kam, auch von Ausländern. Nach wieder anderen Berichten war nach einigen Stunden der größte Teil der Demonstranten der Aufforderung nachgekommen, die Demonstration zu verlassen. Der Rest sei von der Riot Police mit Schilden und langsam fahrenden Wasserwerfern ohne Einsatz der Wasserkanonen zurückgedrängt worden. Nachdem einige Demonstranten der Aufforderung, sich nach Hause zu begeben, nicht nachgekommen seien, habe die Polizei sie in die Seitenstraßen des Taksimplatzes verfolgt und mehr als zehn festgenommen. Auch habe die Polizei die Zugänge zur Unabhängigkeitsstraße abgeriegelt. Zeugenberichten habe die Polizei auch Plastikgeschosse eingesetzt.
In Ankara und Istanbul setzte die Polizei erneut Tränengas und Gummigeschosse ein. In Ankara setzte die Polizei am 29. Juni Tränengas und Wasserwerfer gegen eine Gruppe von 250 Protestteilnehmern ein, die sich am Kurtuluş-Park in der Nähe der Universität Ankara versammelt und die Tötung von Ethem Sarısülük angeprangert hatten. Demonstranten riefen auch Slogans für den am 28. Juni getöteten Medeni Yıldırım. Die Polizei verfolgte die Gruppe in den Park. Viele unbeteiligte Zuschauer gerieten unter Einwirkung des Gaseinsatzes. Die Gezi-Park-Proteste in Ankara des vorangegangenen Monats zählten zu den durch die Polizei am brutalsten unterdrückten. Spannungen eskalierten auch in der Dikmen-Wohngegend in Ankara, wo Auseinandersetzungen zwischen Polizei und Protestteilnehmern fast jede Nacht ausbrachen.
Auch in Izmir und Antalya protestierten am 29. Juni hunderte Menschen auf den Straßen.
In Diyarbakır kam es am 29. Juni ebenfalls zu Straßenprotesten gegen die Erschießung des ethnisch-kurdischen Demonstranten bei Lice vom vorangegangenen Tag. Bei der Beerdigung Yıldırıms in Diyarbakır am 29. Juni riefen Hunderte Antiregierungsparolen. Der Sarg soll mit PKK-Symbolik ausgestattet worden sein.
Die „Taksim-Solidaritätsgruppe“ veröffentlichte am 29. Juni eine in türkischer Sprache verfasste Pressemitteilung, die die drei zivilen Todesopfer Abdullah Cömert, Mehmet Ayvalıtaş und Ethem Sarısülük namentlich aufführt. Sie hebt hervor, dass Ethem Sarısülük durch die Polizei erschossen worden sei und es nicht akzeptabel sei, dies als Akt der Notwehr zu bezeichnen und den Täter freizulassen. Für die Todesfälle von Abdullah Cömert und Mehmet Ayvalıtaş sei eine Untersuchung nicht durchgeführt worden. Weiterhin zählt die Pressemitteilung die Daten zu den Verwundeten der jüngsten TTB-Verletztenstatistik vom 27. Juni auf. Ferner erklärt sie sich solidarisch mit den Demonstranten aus Lice. Die Protestteilnehmer rief die Taksim-Solidaritätsplattform auf, sich selbst den Staatsanwälten anzuzeigen und Petitionen zu unterschreiben, in denen sie die volle Verantwortung für die Demonstrationen übernahmen.
100 türkische Künstler und Intellektuelle, darunter auch Literatur-Nobelpreisträger Orhan Pamuk, veröffentlichten am Wochenende einen Aufruf, der angesichts der Gewalt bei den Protesten vor einer weiteren Polarisierung der Gesellschaft warnt. Es dürfe keine Unterdrückung oder Diffamierung von Kunst und Künstlern stattfinden. Die als „islamistisch“ eingestuften Zeitung Yeni Akit hatte zuvor eine Namensliste von Künstlern und Intellektuellen veröffentlicht, die den Protest gegen die Regierung unterstützt haben, wie beispielsweise Kıvanç Tatlıtuğ, Zülfü Livaneli, Sezen Aksu, Kenan İmirzalıoğlu, Sertap Erener oder Demet Akalın. Der Zeitschrift wie auch AKP-Politikern wurde vorgeworfen, die betreffenden Personen zur „Zielscheibe“ zu machen. Auch Journalisten wie Ayşe Arman oder Can Ataklı würden in ähnlicher Weise angeprangert.

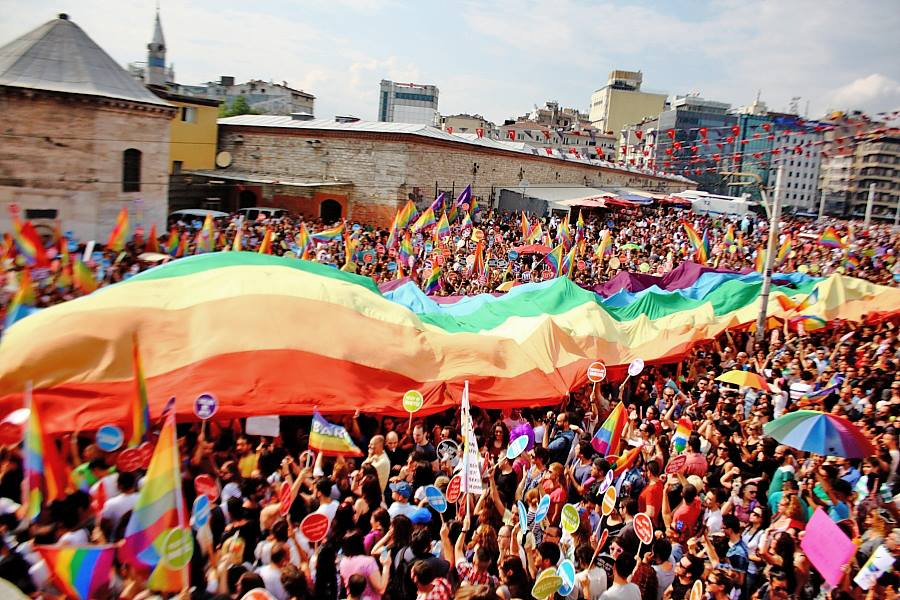
Gay Pride 2013 der LGBT Istanbul am Taksimplatz

Nachdem in Istanbul die türkische Homosexuellen-Organisation „LGBT Istanbul“ zu ihrer alljährlichen Kundgebung „Gay Pride Istanbul“-Marsch aufgerufen hatte, forderten „zehntausende Türken“, darunter neben Homosexuellen auch Bisexuelle und trans Personen, am 30. Juni mit „einer bunten Parade im Zentrum von Istanbul mehr Rechte für Schwule und Lesben“. Die Demonstranten zogen mit Regenbogenfahnen vom Taksim-Platz aus über die İstiklal Caddesi (Unabhängigkeitsstraße), die zentrale Einkaufsstraße Istanbuls; dabei sollen viele gegen die Regierung skandiert haben. Die Polizei hielt sich bei der zwischenfalllosen Veranstaltung zurück, während die Passanten nach Presseberichten kontrovers auf die Demonstration gegen Homophobie reagierten. An der Veranstaltung nahmen mehrere CHP-Abgeordnete teil, ebenso wie die deutschen Politiker Claudia Roth (Grünen-Vorsitzende) und Hakan Taş (Die Linke).
Der Jugendverband der national-religiösen Partei Büyük Birlik Partisi (BBP) hatte zu einer Gegendemonstration aufgerufen, die von der Polizei abgeschirmt wurde, um Übergriffe gegen Mitglieder der „LGBT Istanbul“ zu verhindern.
Am 30. Juni teilten die Provinzbehörden mit, bei dem Vorfall bei Lice vom 28. Juni sei aus den Reihen der Protestteilnehmer das Feuer eröffnet worden. Im Hintergrund der Proteste stünden Drogenschmuggler.
Der als kurdisch-nationalistisch geltende BDP-Politiker und Abgeordnete des türkischen Parlaments, Sırrı Sakık, forderte eine „gewaltsame Unterdrückung“ der regierungskritischen Demonstrationen durch hartes Durchgreifen. Die Proteste seien dazu missbraucht worden, den Friedensprozess zwischen der AKP und der PKK zu behindern. Er vermute einen Putschversuch bestimmter Kreise, denen es über demokratische Wahlverfahren nicht möglich sei die AKP zu besiegen und die daher einen Sturz der AKP-Regierung beabsichtigten, indem sie Rahmenbedingungen für einen Militärputsch vorbereiteten: „Wir glauben, dass sich hinter ihren Forderungen eine böse Absicht versteckt“, so Sakık.

## 1.–5. Juli
In der Nacht auf den 1. Juli kam es in Mersin zu Zusammenstößen zwischen der Polizei und etwa 500 Demonstranten, bei denen die Polizei Tränengas und Wasserwerfer einsetzte. 17 Personen sollen laut Bericht der Hürriyet verletzt worden sein, unter ihnen ein ranghoher Polizeibeamter und zwei Journalisten.
Am 3. Juli wurde bekannt, dass das 1. Verwaltungsgericht in Istanbul die entsprechenden Bebauungspläne bereits am 6. Juni für nichtig hielt. Gegen das Urteil könne Berufung eingelegt werden. Laut Hürriyet habe die Regierung jedoch bereits angekündigt, das Urteil zu respektieren. Am Abend des 3. Juli teilte das Protestbündnis „Taksim-Solidarität“ mit, die Entscheidung des Gerichts zeige, dass der Kampf der Demonstranten gerechtfertigt gewesen sei. Das Bündnis werde sein Engagement fortsetzen.
Das Gericht folgte einem Antrag der Istanbuler Architektenkammer. Eine weitere Begründung des Gerichts war, dass die Bewohner über das Vorhaben nicht ausreichend informiert gewesen seien.
Laut einer Sabah-Meldung vom 4. Juli beabsichtigten türkische Behörden unter Berufung auf offizielle Unterlagen, die linksgerichtete Hacker-Gruppe RedHack unter dem Vorwurf des „virtuellen Terrorismus“ zu verfolgen, da sie über Twitter zu Protesten und Straftaten aufgerufen habe.
Am 5. Juli wurde gemeldet, das Protestbündnis „Taksim-Plattform“ habe für Sonnabend, den 6. Juli, um 18 Uhr zu einer weiteren Demonstration auf dem Taksim-Platz aufgerufen. Dabei solle der von der Polizei gesperrte Gezi-Park „den wahren Besitzern, nämlich jedem“ zurückgegeben werden. Man wolle außerdem der Toten gedenken und gegen Polizeigewalt protestieren.
Auch die anonyme Gruppe RedHack hatte zu Protesten aufgerufen, nachdem sie in den vorangegangenen Wochen die Webseite der Religionsbehörde und eine Datenbank der Istanbuler Verwaltung angegriffen hatte.
Hürriyet Daily News berichtete am 5. Juli über eine dritte Welle von in Zusammenhang mit den Protesten stehenden Festnahmen. Insbesondere in Izmir, darüber hinaus jedoch auch in Istanbul, Manisa und Batman seien Razzien durchgeführt worden, bei denen 15 Menschen festgenommen worden seien. Ihnen werde vorgeworfen, Molotow-Cocktails geworfen und Privateigentum beschädigt zu haben.

## 6. Juli
Am 6. Juli schlugen die Sicherheitskräfte in Istanbul Tausende auf dem Weg zum Taksim-Platz befindliche Demonstranten zurück und gingen am Abend am Rande des Taksim-Platzes wieder massiv mit Wasserwerfern und Tränengasgranaten gegen Tausende bis Zehntausende weitestgehend friedliche Demonstranten vor. So setzte die Polizei auf der zum Taksim-Platz führenden Unabhängigkeitsstraße Wasserwerfer und Tränengas gegen rund 3000 Demonstranten ein, die sich auf dem Taksim-Platz versammeln wollten, und räumte die Einkaufsmeile. Zwei Wasserwerfer rasten dabei in voller Fahrt unter Einsatz ihrer Wasserkanonen auf friedliche Demonstranten zu, die panisch versuchten, sich in Sicherheit zu bringen. Polizeiketten riegelten den Taksim-Platz bereits an den Zufahrtsstraßen ab. Nachdem der Einsatz der Wasserwerfer begonnen hatte, warfen Demonstranten vereinzelt Pflastersteine auf die Sicherheitskräfte. An den direkten Auseinandersetzungen befanden sich nach Angabe der Welt insbesondere junge Angehörige linksgerichteter Aktivistengruppen, von denen einige professionell mit teuren Gasmasken und Bauarbeiter-Helmen ausgerüstet seien. Die Polizei verfolgte Demonstranten auch in kleinere Seitenstraßen der Unabhängigkeitsstraße und anderer Zufahrtsstraßen zum Taksim-Platz. Dort dauerten die Auseinandersetzungen noch Stunden an. Nach Angabe der Welt wurden mit Pressluft verschossene Farbkugeln eingesetzt, die vor Ort als „Gummikugeln“ bezeichnet würden und gefährliche Augenverletzungen hervorrufen könnten. Angaben über Verletzte waren zunächst nicht verfügbar, doch wurde der Einsatz zahlreicher Krankenwagen bekannt. Viele Menschen klagten aufgrund des Tränengaseinsatzes über gereizte Augen und Atemwege. Auch Kinder und Touristen sollen betroffen gewesen sein. Laut der Welt berichteten Krankenhäuser von gebrochenen Nasenbeinen und Frakturen der unteren Extremitäten. In den Seitenstraßen kam es erneut zu zahlreichen Festnahmen.
Amateurvideos zeigen, wie mehrere Männer mit langen machetenartigen Messern willkürlich Demonstranten und Passanten angreifen, die vor dem Tränengaseinsatz der Polizei flüchten. Auf den Bildern sind insbesondere mehrere Macheten-Attacken eines Mannes auf Demonstranten oder Passanten zu erkennen. Die Polizei nahm ihn jedoch nicht fest. Über Soziale Medien wurden, nach der Veröffentlichung des Videos, Name und Adresse des Mannes bekannt.
Demonstranten hielten Kopien des Gerichtsbeschlusses in die Luft, nach dem der Park frei zu betreten sei und die Polizei nicht das Recht hätte, den seit dem 16. Juni gewaltsam geräumten Park geschlossen zu halten. Sie forderten die Polizei auf, die „illegale“ Besetzung des Parkes durch die Staatsmacht zu beenden. Ein oder zwei Tage vor dem geplanten Protest hatte Istanbuls Gouverneur Hüseyin Avni Mutluer erklärt, der Park werde geöffnet, „wenn die Proteste aufhören“. Wenige Stunden vor ihrem Beginn hatte er dann die für den 6. Juli auf dem Taksim-Platz geplante Großkundgebung für illegal erklärt und zudem über Twitter angekündigt, der Gezi-Park werde am 7. Juli oder spätestens am 8. Juli wiedereröffnet.
Im türkischen Parlament kam es zu einem Streit um die Proteste zwischen Abgeordneten der AKP und der Opposition. Dabei erlitt ein AKP-Abgeordneter eine Platzwunde am Kopf.
Der Menschenrechtskommissar des Europarats, Nils Muižnieks, drängte während eines Besuches in Ankara auf eine Untersuchung und angemessene Bestrafung aller polizeilichen Instanzen des exzessiven Gewalteinsatzes.

## 7. Juli
In Kadıköy, auf der asiatischen Seite Istanbuls, kamen Hunderttausende Menschen unter dem Motto 1. Gazdanadam festivali (deutsch etwa: „1. Aus-Gas-gemachter-Mann-Festival“) zusammen, um zu demonstrieren. Der Name der Veranstaltung spielte satirisch auf den Einsatz von Tränengas während der Gezi-Park-Proteste an. Die Veranstaltung wurde von dem TV-Sender Ulusal Kanal live ausgestrahlt. Das Festival wurde etwa um 17:30 Uhr mit dem gemeinsamen Gesang des antifaschistischen Arbeiterkampfliedes Gündoğdu Marşı und dem anschließenden Skandieren der Parole Her Yer Taksim, Her Yer Direniş (Überall ist Taksim, überall ist Widerstand) eingeleitet. Die TV-Aufnahmen des Festivals zeigen ein Meer aus türkischen Republiksflaggen, auf denen das Porträt Atatürks integriert ist. Bereits in der ersten Einstellung der TV-Aufzeichnungen von Ulusal Kanal wird ein Plakat gezeigt, das an die Ermordung des Schriftstellers Uğur Mumcu erinnert. Organisiert wurde das Festival von Nichtregierungsorganisationen und oppositionellen Medien wie den Tageszeitungen Cumhuriyet und Aydınlık oder dem privaten Sender Halk TV. Die linksgerichtete Tageszeitung BirGün und ein LGBT-Verein zogen ihre Unterstützung laut Hürriyet Daily News kurz vor der Veranstaltung mit Hinweis auf „chauvinistische“ Haltung anderer Sponsoren zurück. Die liberal-konservative Zeitung Hürriyet Daily News und CNN-Türk gaben als Anzahl der Festivalteilnehmer lediglich „Tausende“ beziehungsweise 15.000 an. Milliyet berichtete von „Zehntausenden“ Teilnehmern.
70 Fahrradfahrer wollten im Dorf Garipçe gegen den Bau der Yavuz-Sultan-Selim-Brücke protestieren. Sie wurden von der Gendarmerie mit Wasserwerfern daran gehindert.
Im Düsseldorfer Rheinpark kamen am 7. Juli nach Polizeiangaben 25.000 Menschen aus dem ganzen Bundesgebiet sowie aus Nachbarländern zu einer von der Union Europäisch-Türkischer Demokraten (UETD) angemeldeten Großkundgebung für die türkische Regierung zusammen. Als Redner der Kundgebung trat auch der türkische Kulturminister Ömer Çelik auf. Erdoğan sprach per Videobotschaft zu den Teilnehmern. Die Demonstranten schwenkten türkische Flaggen und präsentierten Plakate mit Bildern des Ministerpräsidenten Erdoğan. Eine der Parolen lautete „Wir sind nicht gegen Erdogan! Wir sind für Erdogan!“. An einer Gegenveranstaltung in der Düsseldorfer Innenstadt, zu der unter anderem die Linkspartei aufgerufen hatte, nahmen laut Polizei 400 Menschen teil.
In der taz behauptete Jürgen Gottschlich in seiner „Bilanz der türkischen Proteste“, dass es sich bei den Ereignissen am Taksimplatz und in den angrenzenden Straßen im Stadtteil Beyoğlu am 6. Juli um die erste Anwendung von Polizeigewalt „nach zwei Wochen relativer Ruhe – nur unterbrochen von einer friedlich verlaufenden Schwulen-und-Lesben-Parade -“ gehandelt habe und dass der Tod des jugendlichen kurdischen Demonstranten und die daher in Istanbul organisierten Solidaritätsproteste bereits „14 Tage“ zurücklägen. Als Anzahl der Verletzten „im Zuge der Proteste […] im Juni“ gab die taz zwei Tage später mit Berufung auf die TTB 7500 Personen an, also den Verletztenstand nach den Angaben der TTB vom 14. Juni anstelle des jüngsten verfügbaren Standes vom 27. Juni.

## 8. Juli
Bei der Wiedereröffnung des Gezi-Parks am 8. Juli sagte Istanbuls Gouverneur Hüseyin Avni Mutlu, illegale Versammlungen im Park würden nicht geduldet. Drei Stunden nach der offiziellen Wiedereröffnung wurde der Gezi-Park erneut durch die Polizei geschlossen und das Areal abgeriegelt. Im Fernsehen wurden Livebilder gesendet, die zeigten, wie die Polizei Leute zwang, den Park zu verlassen. Die Entscheidung zur erneuten Schließung des Parks erfolgte, während die Taksim-Plattform für Solidarität Demonstranten unter Berufung auf „ihr verfassungsmäßiges Recht“ nach Artikel 34 der türkischen Verfassung dazu aufrief, am Abend in dem Park zu einem Forum zusammenzukommen. Mutlu warnte, dass jede solche Versammlung von der Polizei unterbunden werden würde. Am Taksim-Platz hielten sich nach der Eröffnung des Gezi-Parks Sicherheitskräfte und Wasserwerfer für mögliche Proteste bereit und sperrten weite Teile des Platzes ab. Die Demonstranten versammelten sich an dessen Rand und skandierten: „Überall ist Taksim, überall ist Widerstand.“ Die Sicherheitskräfte setzten Wasserwerfer und Tränengas ein, um Demonstranten auseinanderzutreiben. Einige Demonstranten errichteten Barrikaden auf der Unabhängigkeitsstraße und bewarfen Wasserwerfer mit Flaschen und Steinen. Augenzeugenberichten zufolge wurde die Polizei aus den Reihen der Demonstranten vereinzelt mit Steinschleudern beschossen und rund 1000 Demonstranten versuchten, zum Taksim-Platz und in den benachbarten Gezi-Park zu gelangen. Am Abend wurden neben Wasserwerfern und Tränengas auch Plastikgeschosse gegen die Demonstranten verwendet. Während der Demonstration in Istanbul wurden Journalisten von der Polizei bedroht, indem mit einem Tränengasgewehr auf sie gezielt wurde und sie laut aufgefordert wurden, das Filmen zu unterlassen. Nachdem es Angriffe auf Demonstranten von Personen mit Holzstöcken und Beilen gegeben hatte, schoss ein Mann in Zivil mehrmals in die Luft. Ein Passant, der leere Patronenhülsen aufgesammelt und der Polizei übergeben hatte, wurde festgenommen.
Die türkische Presse berichtete, dass ein 17-jähriger Gymnasiast von einer Tränengaspatrone der Polizei am Kopf getroffen worden sei und infolgedessen eine schwere Verletzung mit Gehirnblutung erlitten habe. Die TTB-Verletztenstatistik vom 11. Juli bestätigte die lebensgefährliche Kopfverletzung von Mustafa Ali Tombul, für den sie ein Alter von 16 Jahren angibt, durch einen „Gas-Kanister“. Zuvor hatte der Vorsitzende der TTB, Ahmet Özdemir Aktan, angegeben, die Polizei habe am 8. Juli Gummigeschosse eingesetzt. Er bestätigte, dass der Junge eine schwere Kopfverletzung erlitten habe. Er bezeichnete Mutlu als „verwirrt“, da dieser die Bürger in den Gezi-Park eingeladen habe, worauf sie erneut auf Gasbomben, Gummigeschosse und Wasserwerfer getroffen seien. Nach Angaben der Protestbewegung soll eine Person durch den Strahl eines Wasserwerfers am Kopf schwer verletzt worden sein. Die Verletztenstatistik der TTB gibt für die Ereignisse vom 7. bis zum 8. Juli in Istanbul an, dass mindestens 80 Personen Verletzungen durch Einwirkung von Tränengas und Weichteilverletzungen durch Gas-Kanister erlitten haben. Zudem sei der medizinische Raum der TMMOB angegriffen worden.
Im türkischen Parlament wurde eine Person, die Demonstranten mit einer „Machte“ angegriffen hatte und nach ihrer Festnahme vom Gericht auf freien Fuß gesetzt worden war, vom AKP-Abgeordneten İdris Şahin verteidigt. Şahin sagte, die Vorgehensweise des Mannes sei rechtens gewesen. Abgeordnete der CHP und MHP protestierten daraufhin gegen die ihrer Ansicht nach gewaltverherrlichenden Worte Şahins. Der Vorsitzende der Anwaltskammer Istanbul, Ümit Kocasakal, protestierte dagegen, dass die Polizei untätig beobachtet habe, wie Personen mit „Macheten“ Passanten angegriffen hätten, und dass dies ohne juristische Folgen geblieben sei. Auch kritisierte er, dass dazu keine Erklärung von dem Gouverneur abgegeben wurde. Kocasakal machte Erdoğan als türkischen Ministerpräsidenten persönlich dafür verantwortlich.
Mehr als 80 Personen sind nach Angaben der Protestbewegung bei den Demonstrationen auf der Unabhängigkeitsstraße von der Polizei festgenommen worden.
Die Türkische Menschenrechtsstiftung TİHV gab bekannt, dass zum wiederholten Male Polizisten die Kennungsnummern an ihren Helmen unkenntlich gemacht haben. Weiter berichtete sie, dass 13 Journalisten tätlich angegriffen und zwei festgenommen wurden.
Vor der Kammer der Maschinenbauingenieure in Beyoğlu wurde eine Pressekonferenz der von Berufsgruppenvertretern gegründeten Taksim-Solidarität (Taksim Dayanışması) von der Polizei gestört. Der dort anwesende Provinz-Vorsitzende der CHP, Oğuz Kaan Salıcı, legte gegenüber der Polizei Protest gegen die seiner Ansicht nach unrechtmäßige Gewaltanwendung der Polizei ein, wurde jedoch laut Hürriyet grob von der Polizei zurückgewiesen.
Bei der Abschlusszeremonie der Technischen Universität von Istanbul kam es im Stadion der Technischen Universität Istanbul im Stadtteil Maslak zu Gezi-Protesten der Absolventen, Angehörigen und Lehrkräfte der Universität sowie zu einer Gegendemonstration von 50 Personen, die Pro-Erdoğan-Slogans riefen. Dabei kam es zu einem Streit der zwei Gruppen, der durch die privaten Sicherheitskräfte der Universität wieder befriedet werden konnte.

## 9. Juli
Nach den nächtlichen Zusammenstößen zwischen Polizei und Demonstranten wurde der Gezi-Park am 9. Juli wieder geöffnet. Am Taksim-Platz standen am Morgen erneut Wasserwerfer und Polizisten in Bereitschaft.
Während die Istanbuler Stadtgemeinde Beyoğlu am Taksim-Platz für das abendliche Ramadan-Fastenbrechen (Iftar) die alljährliche Iftar-Tafel mit rund 1500 Plätzen zur Speisung anbot, wurde nach einem Aufruf der Antikapitalistischen Muslime und Revolutionären Muslime aus Protest gegen die Regierung auf der Unabhängigkeitsstraße eine rund 500 Meter lange Speisetafel auf dem Boden errichtet, die bis zum Taksim-Platz führte. Hunderte Protestteilnehmer nahmen dort das Iftar-Mahl ein und skandierten Protest-Slogans gegen Erdoğan und die AKP. Die Polizei hielt dort anfänglich mit Wasserwerfern Bereitschaft, zog sich später zurück, hielt sich aber weiterhin in der Nähe bereit. Nach dem Essen zogen Hunderte Menschen in den Gezi-Park, um dort zu demonstrieren. Dabei kam es erneut zu Zusammenstößen mit der Polizei. Es wurden 50 Mitglieder der Taksim-Solidaritätsplattform festgenommen.
Erdoğan ernannte am 9. Juli Yiğit Bulut zu seinem neuen Chefberater. Bulut wird vorgeworfen, Verschwörungstheorien zu verbreiten. Die Medienexpertin Aslı Tunç sprach daher von einem „besorgniserregenden und gefährlichen Schritt“.

## 10. Juli
In der Zeit vom 27. Juni bis zum frühen Abend des 10. Juli wurden in Istanbul nach Angaben der TTB 80 weitere Personen verletzt, eine davon mit einer schweren Kopfverletzung. Die Gesamtanzahl der Verletzten stieg damit auf mindestens 8121. Die Statistik machte allerdings beispielsweise keine Angaben über weitere Verletzte aus Mersin, wie sie für die Nacht auf den 1. Juli in der Presse gemeldet worden waren.
Der 19-jährige Student Ali İsmail Korkmaz erlag am Morgen des 10. Juli Verletzungen, die er am 2. Juni in Eskişehir während der Proteste im Zusammenhang mit den Gezi-Park-Demonstrationen erlitten hatte.
In Antakya kam es zu Demonstrationen anlässlich des Todes von Ali İsmail Korkmaz, bei denen die Polizei Tränengas und Gummigeschosse eingesetzt haben soll. Laut der linksgerichteten SoL sollen in Antakya in der Nacht auf den 11. Juli mindestens 10 Personen durch die Polizei verletzt worden sein, drei davon schwer. Eine Person soll durch eine Gasgranate am Kopf getroffen worden sein.
Auch in Istanbul-Kadıköy kam es zu Demonstrationen mit Rücktrittsforderungen Erdoğans anlässlich des Todes von Ali İsmail Korkmaz. Nach Angaben der SoL nahmen Zehntausende Menschen in der Nacht auf den 11. Juli an den Demonstrationen in Kadıköy teil. Sie hielten ein Protestband mit dem Schriftzug „Wir haben unseren Bruder Ali verloren, ihr wisst gut, wer der Mörder ist“ und skandierten: „Überall ist Taksim, überall ist Widerstand!“. Auf dem Taksim-Platz in Istanbul demonstrierten Regierungsgegner am Abend des 10. Juli und hielten Bilder der Demonstranten hoch, die während der Proteste in den vergangenen Wochen getötet worden waren.
In Eskişehir, wo Ali İsmail Korkmaz studiert hatte und wo der Angriff stattgefunden hatte, der seinen Tod verursacht hatte, fand eine Gedenkfeier für ihn statt. Leute zündeten Kerzen an und legten Nelken nieder, wo Korkmau niedergeschlagen worden war, ohne dass die Polizei eingegriffen hatte.
Die Freilassung des Mannes, der nach Videoaufnahmen am 6. Juli ein machetenartiges Messer geschwungen und eine Frau mit der flachen Seite der Klinge geschlagen haben soll und der trotz der Anwesenheit von Polizisten während der Tat erst nach öffentlicher Empörung bei Veröffentlichung des Videomaterials in den Medien in Polizeigewahrsam genommen worden war, führte zu einer zweiten öffentlichen Entrüstung.
Seiner Freilassung durch das 33. Zivilgericht folgte am 10. Juli ein ähnlicher Vorfall in der Dikmenstraße in Ankara, bei dem Demonstranten von einer Gruppe mit Macheten angegriffen wurden. Die Demonstranten hatten an einem Protestzug teilgenommen, der anlässlich des Todes von Ali İsmail Korkmaz stattfand, dessen mutmaßliche Mörder noch immer nicht identifiziert worden waren, obwohl Korkmaz bereits 39 Tage zuvor auf die Intensivstation eingewiesen worden war. Die Polizei errichtete Barrikaden, um die Protestteilnehmer davon abzuhalten zum Kızılay-Platz in Ankara zu marschieren, wo am 1. Juni Ethem Sarısülük von einem Polizisten erschossen worden war. Als die Straße für den Verkehr gesperrt worden war, stiegen einige Leute mit Macheten aus ihren Wagen aus und griffen Demonstranten an. Der Umstand, dass die Polizei die Machetenangreifer nicht aufhielt, löste Streit aus.
Mit Wasserwerfern, Plastikgeschossen und Tränengas löste die Polizei eine andere Demonstration auf, die in der Kennedystraße in Ankara anlässlich des Todes von Ali stattfand. Vier Personen sollen dort durch den Polizeieinsatz verletzt worden sein.
Nach Presseberichten vom 10. Juli hat das türkische Parlament mittlerweile ein Gesetz verabschiedet, das der Architektenkammer zukünftig die Mitsprache an Bauprojekten untersagt. Das Parlament beschloss am Abend des 9. Juli mit den Stimmen der AKP in einer Nachtsitzung eine deutliche Beschneidung der Rechte der Berufsverbände. Die Maßnahme wurde als strafende Reaktion der AKP darauf gewertet, dass die türkischen Architekten- und Ingenieurskammern zu den größten Kritikern der Bebauung des Gezi-Parks gehörten. Ihr Dachverband TMMOB hatte sich zuvor mehrmals gegen die Pläne für das Gelände am Taksim-Platz gestellt. Nach dem neuen Gesetz hat das Ministerium für Umwelt und Stadtentwicklung bei zukünftigen Stadtplanungsprojekten die alleinige Oberhoheit, während die TMMOB keine Mitsprache mehr bekommt. Der Fraktionsvize Mustafa Elitaş von der AKP begründete die Neuregelung damit, dass die TMMOB in der Vergangenheit ohne rechtliche Grundlage gehandelt habe. In Ankara organisierten Mitglieder der TMMOB eine Demonstration gegen das neue Gesetz. Ein Sprecher Štefan Füles, des EU-Kommissars für Erweiterung, drückte Besorgnis über die Verhaftungen von Mitgliedern der Gezi-Park-Protest-Gruppe Taksim-Solidarität aus.

## 11. Juli
Der Leichnam von Ali İsmail Korkmaz wurde in Eskişehir von 5000 Menschen mit Nelken bedacht und in Begleitung eines Konvois von Tausenden in die Heimatstadt des Verstorbenen, nach Antakya, gebracht.
In Antakya waren rund 8000 Menschen am 11. Juli bei der Bestattungsfeier vor dem Haus der Familie Korkmaz anwesend. Die Mütter von Ethem Sarısülük and Abdullah Cömert, die ebenfalls als Opfer der Polizeigewalt während der Gezi-Park-Proteste galten, nahmen an der Beerdigung an der Seite der Mutter von Korkmaz teil. Güngör Azim Turan, der Gouverneur von Eskişehir, gab eine schriftliche Stellungnahme heraus, in der es hieß, dass die Beschuldigungen, nach denen es sich bei der Gruppe von Tätern, die Korkmaz geschlagen hatten, um verdeckt arbeitende Polizisten gehandelt habe, nicht verifiziert wurden und dass einige Gruppen ihre eigenen „Freunde“ verletzt haben könnten, um die Polizei dafür zu beschuldigen. Nachdem der Leichnam bei der stark besuchten Beerdigung in der Heimatstadt von Ali İsmail Korkmaz bestattet worden war, intervenierte die Polizei gegen fast 3000 Menschen, die kurz nach der Bestattung gegen die mutmaßliche Ermordung von Korkmaz protestiert hatten. Protestteilnehmer errichteten eine Barrikade, um sich der Polizeiintervention zu widersetzen, doch die Polizei reagierte erneut mit Tränengas, Wasserwerfern und Plastikgeschossen. Sie wurde von in der Nähe der Proteste bereitstehender Gendarmerie unterstützt. Eine Gruppe reagierte auf die Intervention der Polizei mit dem Werfen von Steinen und verletzte einen Polizisten.
Vor dem Justizpalast im Zentrum Istanbuls forderten rund 200 Demonstranten am Morgen des 11. Juli die Freilassung von 88 Aktivisten, die am Abend des 8. Juli bei dem Versuch festgenommen worden waren, mit Tausenden Menschen demonstrativ durch den Gezi-Park zu ziehen. Die Istanbuler Spezialstaatsanwaltschaft wollte entscheiden, ob die Festgenommenen vom Polizeigewahrsam in Untersuchungshaft überführt werden oder freikommen. Unter ihnen befanden sich wichtige Persönlichkeiten der Taksim-Solidarität, das ein Netzwerk von mehr als hundert Organisationen bildete. Nach Angabe von Cem Tüzün, einem Gründungsmitglied des Taksim-Solidaritätsnetzwerks, soll unmittelbar nach den Festnahmen eine Verhaftungswelle angelaufen sein. Die Polizei habe die Wohnungen führender Vertreter des Taksim-Solidaritätsnetzwerks durchsucht, so auch von Ali Çerkezoğlu, dem Generalsekretär der Istanbuler Ärztekammer, und von Mücella Yapıcı, der 62-jährigen Sprecherin der Istanbuler Architektenkammer.
Ein Staatsanwalt Istanbuls forderte die Inhaftierung von weiteren zwölf führenden Mitgliedern des Taksim-Solidarität-Netzwerkes. Nach Angabe der Nachrichtenagentur Anadolu warf die Strafverfolgungsbehörde fünf Aktivisten – darunter auch Mücella Yapıcı – vor, eine kriminelle Organisation gegründet, junge Menschen aufgewiegelt und die landesweite Protestbewegung über Facebook und Twitter organisiert zu haben. Weitere sieben Personen hätten Widerstand gegen die Polizei geleistet und Gasmasken sowie anderes „verdächtiges Material“ besessen. Die Taksim-Gruppe habe für längere Zeit einen öffentlichen Platz besetzt und mit ihren Protestaktionen die öffentliche Ordnung und den sozialen Frieden gefährdet.
Einige tausend Menschen zogen in Istanbul vom Taksim-Platz zum Gezi-Park, riefen „Polizei-Mörder“ und trugen große Fotos mit dem Porträt von Ali İsmail Korkmaz. Im Gezi-Park richteten sie eine Art Schrein für ihn mit improvisierten Grabsteinen und Grablichtern ein.
Am Abend des 11. Juli griff eine Gruppe mit Macheten Demonstranten an, die an einem abendlichen Forum im Stadtteil Kocamustafapaşa in Istanbuls Bezirk Fatih teilnahmen. Die Machetenangreifer drohten angeblich den Forumteilnehmern sie alle zu töten, wenn sie sich erneut versammeln würden.

## 12.–14. Juli
Über das ganze Wochenende ereigneten sich in Istanbul, Ankara und Antakya erneut „heftige Szenen entfesselter Polizeigewalt gegen regierungskritische Demonstranten“. Die Proteste fanden anlässlich der Festnahmen führender Mitglieder der Taksim-Plattform Bürgerbewegung und der Beerdigung des verstorbenen Demonstranten Ali Ismail Korkmaz statt.
In Ankara brachte die Polizei am Abend und in der Nacht des 12. Juli erneut Tränengas und Wasserwerfer zum Einsatz, um die Protesten auf der Kennedystraße und dem Atatürk-Boulevard niederzuhalten. Die Polizei verfolgte die Demonstranten in die Seitenstraßen des Kavaklıdere-Bezirks.
Auch in Antakya und Eskişehir wurde am 12. Juli zum wiederholten Male wegen Ali İsmail Korkmaz demonstriert. Die Demonstrationen wurden erneut mit Wasserwerfern und Tränengas aufgelöst.
In Istanbul wurde am 12. Juli auf dem Galatasaray-Platz auf Einladung der Taksim-Solidarität hin gegen die Tötung von Ali İsmail Korkmaz, gegen die neue Gesetzgebung bezüglich der Architektenkammer und gegen die Verhaftung von Protestteilnehmern demonstriert. Die Demonstrationen wurden mit Wasserwerfern und Tränengas aufgelöst.
In Antakya sollte ein Tränengaseinsatz viele Personen verletzt haben. Neben Dutzenden Demonstranten sollen auch zwei Polizisten und ein Soldat Berichten zufolge verletzt worden sein. Eine Person erlitt eine lebensgefährliche Kopfverletzung durch eine Tränengasgranate, überlebte die Verletzung aber durch Behandlung auf der Intensivstation. und schwer verletzt worden sein. Die Polizei war am Abend des 12. Juli in den Stadtteil Armutlu in Antakya eingerückt, um zu versuchen, die Gezi-Park-Demonstranten daran zu hindern, an den Ort zu marschieren, wo Korkmaz Abdullah Cömert Anfang Juni getötet worden war. Armutlu erlebte bereits die dritte Nacht der Gewalt in Folge. Augenzeugenberichten nach war die Polizeiintervention die bislang härteste. Berichten zufolge waren Riot Police, Wasserwerfer und eine Anzahl von Polizisten in Zivil zum Einsatz gekommen.
In der Presse erschienen Bilder am 12. Juli von einer Überwachungskamera, die Szenen von dem Vorfall zeigen, bei dem Ali İsmail Korkmaz von mehreren Tätern angegriffen und tödlich verletzt worden war. Nach entsprechenden Presseberichten und Äußerungen des Anwalts der Familie Korkmaz bestritten Regierung und Polizei, in das Verschwinden von Filmmaterial aus Überwachungskameras involviert zu sein. Der AKP-Sprecher Hüseyin Çelik beschuldigte die Presse der Desinformation. In der deutschen Presse wurde berichtet, es sei auf Videoaufnahmen zu sehen, wie Korkmaz „zwischen eine Polizeikette und zivile Schläger geriet“. Es wurde als ungeklärt bezeichnet, „ob es sich um Zivilpolizei oder islamistische Unterstützer Erdogans gehandelt“ habe. Von Bildern aus einer Hotelkamera, „die den Sachverhalt hätten klären können“, werde behauptet, sie seien „verloren gegangen“.
Der Basketballnationalspieler Cenk Akyol gab am 12. Juli bekannt, dass er trotz vorangegangener gegenteiliger Versicherung des Trainers aufgrund seiner Haltung zu den Gezi-Protesten nicht mehr Mitglied der Nationalauswahl sei. Den Angaben Akyols zufolge hätten die Trainer ihm gegenüber den Staat als Urheber der Entscheidung angegeben.
Bei einer Rede in Bingöl bezeichnete Erdoğan die Gezi-Park-Demonstranten als Provokateure und Putschunterstützer.
In den Städten Istanbul, Ankara und Antakya ging die Polizei am Abend des 13. Juli mit brachialer Gewalt gegen die Demonstranten vor. In Istanbul verfolgte die Polizei wie schon in den Tagen zuvor zahlreiche Demonstranten auch in Seitenstraßen rund um den Taksimplatz und schoss dabei Tränengasgranaten in Kneipen. Erneut wurden auch viele Touristen in Mitleidenschaft gezogen. Bei der gewaltsamen Auflösung der Proteste setzte die Polizei in Istanbul, Ankara und Antakya offenbar Wasserwerfer, Reizgas und Plastikgeschosse ein. Nach Angaben von Aktivisten in sozialen Netzwerken gab es zahlreiche Verletzte.
In Antakya wurde am 13. Juli für Abdullah Cömert ein Trauermarsch zum 40. Tag nach seinem Tod abgehalten. Die Polizei intervenierte laut dem türkischen Internet-Nachrichtenportal Gerçek Gündem mit brutaler Härte. Es kam zu 20 Verletzten, darunter auch ein Schwerverletzter. Anwohner auf den Balkonen protestierten gegen das Vorgehen der Polizei und warfen Möbel auf die Straße, um Demonstranten die Errichtung von Barrikaden zu ermöglichen. Wasserwerfer spritzten daraufhin auf Balkone, und ein Gebäude, dessen drittes Geschoss mit einem Tränengasgewehr beschossen wurde, geriet in Brand, woraufhin die Einwohner evakuiert werden mussten. Während der Polizeiaktion wurde dem Stadtviertel Armutlu die Stromversorgung gekappt.
Im Stadion TT Arena, in dem am 13. Juli das U-20-Fußball-Weltmeisterschafts-Finale zwischen den Nationalmannschaften Frankreichs und Uruguays abgehalten wurde, kam es zum Protest der Zuschauer gegen den Sport-Minister Suat Kılıç und den Präsidenten der türkischen Fußball-Föderation. Dabei wurde „Überall ist Taksim, überall ist Widerstand!“ und „Es reicht, Yıldırım Demirören!“ skandiert.
Am 12. Juli wurde in türkischen Medien gemeldet, dass der Mann, der gestanden hatte, am 6. Juli Taksim-Demonstranten mit einer „Machete“ angegriffen zu haben, nach seiner Entlassung am 8. Juli angeblich nach Marokko geflüchtet sein solle, während seit dem 11. Juli ein Haftbefehl für ihn vorgelegen habe. Er war aus dem Polizeigewahrsam mit der Begründung freigesetzt worden, es bestehe keine Fluchtgefahr. Nachdem der Staatsanwalt am 9. Juli – zwei Tage nach der Gerichtsentscheidung – Einspruch gegen seine Freilassung erhoben hatte, war der Angeklagte, dessen Frau marokkanische Staatsbürgerin ist, am 10. Juli nach Marokko geflogen. Verantwortliche Stellen der Polizei gaben bekannt, dass gegen den Angeklagten kein Gerichtsbeschluss vorgelegen habe, der seine Kontrolle gefordert oder ihm die Ausreise verboten hätte. Ein Haftbefehl habe zum Zeitpunkt seiner Ausreise nicht vorgelegen. Der Rechtsanwalt des Täters gab an, sein Mandant sei nicht geflohen, sondern lediglich aus familiären Gründen befristet nach Marokko gereist. Auf Anraten des Anwalts werde sein Mandant bis zum 19. Juli in die Türkei zurückkehren. Die öffentliche Empörung über die in den Videos sichtbare Tatenlosigkeit der Polizei bei seinem Angriff auf Demonstranten oder Passanten wurde durch seine Aussagen vor Gericht noch gemehrt, wo er angab, sein Geschäft sei durch die Gezi-Park-Proteste geschädigt worden und die letzte Demonstration habe ihn wütend gemacht.
Nachdem die Polizei bei der Kundgebung von mehreren tausend Regierungsgegnern vor dem französischsprachigen Gymnasium im Stadtteil Galatasaray nicht eingeschritten war, wollte sich ein Teil der Demonstranten zum Taksim-Platz begeben, worauf die Polizei intervenierte. Sie ging gewaltsam mit Reizgas, Wasserwerfern und Plastikgeschossen gegen etwa 500 bis 1000 Demonstranten vor, die versuchten, auf den Taksim-Platz zu gelangen. Insbesondere in der Unabhängigkeitsstraße wurde intensiv Tränengas eingesetzt. Demonstranten und viele Touristen flohen aus dem vor allem an Wochenenden mit seinen Restaurants und Bars beliebten Bereich rund um den Taksim-Platz in die Seitenstraßen. Ein türkischer Fernsehsender veröffentlichte Fotos auf Facebook, die mit Holzknüppeln bewaffnete Männer zeigen, die in der Nähe des Taksim-Platzes Journalisten und Demonstranten angriffen. Dabei habe es sich vermutlich um Unterstützer Erdoğans gehandelt. Fernsehbilder sollen gezeigt haben, wie Männer mit Schlagstöcken auf der Unabhängigkeitsstraße in Istanbul Demonstranten und Journalisten angriffen. In der deutschen Presse wurde von „Schlägertrupps“ gesprochen und mit den Ereignissen der vorangegangenen Woche verglichen, als Passanten in Istanbul und Ankara von Männern mit Macheten angegriffen wurden und die Polizei bei diesen Attacken untätig zugesehen hatte. Anlass für die Demonstrationen sei die vorübergehende Festnahme prominenter Aktivisten gewesen, die wegen Gründung einer terroristischen Vereinigung vor Gericht gestellt werden sollten. Nach ihrer Freilassung berichteten Aktivisten von Misshandlungen durch die Polizei. Mücella Yapıcı, Präsidentin der Istanbuler Architektenkammer, gab an, man habe sie in der Untersuchungshaft einer demütigenden Leibesvisitation unterzogen und die Polizei habe ihr wichtige Medikamente erst nach Stunden zurückgegeben.
In Ankara mussten allein bei einem Polizeieinsatz am kleinen und von den Demonstranten als Stützpunkt genutzten Kuğulu-Park etwa 100 verletzte Demonstranten behandelt werden. Über Twitter baten Demonstranten darum, Notärzte zur medizinischen Hilfe in den Park zu entsenden. Der 35-jährige Aydın Ay wurde in Ankara-Dikmen in der Nacht des 14. Juli von einer Tränengasgranate verletzt und schwebte seitdem mit einer Gehirnblutung in Lebensgefahr.
Ein ähnliches Bild soll sich in Antakya, dem Heimatort von Ali Ismail Korkmaz, geboten haben.
Einsatzkräfte nahmen in der ganzen Türkei zahlreiche Demonstranten fest.
In der deutschsprachigen Presse wurde berichtet, dass „immer häufiger“ bei Demonstrationen „zivile Schläger“ erschienen, die mit Messern und Knüppeln bewaffnet Demonstranten angriffen, während die Polizei sie „gewähren“ lasse. Laut taz berichte auch die dem religiösen Lager als zugehörig eingestufte Zeitung Sundays Zaman daher inzwischen, dass sich Verhältnisse, wie sie in der Türkei in den 1990er Jahren geherrscht hatten, entwickeln könnten, als der türkische Staat im Kampf gegen die PKK auch mit der organisierten Kriminalität zusammenarbeitete, um Angehörige der PKK zu töten. Die Badische Zeitung verglich die Situation bereits mit dem bürgerkriegsähnlichen Chaos Ende der 1970er Jahre, als sich „rechts- und linksextreme Gruppen blutige Kämpfe in den türkischen Städten“ lieferten sowie mit den 1980er und 1990er Jahren, als von einem „tiefer Staat“ gesprochen wurde, in dem meist in Verbindung zu staatlichen Sicherheitsorganen und Geheimdiensten stehende paramilitärische Gruppen und Geheimbünde gegen kurdische Aktivisten und linke Bürgerrechtler tätig wurden und es zu hunderten von Entführungen und zu tausenden von politisch motivierten Morden kam.
Die Expertengruppe, die den Tod von Ali İsmail Korkmaz untersuchte, sei zu dem Schluss gekommen, so die Badische Zeitung, dass derartige Verbindungen auch während der Gezi-Park-Proteste wieder zu existieren schienen. Der Bericht einer Expertengruppe, die den Tod von Ali İsmail Korkmaz untersuchte, der in Eskişehir von mehreren Männern mit Baseballschlägern angegriffen und zusammengeprügelt worden sein soll, kam zu dem Ergebnis, dass in den Kameraaufzeichnungen von Sicherheitskameras, die die Prügelattacke zu Teilen aufgezeichnet hatten, entscheidende Szenen fehlten. Bei den Angreifern mit den Baseball-Schlägern handelte es sich nach dem Urteil des Expertenberichts vermutlich „um Polizisten in Zivil oder Zivilisten, die im Einvernehmen mit der Polizei handelten“. Die türkische Polizei bestritt jedoch Vorwürfe, die Aufnahmen der Überwachungskameras manipuliert zu haben.

## 15. Juli
Am 15. Juli wurde ein 33-jähriger Busfahrer festgenommen, dem vorgeworfen wurde, in die Tötung von Ali İsmail Korkmaz verstrickt zu sein. Noch am selben Tag wurde er vom Gericht in Eskişehir unter der Auflage auf freien Fuß gesetzt, sich einmal wöchentlich zu melden und das Land nicht zu verlassen. Zuvor hatte er alle Beschuldigungen einer Verwicklung abgestritten.
Die öffentliche Debatte in der Türkei wurde seit Tagen von dem Todesfall Ali İsmail Korkmaz’ bestimmt. Mit landesweiten Demonstrationen wurde gegen die Tötung und die Art der Ermittlungen protestiert.
Im Zeitraum vom Abend des 10. Juli bis zum Abend des 15. Juli registrierte die TTB 40 weitere Verletzte in Antakya sowie zwei weitere in Ankara. Die Anzahl der Schwerverletzten erhöhte sich in beiden Städten jeweils um eine Person. Die schwerverletzte Person in Ankara schwebte in Lebensgefahr, nachdem sie in der Nacht des 14. Juli von einer Tränengasgranate am Kopf getroffen worden und eine Gehirnblutung eingetreten war.

## 16.–20. Juli
In Istanbul nahmen Anti-Terror-Einheiten der Polizei in zeitgleichen Razzien in angeblich 104 Wohnungen und Wohnheime insgesamt 30 Personen fest, die auf Grundlage der Anti-Terror-Gesetzes angeklagt werden sollen, im Zusammenhang mit den Massenprotesten an „provokativen Aktionen“ beteiligt gewesen sein. Bei den Inhaftierten handelte es sich vornehmlich um Studenten. Sie sollen Mitglieder der kemalistischen TGB, der linken Jugendorganisation Genç Umut, der Studenten-Kollektive und der Volksbefreiungs-Partei (HKP) sein. Die Anti-Terror-Gesetze hatten laut Amnesty International dazu geführt, dass Gerichtsverhandlungen unter unfairen Konditionen stattfanden. Beispielsweise konnte sich Untersuchungshaft bereits auf eine Dauer von bis zu fünf Jahren erstrecken.
In Antakya-Armutlu kam es zu Auseinandersetzungen zwischen Demonstranten, die an die Toten der Taksim-Gezi-Park-Proteste erinnern wollten, und der Polizei. Die Polizei setzte Tränengas und Wasserwerfer ein.
Einer Pressemeldung vom 19. Juli zufolge kam es vor dem Justizpalast in Istanbul Çağlayan (gelegen im Stadtteil Şişli) zu einer Demonstration gegen die Festnahmen der letzten Tage.
In Istanbul verhinderte die Polizei am 20. Juli (einem Samstag) gewaltsam eine Hochzeitsfeier am Gezi-Park und trieb rund 1000 Menschen auseinander, die nahe dem Gezi-Park die Hochzeit der zwei Demonstranten feiern wollten. Nach einigen Medienberichten soll die Polizei dabei Tränengas, Plastikgeschosse und Wasserwerfer eingesetzt haben. Dem Wasser soll eine schwere Reizungen hervorrufende Substanz, möglicherweise Tränengas, beigemischt gewesen sein. Laut taz handelte es sich bei der nach Angabe von Betroffenen von der Polizei teilweise wieder dem Wasser beigemengten Substanz um ätzende Chemikalien, die zu Atemnot und Hautverbrennungen führen sollen. Medienberichten zufolge sollte die Zumengung der Substanz möglicherweise „auf Knopfdruck“ durch den Wasserwerferpiloten regulierbar sein. Andere Berichte sprachen von Wasserwerfer-, Schlagstock- und Tränengas-Einsatz durch die Polizei. Das Paar war in der türkischen Presse als „die Liebesgeschichte des Aufstands“ gefeiert worden und hatte öffentlich alle „çapulcu“ zu ihrer Hochzeitsfeier an dem symbolischen Ort der Protestbewegung eingeladen. Laut Medienberichten kam es zu Verletzten und Festnahmen.

## 22. Juli
Am 22. Juli hob ein Regional-Verwaltungsgericht in Istanbul den Baustopp für den Gezi-Park auf und entsprach mit der Entscheidung dem Einspruch der Regierung seitens des Kultur- und Tourismusministeriums. Ein Anwalt der Projektgegner teilte jedoch über die Medien mit, die neue Entscheidung werde keine konkrete Folgen haben, da das für das Projekt nötige Planungsverfahren von zwei Istanbuler Verwaltungsgerichten für suspendiert erklärt wurde und das Regionalgericht nicht zuständig sei. Kurz zuvor war ein Baustopp über die Arbeiten an der dritten Bosporusbrücke in Istanbul verhängt worden, nachdem bekannt wurde, dass der Bau an anderer als der geplanten Stelle begonnen und rund 200.000 Bäume illegal gefällt worden waren.

## 26. Juli
Familienangehörige der fünf verstorbenen Demonstranten, von denen vier während der Gezi-Park-Proteste und der fünfte bei den Protesten in Lice getötet worden waren, kamen am 26. Juli im Parlament zusammen, um Gerechtigkeit einzufordern.

## 28.–31. Juli
Im Gezi-Park schritten seit Tagen Polizeikräfte unverzüglich bei verschiedenen Gelegenheiten ein, während die Behörden den Park in den vorangegangenen Wochen mehrmals öffneten und wieder schlossen.
Am 28. Juli evakuierte die Polizei den Park, als eine Gruppe ein Iftar-Mahl zum gemeinsamen Fastenbrechens organisieren wollte, und nahm mehrere Personen fest, die teils wieder entlassen und teils vor Gericht gestellt wurden.
Bei einer Reihe morgendlicher und von Anti-Terror-Einheiten aus Ankara geführten Razzien in Izmir, Samsun, Mersin and Tunceli wurden mindestens neun Personen festgenommen. In Hatay wurden fünf weitere wegen „Teilnahme an illegalen Demonstrationen für terroristische Organisationen“ festgenommen.
Vizeministerpräsident Bülent Arınç gab über den staatlichen Fernsehsender TRT am 29. Juli bekannt, es lägen Informationen über verschiedene geplante Demonstrationen in den nächsten Tagen vor, die etwa Sportereignisse oder den Schulbeginn im Herbst als Vorwand nehmen könnten. Diese könnten nicht erlaubt werden. Zukünftige Demonstrationen könnten versuchen, die öffentliche Sphäre vor den Regionalwahlen zu trüben und Angst und Sorge bei jedermann zu verbreiten.
Am 30. Juli wurden insgesamt 17 Leute im Gezi-Park festgenommen, nachdem Gewerkschaftsmitglieder der TMMOB im Gezi-Park eine Pressemitteilung verlesen hatten. Die Polizei nahm daraufhin die Personalien aller Besucher des Parks auf, einschließlich einer Gruppe im Park lebender Obdachloser, und nahm alle fest, die sich nicht ausweisen konnten oder wollten. Ein deutscher Menschenrechtsaktivist wurde vorübergehend festgenommen, als er Stadtarbeiter daran hindern wollte, symbolische Grabsteine zu entfernen, die für die bei den Protesten Getöteten errichtet worden waren.
Für den am 16. Juni durch eine von der Polizei abgefeuerte Tränengasbombe schwerverletzten und seitdem in Lebensgefahr schwebenden 14-jährigen Berkin Elvan wurde am 30. Juli von seinen Eltern unter Teilnahme von Demonstranten eine von seiner Familie geschriebene Pressemitteilung an der Taksim-Trambahnstation verlesen. Die Familie forderte rechtliche Schritte gegen die Polizisten, die auf den Jungen geschossen hatten, als dieser nach Angabe der Familie lediglich zum Brotholen geschickt worden war. Die Polizei setzte Wasserwerfer und Reizgas aus Sprühgeräten gegen die Kundgebung ein, und es kam beim Abdrängen der Menge durch die Bereitschaftspolizei vom für Demonstrationen weiterhin verbotenen Taksim-Platz in Richtung Unabhängigkeitsstraße zu Handgemengen mit Demonstranten. In der Nacht auf den 31. Juli setzte sich die Polizeiintervention gegen die Demonstration für Berkin Elvan fort. Die Polizei setzte Tränengas, Wasserwerfer und Gummigeschosse ein, während Aktivisten Barrikaden errichteten und in Brand setzten sowie Steine und Flaschen auf die Polizei warfen. Polizisten verfolgten entkommene Demonstranten in Seitenstraßen. Nach Augenzeugenberichten wurden bei der Polizeiintervention gegen die 500 Demonstranten am Istanbuler Taksim-Platz am 30. Juli mindestens vier Menschen verletzt.

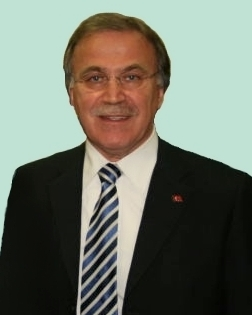
Mehmet Ali Şahin, der stellvertretende AKP-Vorsitzende, erklärte, dass er die Demonstranten als Kriminelle sieht

Der stellvertretende AKP-Vorsitzende Mehmet Ali Şahin hat erklärt, dass er die Gezi-Proteste als Straftaten ansieht, die im Rahmen des türkischen Strafgesetzes nach Paragraf 312 mit lebenslanger Haft belangt werden müssten. Als Grund gab er an, dass das Ziel der Proteste darin bestanden habe, die Regierung zu stürzen. Der Beweis hierfür sei laut Şahin der Versuch der Demonstrierenden gewesen, die Büros des Ministerpräsidenten zu besetzen. Die staatlichen Kräfte hätten dies aber unterbunden, und ein neuer Versuch für ähnliche Proteste könne seiner Ansicht nach nicht mehr unternommen werden.

## 3. August
Inzwischen galten die landesweiten Demonstrationen zwar als abgeflaut, fanden aber insbesondere in Istanbul in zeitlichen Abständen weiterhin statt. Laut Hürriyet Daily News war die Fußgängerzone der Unabhängigkeitsstraße seit Beginn der Proteste nahezu jedes Wochenende von dem mit Chemikalien versetzten Wasser der Wasserwerfer „gewaschen“ worden.
Am Abend des 3. August, einem Sonnabend, setzte die Polizei in Istanbul auf der Unabhängigkeitsstraße, inmitten von Passanten, Touristen und Kindern, erneut Wasserwerfer, Reizgas und Plastikgeschosse gegen etwa 300 Demonstranten ein, die sich nach Aufruf mehrerer Organisationen am frühen Abend zu einer Demonstration auf der Unabhängigkeitsstraße versammelt hatten. Die Demonstranten skandierten Parolen wie „Gemeinsam gegen Faschismus“ und „Das ist keine Revolte, das ist eine Bewegung für unsere Freiheiten“. Wasserwerfer und Bereitschaftspolizisten verfolgten Demonstranten in Seitengassen. Mindestens zehn Menschen, darunter auch drei Journalisten, wurden verletzt. Etwa 40 weitere Personen wurden festgenommen. Viele Umstehende gerieten unter Einwirkung des Wassers des Wasserwerfers, einige erlitten schwere gesundheitliche Beeinträchtigungen durch dem Wasser zugesetzte Chemikalien, mit dem der Wasserwerfer bis in den späten Abend hinein auf Demonstranten und unbeteiligte Umstehende schoss.
Bevor die Demonstranten vor der Polizeiintervention die Unabhängigkeitsstraße entlang flohen, hatten sie ein kleines Feuer auf der Straße entzündet. In der Seitenstraße Mis Sokak waren die Lokale und Geschäfte schwer von dem Gaseinsatz betroffen und wurden nach flüchtenden Demonstranten durchsucht. Dort kam es zur Verletzung von Cafébesuchern durch Plastikgeschosse. Andere Verletzungen resultierten durch Tränengaspatronen. Die Polizeiintervention hielt bis zu den Morgenstunden des 4. August an. Einige Protestteilnehmer warfen Steine und Flaschen auf Polizisten und weigerten sich stundenlang, der Aufforderung nach Auflösung der Demonstration nachzukommen.
Zuvor hatten Sicherheitskräfte den Gezi-Park am Sonnabend in Reaktion auf Versammlungsaufrufe in sozialen Medien für die Öffentlichkeit abgeriegelt.
Der stellvertretende CHP-Vorsitzende Erdoğan Toprak verurteilte die Polizeiintervention umgehend als „illegal“. Auch in deutschsprachigen Presseberichten wurde berichtet, die Polizei sei „mit großer Härte gegen friedliche Demonstranten“ vorgegangen.

## Zweite Augusthälfte bis Anfang September

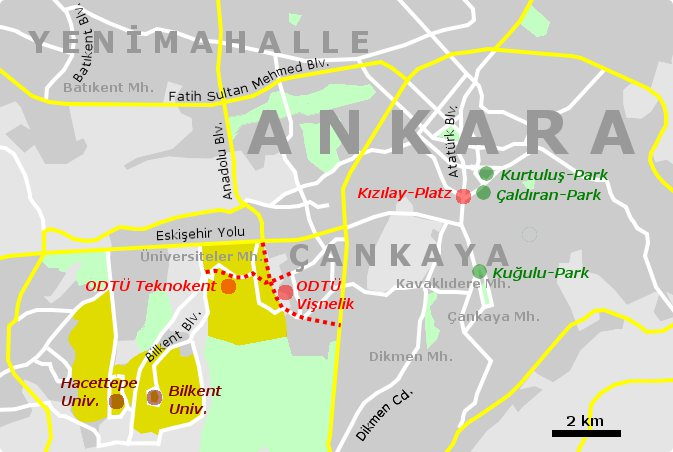
Die angekündigte Verbindungsstraße (rote gepunktete Linie) durch den Campus der Technischen Universität des Nahen Ostens (ODTÜ) in Ankara führte mit Baubeginn zu erneuten Protesten, die im September eskalierten.

Als der Bürgermeister Ankaras im August ankündigte, bald mit den Baumaßnahmen eine nach Angaben der Stadtverwaltung seit 20 Jahre geplanten Verbindungsstraße zwischen zwei Hauptverkehrsadern, die durch den Campus der Technischen Universität des Nahen Ostens (türkische Abkürzung: ODTÜ) führen soll, zu beginnen, errichteten etwa hundert Studenten ein Protestcamp in dem Forst, um zu verhindern, dass je nach Angaben 300 beziehungsweise 3000 Bäume gefällt werden und der Campus in zwei Teile geteilt wird. Die renommierte Universität gilt traditionell als Hochburg linker und kemalistischer Studenten und wird mit ihrem großdimensionierten Campus und dessen Anfang der 1960er Jahre gepflanzten, 3000 Hektar großen Forsten als eine der „grünen Lungen“ sowie das Universitätsgelände als eine der größten Grünflächen der im Vergleich zu Istanbul als eine vergleichsweise grünen Stadt beschrieben. Studenten und Anwohner protestieren bereits wochenlang gegen den Bau der Straße durch das Universitätsgelände, bis am 6. September die Eskalation der Ereignisse begann.
In Istanbul-Beyoğlu kam es Ende August zu einem medienwirksamen Streit von Bürgern oder Aktivisten mit den Gemeindebehörden um eine ehemals graue Treppe, deren 200 Stufen von einem 64-jährigen Ingenieur anlässlich des Weltfriedenstages auf eigene Initiative hin in den Farben des Regenbogens angestrichen worden waren. Die Stadtteilverwaltung ließ die Treppe bereits am folgenden Tag über Nacht mit Hinweis auf Beschwerden aus der Bevölkerung in grauer Farbe anstreichen, worauf es zu einem starken Protest in der Presse und in den sozialen Medien kam, bis die Behörden einlenkten. Landesweit, so in Ankara, Batman, Tunceli, Diyarbakır und Bursa, wurden in der Welle der Empörung viele Treppen in bunten Farben gestrichen, um gegen die Gemeindeverwaltung zu protestieren.

## 1. September
Die Anti-Regierungs-Demonstrationen hatten seit Juli weitgehend nachgelassen, doch hatte es weiterhin sporadische Proteste in Istanbul, Ankara and Hatay gegeben. In Hatay, einer Provinz mit gemischten Ethnien und Religionen, die an Syrien angrenzt, gegen dessen Präsidenten Bashar al-Assad besonders die USA eine militärische Intervention in Erwägung zogen, verblieben die Spannungen auf hohem Niveau. Mely Kiyak kommentierte in der Zeit, in der nur wenige Kilometer von der syrischen Grenze entfernt liegenden Stadt Antakya würden die Menschen demonstrieren, „weil die Bürger Angst davor haben, dass die Türkei sich an einem Krieg gegen Syrien beteiligt.“
Am 1. September wurde von Seiten der Protestbewegung in Istanbul zur ersten größeren Aktion seit dem Frühsommer aufgerufen, zu der in Istanbul und mehreren anderen Städten der Türkei insgesamt mehrere tausend Teilnehmer zusammenkamen.
In Istanbul sperrte die Polizei den Gezi-Park am 1. September ab und drängte Demonstranten ab, die sich auf dem Taksim-Platz zu einer Menschenkette unter dem Motto „Hand in Hand für den Frieden“ versammelten. Zu gewaltsamen Auseinandersetzungen mit Verletzten kam es nicht. Viele Teilnehmer der Menschenketten trugen als Zeichen des Friedens weiße Kleider, auch Brautpaare reihten sich in die Ketten ein.

## 6.–8. September
Am Morgen des 6. September entzündeten sich Proteste, als Bereitschaftspolizisten das Protestcamp auf einem Campus der ODTÜ in Ankara auflösten, mit dem Studenten den Bau einer Schnellstraße durch ein Wäldchen auf dem Universitätsgelände verhindern wollten. Bagger und Planierraupen rissen unter Polizeischutz die Zelte der Studenten ab und begannen, das Gelände zu planieren. Am Nachmittag gingen die Sicherheitskräfte mit Tränengas und Schlagstöcken gegen Demonstranten an der Universität vor. Am Abend des 6. September versammelten sich 200 bis 300 Studenten vor der ODTÜ. Die Polizei setzte Tränengas und nach Angaben von Augenzeugen Gummigeschosse ein, um die Demonstranten auseinanderzutreiben, während Studenten Barrikaden errichteten und Steine auf die Polizisten warfen. Je nach Quelle kam es zu zehn bis 14 Festnahmen von Demonstranten, darunter sechs Studierende. Als die Auseinandersetzungen eskalierten, riefen die Aktivisten über Facebook Unterstützer herbei. Drei Parlamentsabgeordnete der oppositionellen CHP erwirkten einen vorläufigen Bauarbeitsstopp, als sie sich zwischen Bäume und Bulldozer positionierten und auf eine gerichtliche Untersagung der Arbeiten bestanden.
Aktivisten riefen anlässlich des gewaltsamen Polizeieinsatzes in Ankara über das Internet zu Solidaritätsprotesten auf. In Istanbul wurde daraufhin der Gezi-Park für Besucher gesperrt und durch Posten von Polizisten mit schwerer Ausrüstung rund um den Park abgesichert.
Nachdem am 7. September die Planier- und Abholzarbeiten auf dem Campus der ODTÜ in Ankara fortgesetzt wurden, protestierten rund 3000 Demonstranten dagegen. Es kam zu massiven Auseinandersetzungen zwischen den meist jungen Demonstranten und der Polizei, bei denen die Polizei laut Medienberichten erneut Wasserwerfer und Tränengas einsetzten, wobei Teile des Forstes in Brand gerieten und von Protestierenden gelöscht wurden. In einem benachbarten Viertel Ankaras, in dem Anwohner Barrikaden errichteten, setzte die Polizei Plastikgeschosse gegen sie ein. Die Auseinandersetzungen hielten in der Nacht zum 8. September an und griffen auch auf andere türkische Städte über.

## 9.–12. September
Am 9. September trat das im Juni durch den Staatspräsidenten unterzeichnete Gesetz zur Einschränkung des Alkoholverkaufs in Kraft, nach dem der Alkohol-Verkauf nach 22 Uhr sowie in einem Umkreis von 100 Metern um Moscheen und Schulen untersagt ist.
In Istanbul war kam es bei einem Protestmarsch gegen Polizeigewalt unter dem Motto unter dem Motto „Wir wollen Gerechtigkeit für Berkin Elvan“ am 9. September zu Zusammenstößen zwischen Sicherheitskräften und Demonstranten. Mehrere Hundert Protestierende forderten die Bestrafung von Polizisten, die für die schwere Verletzung des 14-jährigen Berkin Elvan verantwortlich sein sollen, der weiterhin seit Juni aufgrund einer Verletzung durch eine Tränengasgranate der Polizei im Koma lag. Nach Medienberichten handelte es sich bei den Protestteilnehmern größtenteils um vermummte und linksradikale Personen, die Straßenschlachten mit der Polizei austrugen. Die Protestierenden zogen durch den Justizbezirk und wurden dort von Sicherheitskräften mit Tränengas und Wasserwerfern auseinandergetrieben. Die Polizeiintervention soll den Versuch von Protestteilnehmern vereitelt haben, zu einem Gerichtsgebäude im Stadtteil Okmeydanı zu ziehen. Protestteilnehmer sollen Steine und mehrere Molotow-Cocktails auf die Sicherheitskräfte geworfen und Straßenbarrikaden errichtet haben. Laut einem Fotografen der Nachrichtenagentur AFP kam es zu mehreren Verletzten und etlichen Festnahmen. Zum Abend hatte sich die Lage weitgehend beruhigt, ohne dass sich jedoch Demonstranten oder Polizei zunächst zurückgezogen hätten.

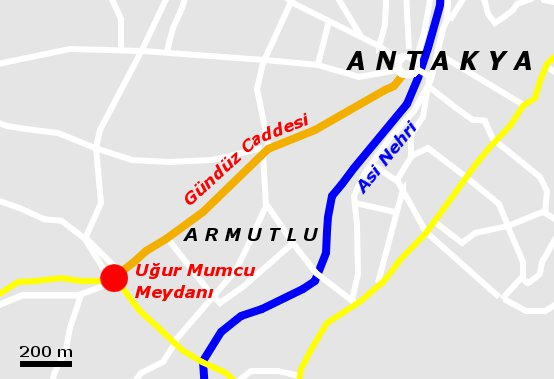
Das Stadtviertel Armutlu in Antakya mit der Gündüzstraße und dem Uğur-Mumcu-Platz als Brennpunkt der Unruhen

In Antakya starb der 22-jährige Demonstrant Ahmet Atakan um etwa 2 Uhr in der Nacht vom 9. auf den 10. September in Armutlu, dem Stadtviertel, das den Krisenherd der Stadt bei den vorangegangenen Protesten gebildet hatte. Medienberichte gaben zunächst an, dass er eine tödliche Kopfverletzung in der Nacht vom 9. auf den 10. September bei einer Protestaktion erlitt, die die andauernden Demonstrationen unterstützte, mit denen Bewohner Ankaras und Studenten der Technischen Universität des Nahen Ostens (ODTÜ) in Ankara den Bau einer neuen Autobahn durch den Campus der Universität zu verhindern und Gerechtigkeit für Abdullah Cömert einzufordern versuchten, der ebenfalls aus Ankaya-Armutlu stammte, am 3. Juni bei einer die Gezi-Park-Proteste unterstützenden Demonstration tödlich verletzt wurde und dessen Mörder noch immer nicht zur Verantwortung gezogen worden waren. Dabei hatte sich eine Gruppe von 150 Menschen auf dem Uğur-Mumcu-Platz in Antakya versammelt, um die ODTÜ-Proteste zu unterstützen und die Behörden aufzufordern, den Tod von Abdullah Cömert zu untersuchen, die Mörder zu identifizieren und zu verfolgen. Sie marschierte daraufhin durch das Armutlu-Viertel in Antakya, erreichte die Gündüzstraße und skandierte Slogans, bis sie auf die Polizei stieß, die sie aufforderte, die Demonstration aufzulösen. Die staatliche Nachrichtenagentur Anadolu berichtete von Provokationen seitens der Demonstranten in Antakya. Demnach seien Steine sowie Kanister in Richtung der Polizisten geflogen. Die Menge begann laut Today's Zaman damit, Steine und Kugellager zu werfen, während die Bereitschaftspolizei mit Wasserwerfern intervenierte und begann, Tränengaskanister zu verschießen. Die Demonstranten wichen in Seitenstraßen aus und errichteten Barrikaden, indem sie Müllcontainer auf der Straße anzündeten. Als die Polizei versuchte, die Barrikaden zu räumen, warfen Demonstranten Feuerwerkskörper nach ihnen.
Über die Umstände des Todes von Ahmet Atakan, die am 11. September noch ungeklärt blieben, kam es zu zwei widersprüchlichen Versionen. Nach Aussage seiner Verwandten soll Ahmet Atakan von einem Tränengasgeschoss der Polizei am Kopf getroffen worden sein. Auch Zeugen, Aktivisten und die Nachrichtenagentur Doğan sowie BBC Türkçe berichteten zunächst, Atakan sei von einer durch die Polizei abgeschossene Tränengaspatrone tödlich getroffen worden.
Die Nachrichtenagentur Anadolu gab an, über Filmmaterial zu verfügen, das zeige, wie Atakan stürzt und auf dem Boden rollt, ebenso wie solches, das zeige, wie Steine und Wassertanks von den umgebenden Dächern auf die Polizei geworfen werden. Die Staatsanwaltschaft der Provinz Hatay dementierte Nachrichtenmeldungen, dass Atakan von einem von der Polizei abgeschossenen Tränengaskanister in den Kopf getroffen worden sei. Das Büro des Gouverneurs von Hatay teilte mit, dass eine Polizeistreife beobachtet hatte, wie in der Nacht vom 9. September eine Person von einem benachbarten Gebäude auf die Gündüzstraße gestürzt sei, worauf ein Rettungswagen entsandt wurde. Doch hätten andere Demonstranten ihn in das staatliche Krankenhaus von Antakya gebracht, worauf Atakan trotz der Anstrengungen der Ärzte wenig später verstorben sei. Die nationale Polizeibehörde teilte auf ihrer Website am 10. September mit, das Filmmaterial der Polizeikamera zeige Atakans Sturz vom Gebäude und dass es zu keinem erkennbaren Polizeikontakt mit ihm vor seinem Fall gekommen sei. Nach Angaben von Behördenvertretern soll Atakan vor seinem Sturz vom Dach von dort Steine auf Polizisten geworfen haben. Eine Untersuchung des öffentlich gemachten Bild- und Tonmaterials der Polizeikamera ergebe, dass weder vor noch während des Sturzes Atakans ein Eingriff von Seiten der Polizeifahrzeuge gegen die Angreifer stattgefunden hätten.
Nachdem der Tod Atakans bekannt geworden war, soll eine Gruppe von 300 Menschen, einschließlich Angehöriger Atakans, angeblich Bereitschaftspolizeikräfte angegriffen haben, die in der Nacht vom 9. September vor dem Krankenhaus Wache gestanden haben. Daraufhin sei es am 10. September zu Spannungen zwischen der Gruppe und der Polizei gekommen, und die Polizei löste die Gruppe unter Einsatz von Tränengas auf. Über soziale Netzwerke wurde nach dem Tod des jungen Mannes zu Demonstrationen in Istanbul, Antakya und anderen türkischen Städten aufgerufen. Aufrufe zu Protesten kamen auch aus İzmir, Eskişehir, Adana, Antalya and Kocaeli. Martin Anetzberger behauptete in der Süddeutschen Zeitung am 11. September, „viele türkische Bürger“ würden die der „Geschichte vom steinewerfenden Demonstranten […], der selbst schuld an seinem angeblichen Sturz vom Dach ist“, keinen Glauben schenken.
Am Abend des 10. September demonstrierten Tausende Menschen im Land. Nach Bekanntwerden des Todes von Ahmet Atakan kam es am 10. September in mehreren türkischen Städten zu neuen Protesten und Auseinandersetzungen zwischen Polizei und Demonstranten.
Am 10. September lieferten sich Demonstranten und Polizisten Straßenschlachten um den Taksim-Platz in Istanbul. Die teilweise schwere Auseinandersetzungen in Istanbul dauerten bis in die frühen Morgenstunden des 11. September. Hunderte Demonstranten, die auch gegen den Tod des Demonstranten Atakan vom Vortag protestierten, wurden mit großer Härte durch die Sicherheitskräfte mit Plastikgeschossen, Wasserwerfern und Tränengas auseinandergetrieben und in Seitenstraßen verfolgt. In der Unabhängigkeitsstraße soll die Polizei Medienberichten zufolge aus Panzerfahrzeugen zum Teil wahllos auch auf unbeteiligte Umstehende in die Menschenmenge geschossen haben. Demonstranten zündeten Feuerwerkskörper und bengalische Feuer. CNN Türk berichtete, dass ein EM-Fußballqualifikationsspiel der türkischen U-21-Mannschaft gegen Schweden durch UEFA-Offizielle um eineinhalb Stunden verschoben werden musste, weil Tränengas in das Recep-Tayyip-Erdoğan-Stadion nahe dem Taksim-Platz gelangt sei. Nach Angaben eines Fotografen der Nachrichtenagentur AFP handelte es sich am Abend um bis zu 3000 Menschen rund um den Taksim-Platz, die von der Polizei mit Tränengas und Gummigeschossen daran gehindert wurden, den Platz zu betreten.
Auch in Ankara und in mehreren anderen Städten kam es am Abend des 10. September zu Zusammenstößen zwischen Polizei und Demonstranten. Wie in Istanbul setzte die Polizei auch in Ankara Tränengas ein, um die Menge aufzulösen, die gegen den Tod des am Tage zuvor getöteten Demonstranten protestierte. Mehr als 1000 Menschen hatten sich dort am zentralen Kızılay-Platz versammelt, bevor die Polizei die Menge mit Wasserwerfern und Tränengas auflöste. Nach anderen Angaben demonstrierten in Ankara 3000 Menschen gegen die Polizeigewalt und den Bau der Schnellstraße durch den ODTÜ-Campus. In Izmir wurden Proteste ebenfalls von der Polizei gewaltsam aufgelöst.
Die von Atakans Tod am Abend des 10. September in vielen Städten der Türkei ausgelösten neuen Proteste dauerten teilweise bis zum frühen Morgen des 11. September an. An einigen Orten lieferten sich Jugendliche Straßenschlachten mit der Polizei. Alleine in Istanbul sollen nach Angaben der Anwaltskammer mehr als 40 Menschen festgenommen worden sein.
Am 11. September erklärte Innenminister Muammer Güler, die Polizei sei nicht gegen Ahmet Atakan vorgegangen. Atakan sei vielmehr von einem „erhöhten Punkt“ aus herabgestürzt, was durch Fernsehbilder und Obduktionsbericht belegt werde. Der Vorfall werde jedoch weiter untersucht. Güler kritisierte, der Tod Atakans werde dazu instrumentalisiert, Stimmung gegen die Polizei zu schüren und zu Unruhen aufzustacheln. Insbesondere in Antakya gebe es seit mehreren Tagen verstärkt Unruhen mit dem Ziel, „großes Chaos“ auszulösen. In diesem Zusammenhang sprach Güler von „ethnischen Provokationen“.
Staatspräsident Abdullah Gül sagte, der Todesfall von Atalan werde gründlich untersucht.
Am Abend des 11. September ging die Polizei bei Anti-Regierungsprotesten gewaltsam gegen Demonstranten vor. Proteste wurden unter anderem aus Istanbul, Ankara, Izmir und Antakya gemeldet. Die Polizei setzte Wasserwerfer und Tränengas ein. In der Nacht auf den 12. September kam es laut CNN-Türk zu Verletzten und allein in Istanbul zu rund 20 Festnahmen. Die Polizei setzte in Istanbul und Izmir Tränengas und Wasserwerfer ein. Mehr als 12 Reporter, die über die wiederaufkommenden Proteste berichteten, waren zu diesem Zeitpunkt bei ihrer Tätigkeit verletzt worden.
Als die Polizei die Versammlung auf dem Taksim-Platz gewaltsam auflöste, bot ein Hotel Demonstranten Zuflucht an.
Auch im an der asiatischen Küste Istanbuls gelegenen Bezirk Kadıköy soll die Polizei mit großer Härte vorgegangen sein. Nach Angaben der Hürriyet Daily News wurde das Süreyya-Opernhaus in Kadıköy als improvisiertes Lazarett für Demonstranten verwendet. Mehrere Menschen wurden am Abend des 11. September bei Ausschreitungen in Kadıköy verletzt.
In Ankara kam es ebenfalls zu Krawallen. In Izmir demonstrierten rund 2500 Menschen gegen die AKP, eine Person wurde festgenommen. Die Menge in Izmir skandierte „AKP Mörder“.
Vom 9. September bis zum Nachmittag des 12. September wurden bei den Protesten nach Angaben der Journalistenorganisation Reporter ohne Grenzen (ROG) mindestens zwölf Journalisten verletzt. ROG sprach von brutalen Übergriffen der Polizei gegen Journalisten, wie sie in den vergangenen Monaten stets ohne Konsequenzen geblieben seien.
Im Istanbuler Bezirk Kadıköy versammelten sich am Abend des 12. September mehrere tausend Menschen anlässlich des Todes von Ahmet Atakan. Es kam dabei am Abend in Kadıköy zu Ausschreitungen, bei denen mehrere Menschen verletzt wurden.
In der Nacht auf den 13. September setzte die Bereitschaftspolizei in Kadıköy Wasserwerfer und Tränengas ein, um mehrere tausend Demonstranten von einem Büro der Partei AKP abzuhalten. Es soll zu mehreren Festnahmen gekommen sein. Nach Augenzeugenberichten sollen auch Gummigeschosse zum Einsatz gekommen sein. Auch in anderen türkischen Städten wie Ankara und Antakya kam es am Abend des 12. September und in der Nacht auf den 13. September zu Ausschreitungen und Zusammenstößen.

## 15. September
In der Nacht auf den 15. September kam es in mehreren Städten der Türkei zu Ausschreitungen.
In Istanbul gedachten mehrere tausend Menschen am 15. September der Opfer von Polizeigewalt in der Türkei. An einem unter anderem von der Taksim-Solidaritätsbewegung organisierten Konzert im Istanbuler Stadtbezirk Kadıköy mit dem Motto „Gerechtigkeit, Freiheit und Frieden“ nahmen die Angehörigen mehrerer junger Männer teil, die seit Juni bei Protesten ums Leben gekommen waren. Konzertbesucher schwenkten die Porträts der Getöteten. Am Abend und späten Abend kam es nach dem Konzert zu Zusammenstößen und Straßenschlachten zwischen Polizei und Demonstranten, das von einem starken Polizeiaufgebot begleitet war und für dessen Besuch sich die Teilnehmer der Kundgebung Leibesvisitationen unterziehen mussten. Der Auslöser der Zusammenstöße blieb unklar. Die Polizei setzte Wasserwerfer, Tränengas und Plastikgeschosse ein und verfolgte Demonstranten bis in die Nebenstraßen. Es gab mehrere Verletzte und etwa zehn Festnahmen, darunter war laut Bericht der Hürriyet auch ein türkischer Fernsehjournalist. Die Polizei hatte eingegriffen, als die Protestierenden zur Zentrale der AKP marschieren wollten.
In Antakya setzen die Sicherheitskräfte Wasserwerfer und Tränengas ein, um eine Demonstration aufzulösen.

## 19.–20. September
In Ankara setzte die Polizei am Abend des 19. September Tränengas und Wasserwerfer ein, nachdem aus den Reihen der Demonstranten mit Feuerwerkskörpern und Steinen geworfen worden sein soll. Auslöser der Zusammenstöße waren erneut Proteste gegen den Straßenbau durch den bewaldeten Universitätscampus. Die Polizei setzte in der Nacht auf den 20. September auch Gummigeschosse und Rauchgranaten gegen die Demonstranten ein. Die Studenten protestierten seit zwei Tagen und errichteten Barrikaden.
Innenminister Muammer Güler teilte am Abend des 20. September mit, dass in Dikmen, einem Viertel Ankaras, in dem in den vorangegangenen Monaten Antiregierungsproteste entbrannt waren, bei einem Anschlag auf Polizeigebäude zwei Raketen eingeschlagen und ein weiteres nicht explodiertes Geschoss in einem Garten der Anlage entdeckt worden sei. Der Anschlag habe lediglich Materialschäden verursacht. Laut dem Fernsehsender NTV wurden die Polizeizentrale und ein benachbartes Gebäude der Behörde von den Raketen getroffen. Die Fahndung nach einem flüchtigen Verdächtigen sei aufgenommen worden. Der TV-Sender CNN-Türk berichtete von zwei Flüchtigen. Güler erklärte, dass in der Nähe des Tatorts ein Raketenwerfer sowie Materialien gefunden worden seien, die „einer illegalen Organisation“ zugeordnet würden. Türkische Medien verdächtigten die linksextreme Gruppe Revolutionäre Volksbefreiungsfront (DHKP-C), die im März die Verantwortung für einen ähnlichen Angriff auf das Justizministerium sowie den AKP-Sitz übernommen hatte.

## 25. September
Ein neu erschienener Bericht der Menschenrechtsorganisation Physicians for Human Rights (PHR) kam zu dem Ergebnis, dass die türkische Regierung während der Demonstrationen im Juni unnötige und exzessive Gewalt angewendet, Tränengas in einem massiven Ausmaß als Waffe verwendet und vorsätzlich auf medizinische Einrichtungen und medizinisches Personal abgezielt hat.

## 28. September
Am Abend des 28. September setzte die Polizei in Istanbul erneut mehrere Wasserwerfer bis in die Nacht rund um den Taksim-Platz gegen Demonstranten ein. Zu größeren Zusammenstößen kam es nicht. 13 Menschen wurden Medienberichten zufolge festgenommen, darunter auch Mitglieder einer Gruppe, die sich für Tierrechte einsetzte.

## 29. September
Während Amnesty International am 12. September – nach dem Tod von Ahmet Atakan – dazu aufgerufen hatte, Tränengas, andere Anti-Riot-Ausrüstung und gepanzerte Polizeieinsatzfahrzeuge, wie sie von Staaten wie den USA, Israel, Großbritannien, China, Brasilien, Indien, Belgien und Süd-Korea der Türkei bereitgestellt wurden, nicht mehr in die Türkei zu liefern, berichtete die Tageszeitung Hürriyet am 29. September von der Existenz von Regierungsplänen für eine Herstellung von Tränengas in der Türkei in Vorbereitung auf ein etwaiges Embargo. Der Wissenschafts- und Technologieforschungsrat der Türkei, TÜBİTAK, habe einen von der Polizeibehörde in Auftrag gegebenen vertraulichen Bericht zur Herstellung von Tränengas an die Polizei übergeben. Die Regierung bereite bereits den Beginn von Gesprächen mit Firmen für das Jahr 2014[veraltet] vor.

## 18. Oktober
Am späten Abend des 18. Oktober löste die Polizei eine Demonstration dutzender Studenten gegen das Straßenbauprojekt auf dem Gelände der Middle East Technical University (ODTÜ) in Ankara mit Tränengas auf. Am Abend hatte mit der Fällung der Bäume begonnen werden sollen, wobei die Polizei für den Schutz der dafür anwesenden Arbeiter vor den Demonstranten abgestellt worden sein sollte.

## 22. Oktober
Nach Augenzeugenberichten soll die Polizei am Abend des 22. Oktober in Istanbul auf der Unabhängigkeitsstraße Wasserwerfer gegen Protestierende eingesetzt haben. Auf Twitter sammelten sich aktuelle Fotos von Demonstrierenden unter dem Hashtag #ODTÜiçinTaksime, das zu diesem Zeitpunkt das meistbenutzte in der Türkei war.

## 24. Oktober
Am 24. Oktober meldete Hürriyet Daily News die offizielle Gründung einer neuen Partei, die sich an die Gezi-Park-Bewegung anlehnte. Den Vorsitz der Gezi Partisi (Akronym: GZP; deutsch: „Gezi-Partei“) führte zunächst Reşit Cem Köksal, ein international bekannter Gitarrenmusiker. Ihr Logo stellt einen Baum dar, auf dem ein Mensch mit ausgebreiteten Armen den Stamm und die Äste symbolisiert. Die Partei wurde über soziale Medien wie Facebook und Twitter organisiert. Die Gründer legten dem Innenministerium am 1. Oktober eine Gründungspetition vor, die am 9. Oktober genehmigt wurde.

## 26. Oktober
Die seit Wochen in Ankara und anderen Städten immer wieder aufkommenden Proteste gegen Pläne, eine Straße mitten über den Universitätscampus der ODTÜ zu führen, um dadurch die Verkehrsbelastung in der Stadt abzumildern, setzten sich Ende Oktober fort. Am 26. Oktober löste die Polizei in Ankara eine Studentendemonstration mit Tränengas auf, bei der rund einhundert Hochschüler gegen das Straßenbauprojekt auf dem ODTÜ-Gelände demonstrierten. Nach Angaben des linksgerichteten Studentenbündnisses Genç-Der wurden 26 Teilnehmer festgenommen, als sie versuchten, vom Stadtzentrum zum Gelände der ODTÜ zu marschieren. Ein Vertreter des Bündnisses, das die Kundgebung organisiert hatte, gab an, die Polizei habe die Studenten daran gehindert, Bäume im Garten eines öffentlichen Gebäudes zu pflanzen. Bei einer weiteren Protestaktion betraten später etwa 200 Demonstranten die Baustelle auf dem ODTÜ-Campus. Die Polizei setzte erneut Tränengas sowie Wasserwerfer ein, um die Demonstranten zu vertreiben.

## 28. Oktober
Zum Beginn der Gerichtsverhandlung um den Polizisten, der beschuldigt wurde, Anfang Juni den Demonstranten Ethem Sarısülük erschossen zu haben, kam es in Ankara zu heftigen Protesten von rund 2000 Menschen. Die Proteste richteten sich insbesondere gegen den Beschluss der verhandelnden Richter, dass der beschuldigte Polizist von seinem Dienstort in der südöstlichen Stadt Şanlıurfa aus über eine Videoschaltung im Prozess aussagen könne. Die Forderung nach Verhaftung des Polizisten, der sich zeitweise in Untersuchungshaft befunden hatte und mit der Begründung einer möglichen Notwehrsituation bis zur Verhandlung auf freien Fuß gesetzt wurde, lehnte das Gericht ab. Als der Richter den Antrag der Anwälte von Sarısülük auf Haftbefehl gegen den Beamten ablehnte, brachen nach Medienberichten im Gerichtssaal Tumulte aus. Vor dem Gerichtsgebäude protestierten die Menschen zum Teil gewaltsam gegen die Entscheidung und die ihrer Ansicht nach verzögerte Durchführung des Prozesses. Einsatzkräfte drängen die Demonstranten mit Wasserwerfern und Tränengas zurück. Nach Angaben türkischer Medien kam es zu mehreren Verletzten und 18 Festnahmen. Medienberichte über Verletzte konnten zunächst nicht bestätigt werden.

## 29. Oktober
Zum 90. „Tag der Republik“, dem Nationalfeiertag, der an die Ausrufung der Republik durch Mustafa Kemal Atatürk von 1923 erinnert, hatten mehrere Oppositionsgruppen unter dem Motto „Die Türkei beugt sich der AKP nicht“ zur Demonstration aufgerufen.
In Istanbul protestierten Tausende Menschen gegen die Politik die Regierung. Mehrere Tausend Demonstranten trafen sich zur Mittagszeit allein im Stadtteil Kadıköy, um mit Fähren auf die europäische Seite mit Ziel Taksim-Platz überzusetzen, wo sie türkische Nationalflaggen schwenkten, die oft mit dem Konterfei von Staatsgründer Mustafa Kemal Atatürk bedruckt waren. Ihre Slogans wie „Wir folgen dir, Atatürk“ oder „Wir sind Soldaten von Mustafa Kemal“ werden als Loyalitätsbekundung zu den Prinzipien des Kemalismus und insbesondere zum Laizismus aufgefasst. Die Proteste blieben bis zum frühen Abend friedlich, nur stellenweise wurde von Tränengaseinsatz berichtet.
Am Abend eröffnete in Istanbul Ministerpräsident Erdoğan gemeinsam mit Staatspräsident Gül und im Beisein des japanischen Premierministers Shinzo Abe, des rumänischen Regierungschefs Victor Ponta und des somalischen Präsidenten Hassan Sheikh Mohamud den neu fertiggestellten Bahntunnel Marmaray, der den Bosporus unterquert und damit Asien und Europa in Istanbul zwischen den Stadtvierteln Üsküdar und Fatih miteinander verbindet.
In Ankara hatte Gül am selben Tag zuvor bei der offiziellen Feier zum 90-jährigen Bestehen der Republik Staatsgründer Atatürk an dessen Mausoleum gelobt.

## 16. November
Fünf Monate nach der lebensgefährlichen Verletzung des weiterhin im Koma liegenden 14-jährigen Berkin Elvan löste die Polizei eine von der Taksim-Solidaritätsgruppe geleitete Versammlung von Menschen, die vor dem Gerichtsgebäude in Istanbul-Çağlayan für eine Strafverfolgung der Täter demonstrierten, unter Einsatz von Wasserwerfern, Tränengas und Plastikgeschossen auf. Eine Frau brach sich bei dem Versuch, vor einem Wasserwerfer zu flüchten, ein Bein und wurde ins Krankenhaus gebracht. Die Polizei verfolgte Protestteilnehmer, die versuchten, Haltestationen öffentlicher Verkehrsmittel zu erreichen. 18 Protestteilnehmer wurden in Polizeigewahrsam genommen. Viele Umstehende Menschen gerieten unter Einwirkung des Wassers und des Tränengases. Gewaltsame Auseinandersetzungen zwischen Protestierern und Polizeibeamten dehnten sich später zur näheren Wohngegend Elvans von Okmeydanı aus, das für seine oppositionelle Haltung gegenüber dem Staat bekannt ist.

## 21. November
Auf der asiatischen Seite Istanbuls kam es am 21. November im Rahmen des Gerichtsverfahrens um den Tod von Mehmet Ayvalıtaş vom 2. Juni, dem ersten bestätigten Toten der Gezi-Park-Proteste, zu Auseinandersetzungen zwischen der Polizei und rund 500 Demonstranten, die versuchten, das schwer gesicherte Gerichtsgebäude zum Prozessauftakt zu stürmen. Als die Familie des Getöteten den Gerichtsraum nicht betreten konnte, brachen Demonstranten das Portal auf und versuchten, in den 8. Hohen Gerichtshof zu gelangen. Die Polizei errichtete vor dem Gebäude eine Barrikade und gestattete der Familie von Ayvalıtaş dann den Eintritt, was zum Nachlassen der Zusammenstöße der Demonstranten mit der Polizei führte. Dem Taxifahrer und dem Besitzer des Taxis, mit dem der Fahrer in eine Gruppe von Demonstranten gefahren war und dabei Ayvalıtaş tödlich verletzt hatte und die unter Anklage des Totschlags standen, drohten Strafen von drei bis 15 Jahre Haft. Die kurdische Abgeordnete Sebahat Tuncel bezeichnete den Vorfall als „eindeutig […] politisch motivierte Tat“ und schloss aus, dass es sich um einen Kriminalfall oder Verkehrsunfall gehandelt haben könne.